# Norderney

Lage von Norderney innerhalb der Ostfriesischen Inseln

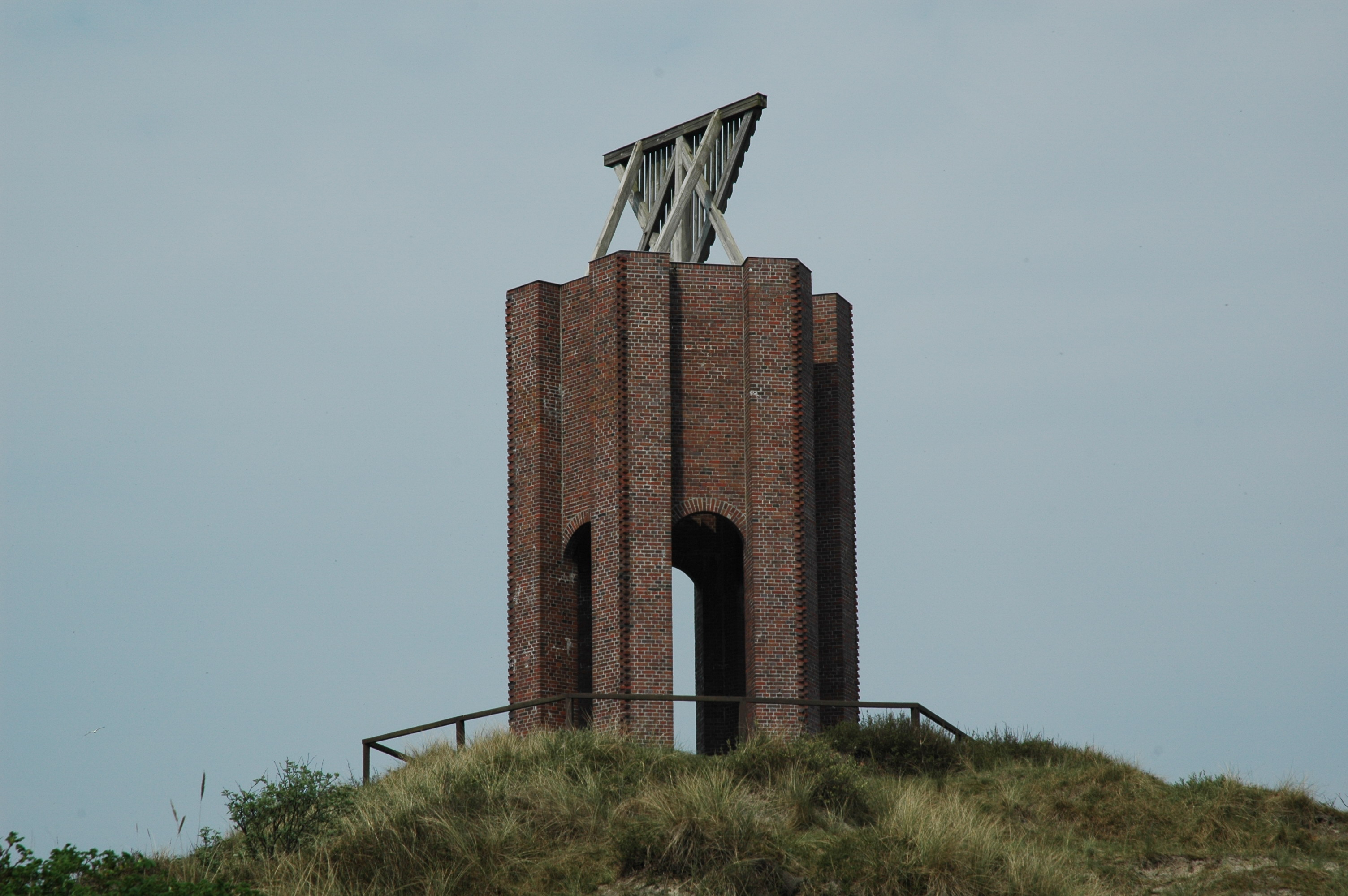
Das Kap, eine Landmarke für die Schifffahrt und Wahrzeichen Norderneys

Norderney [nɔɐ̯dɐˈnaɪ] ⓘ (ostfriesisches Plattdeutsch: Nördernee [nœədəˈneɛɪ]) ist eine der Ostfriesischen Inseln in der Nordsee, die dem Festland des Landes Niedersachsen zwischen der Ems- und Wesermündung in der Deutschen Bucht vorgelagert sind. Mit einer Fläche von 26,29 Quadratkilometern ist die Düneninsel Norderney nach Borkum die zweitgrößte Insel dieser Inselgruppe.
Die Stadt Norderney, eine Einheitsgemeinde, umfasst die gesamte Insel Norderney. Sie gehört nach der Gebietsreform in Niedersachsen von 1978 zum Landkreis Aurich und ist mit 5343 Einwohnern die der Bevölkerung nach größte Gemeinde der Ostfriesischen Inseln. Zur Gemeinde, der am 5. August 1948 das Stadtrecht verliehen wurde, gehören neben dem Ortskern von Norderney die drei Stadtteile Fischerhafen (der Hafen und das angrenzende Gewerbegebiet), Nordhelm, eine ehemalige Kasernensiedlung und seit 2019 Ostende. Die drei Stadtteile liegen in enger Nachbarschaft im äußersten Westen der Insel. Die restliche Fläche der Insel ist kaum bewohnt und bebaut. Ausnahmen bilden wenige Gebäude um den in der Inselmitte stehenden Leuchtturm Norderney sowie der Inselgolfplatz mit den angrenzenden Siedlungen Am Leuchtturm und Grohde im Zentrum der Insel und der nahe gelegene Flugplatz Norderney, die westlich davon gelegene Jugendherberge Norderney Dünensender sowie die östlich davon gelegenen ehemaligen Gebäude der Staatsdomänen Eiland und Tünnbak.
Der Hauptwirtschaftszweig des am 3. Oktober 1797 zur ersten Königlich-Preußischen Seebadeanstalt an der deutschen Nordseeküste ernannten heutigen Staatsbades und Luftkurortes ist der Fremdenverkehr. Das Nordseeheilbad verfügt über vier Badestrände. 2007 wurden mehr als 400.000 Tages- und Kurgäste gezählt, in den Jahren 2008 und 2009 wurden insgesamt über drei Millionen Übernachtungen registriert; davon in größeren Beherbergungsbetrieben rund 1,6 Millionen Übernachtungen (2019).
Östlich der Stadtgrenze gehören insgesamt 85 Prozent der Inselfläche zum Nationalpark Niedersächsisches Wattenmeer.

## Geographie
| Gebiet                              | Fläche |
| ----------------------------------- | ------ |
| Bebaute Fläche                      | 0152   |
| davon Wohnbaufläche                 | 0065   |
| davon gewerbliche Baufläche         | 0060   |
| davon Erholungsfläche               | 0027   |
| Gemeinbedarfsfläche                 | 0024   |
| Verkehrsfläche                      | 0091   |
| davon Straßenverkehr                | 0073   |
| davon ruhender Verkehr              | 0020   |
| davon Luftverkehr                   | 0018   |
| Flächen für die Ver- und Entsorgung | 0001   |
| Grünflächen                         | 0060   |
| davon Parkanlagen                   | 0019   |
| davon Kleingärten                   | 0008   |
| davon Sportplätze                   | 0012   |
| davon Friedhöfe                     | 0002   |
| davon sonstige Grünflächen          | 0019   |
| Landwirtschaftliche Fläche          | 0405   |
| Wasserfläche                        | 0011   |
| davon Süßwassergewässer             | 0003   |
| Sonstige Fläche                     | 1886   |
| davon Unland                        | 0877   |
| Gesamtfläche ohne Küstengewässer    | 2629   |

### Lage und Umgebung

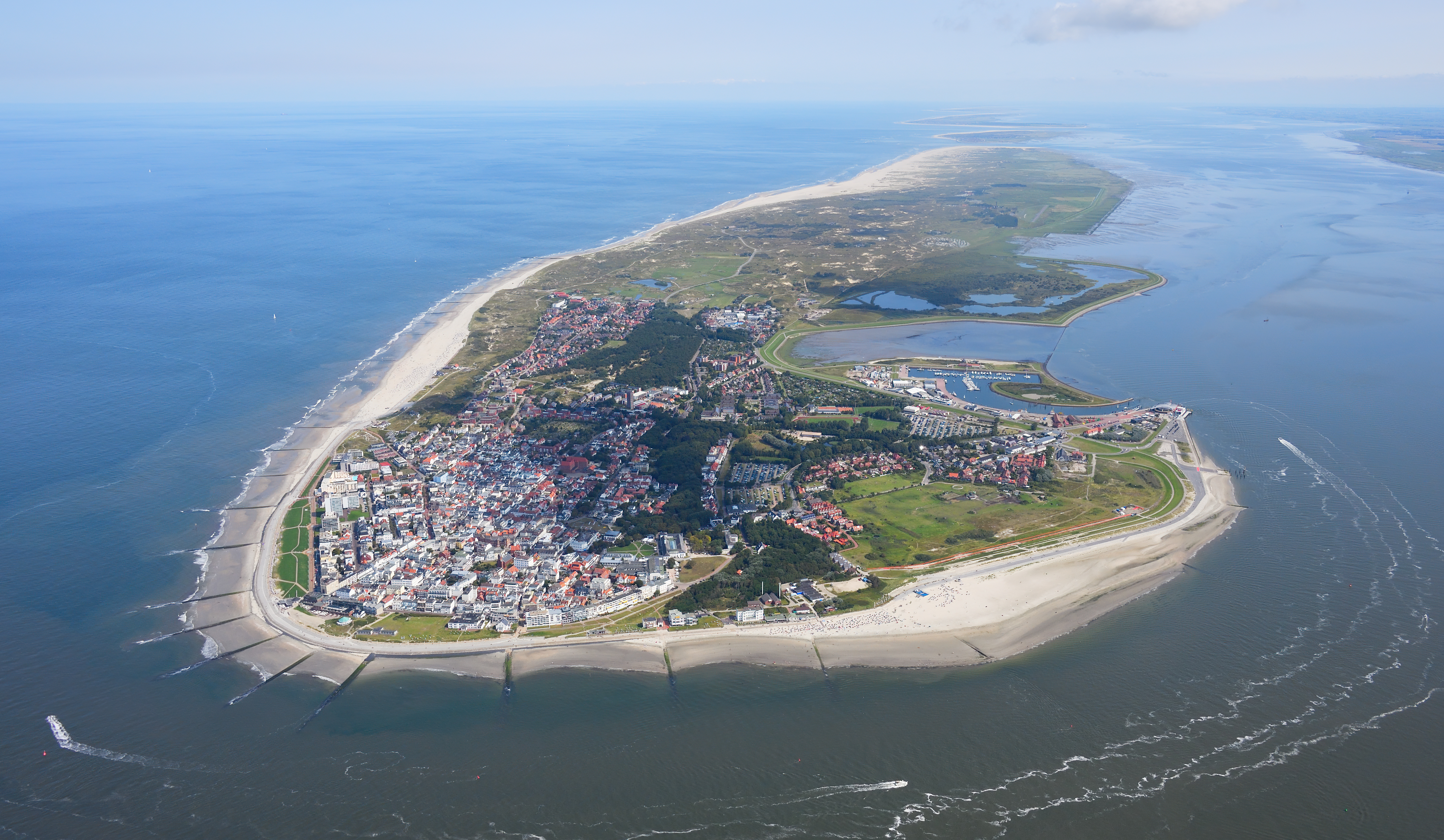
Luftbild der Insel Norderney mit der Stadt aus westlicher Richtung

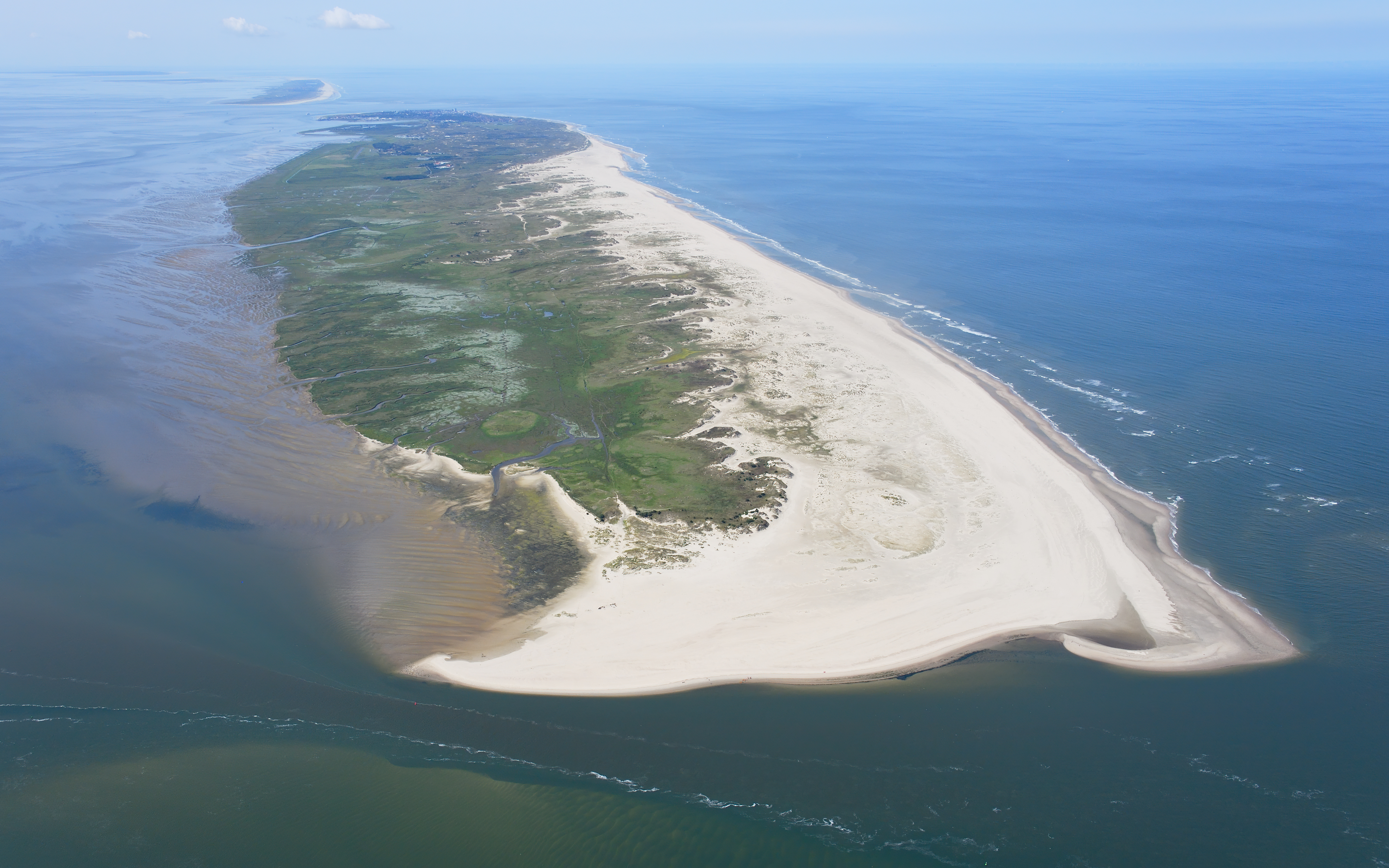
Luftbild der Insel Norderney aus östlicher Richtung

Norderney ist eine der Ostfriesischen Inseln, die im Nordwesten Deutschlands in der Deutschen Bucht einige Meter über dem Meeresspiegel liegen. Die sieben bewohnten Inseln und die fünf unbewohnten größeren Sandbänke, Sandplaten und Hochsände sind dem Festland des Bundeslandes Niedersachsen vor der Küste der Region Ostfriesland vorgelagert. Die Insel gehört zum Landkreis Aurich. Von Westen aus gesehen ist Norderney die dritte der bewohnten Ostfriesischen Inseln. Norderney erstreckt sich bei einer Gesamtfläche von 26,29 Quadratkilometern in einer Länge von rund 14 Kilometern in Ost-West-Richtung. An den breitesten Stellen am Westkopf und in der Inselmitte dehnt sich die Insel bis zu 2½ Kilometer in Nord-Süd-Richtung aus. Sie ist damit nach der Fläche die neuntgrößte der deutschen Inseln und nach Borkum die zweitgrößte der Ostfriesischen Inseln. Auf der gesamten Nordseite der Insel erstreckt sich ein Sandstrand von rund 14 Kilometern Länge, der im Stadtgebiet von einem Inseldeckwerk gesäumt ist, das zum Schutz der Insel vor Hochwasser und Sturmfluten und als Fußgängerpromenade dient.
Die im westlichen Teil gelegene Stadt heißt ebenfalls Norderney und ist im Vergleich die städtischste der sieben ostfriesischen Inselgemeinden. Die Größe des Stadtgebiets beträgt ein Fünftel der Inselfläche und hat zusammen mit dem Gewerbegebiet eine maximale Ausdehnung in Ost-West-Richtung von etwa 2½ Kilometern und in Nord-Süd-Richtung bis zu 2 Kilometer. Die bebaute Fläche beträgt insgesamt 152 Hektar.
Von der östlichen Nachbarinsel Baltrum ist Norderney durch das schmale Seegatt der Wichter Ee getrennt. Vom Zentrum der Stadt Norderney bis zum Inselort Baltrum sind es etwa 15 Kilometer. In Richtung Westen ist die Insel Juist rund 3 Kilometer entfernt, bis zum Zentrum der Gemeinde Juist sind es etwa 11 Kilometer Luftlinie. Zwischen Norderney und Juist erstreckt sich das breite Norderneyer Seegatt. Der westlichste Teil wird Spaniergat genannt, der nördlich in der Mitte liegende Bereich heißt der Schluchter, östlich davon zieht sich das Dovetief mit dem Hauptfahrwasser des Seegatts zwischen den Inseln entlang.
In der Osthälfte der Insel erstreckt sich im dortigen Dünengebiet eine breite Legde, auch Schlopp genannt, die vom Strand im Norden bis zum Heller im Süden reicht. Das Gebiet rund um diesen Dünendurchbruch wird bei höheren Sturmfluten vollständig überflutet. Die gesamte Osthälfte Norderneys sowie das südlich der Insel angrenzende Wattenmeer mit den Platen Hohe Plate, Hohes Riff und Lütetsburger Plate sowie den Rinnen Busetief, Wagengat, und Ostbalje gehören zum Nationalpark Niedersächsisches Wattenmeer.
Das Festland ist zwischen drei (von der Wattseite östlich des Grohdepolders bis Hagermarsch und Neßmersiel) und sechs Kilometer (vom Hafen Norderney bis zum Norder Stadtteil Ostermarsch) entfernt. Benachbarte Kommunen auf dem Festland sind die Stadt Norden, die Gemeinde Hagermarsch in der Samtgemeinde Hage sowie ein kurzer Abschnitt der Gemeinde Dornum (alle im Landkreis Aurich). Im Norder Stadtteil Norddeich befinden sich an der Mole der Fähranleger und etwas außerhalb, in Richtung Osten gelegen, ein Flugplatz, von dem aus Flüge nach Norderney möglich sind.

### Geologie
| Stadtfläche Hellerfläche | Dünen Strand |

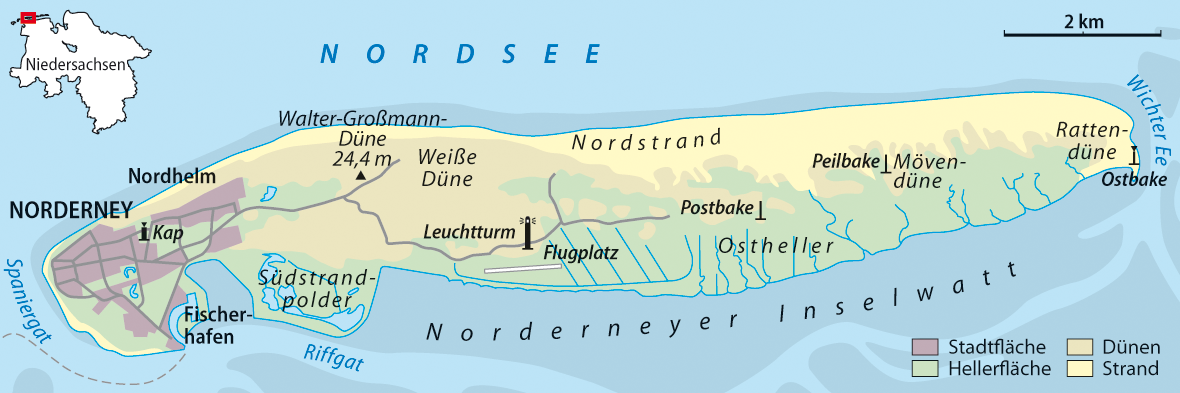
Übersichtskarte der Insel Norderney
----

Norderney ist, wie die Ostfriesischen Inseln insgesamt, kein Fragment früheren Festlands und unterscheidet sich insofern etwa von den Nordfriesischen Inseln. Norderney liegt auf einem im Pleistozän und im folgenden Holozän gebildeten Sockel. Die pleistozänen Schichten aus Schmelzwassersanden, punktuell Lauenburger Ton, Geschiebelehm sowie Flug- und Flusssanden befinden sich heute etwa zehn bis zwanzig Meter unter dem Meeresspiegel, und die darüber abgelagerten basalen Torfe und Brackwasser-Sedimente des Holozäns sind deutlich untermeerisch. Oberflächennah, in der Mitte der Insel, beispielsweise in Höhe des Leuchtturms, besteht der Untergrund noch bis in 30 Metern Tiefe vielmehr aus Watt- und Rinnensanden, also rein marinen Ablagerungen.
Vor etwa 10.000 Jahren erstreckte sich das Festland noch weit in die heutige Nordsee hinein bis zur Doggerbank und zur englischen Küste. Als Folge der Eisschmelze nach der letzten Kaltzeit und des dadurch bedingten Anstiegs des Meeresspiegels begann vor etwa 7500 Jahren eine Überflutung der heutigen Deutschen Bucht. Durch die Interaktion von aus Westen kommender Strömung und Wind lagerten sich Sandmassen ab, die sich zu Sandbänken und inselähnlichen Platen entwickelten. Die Sandakkumulationen, die bei Flut nicht mehr überschwemmt wurden (siehe Kachelotplate), bildeten die Grundlage für die Ansiedlung von Pionierpflanzen, die mit ihren Wurzeln den Sandboden verstärkten, was wiederum die Bildung von Dünen und das Wachstum der Insel ermöglichte.
Infolge der zum Teil starken Gezeitenströmung aus nördlicher und westlicher Richtung driftet Norderney wie die anderen Ostfriesischen Inseln in östliche Richtung ab. Das Fundament der Insel besteht am Westkopf aus verschiedenen Ton-, Klei- und Lehmschichten, wodurch Inselschutzmaßnahmen nötig wurden. Durch das im Jahr 1858 erstmals angelegte Inseldeckwerk konnte der westliche Inselkopf gegen die Gezeitenkräfte und die damit verbundene Küstenerosion gesichert werden. Der östliche Teil der Insel gewann dagegen seit 1650 durch Anspülung von Sand und Sedimenten rund 5 bis 6 Kilometer Länge dazu. Der natürlich gebildete Strand hat an einigen Abschnitten eine Breite von über 200 Metern.
Der höchste natürliche Punkt der Insel und der gesamten ostfriesischen Inselkette ist die nach dem aus der Stadt Norden in Ostfriesland stammenden Geodäten Walter Großmann benannte Walter-Großmann-Düne. Es handelt sich um eine im Bereich der Weißen Düne in der Inselmitte gelegene Sanddüne mit einer Höhe von 24,4 m über NHN. Die Düne ist damit auch der höchstgelegene Punkt Ostfrieslands überhaupt. Die Insel ist durchschnittlich 3 m bis 5 m über NHN hoch, der Inselsockel ragt durchschnittlich 1,5 m aus dem Meer heraus. Auf einigen der höheren Dünen, die zwischen 10 m und 20 m über NHN hoch liegen, wurden Aussichtsplattformen, zum Teil mit Informationstafeln zur Insel und dem Nationalpark, eingerichtet. Einige der markanten Dünen haben im Laufe der Zeit Namen erhalten wie Georgshöhe (20 m) und Marienhöhe (11,5 m) im Stadtgebiet sowie Mövendüne (11 m), Senderdüne (21 m) und Rattendüne (5,5 m) im Ostteil der Insel.
Bedingt durch die geologischen Verhältnisse auf der Insel konnte sich darunter eine Süßwasserlinse herausbilden. Diese entstand durch versickerndes Regenwasser, das im sandigen Boden das schwerere Salzwasser bis zu einer Tiefe von maximal 80 Metern verdrängte. Die Größe der Linse unterliegt klimatischen Schwankungen, dennoch können auf der Insel jährlich rund 900.000 Kubikmeter Trinkwasser vom Wasserwerk Ort und von dem 1958 in der Inselmitte erbauten Pumpwerk Weiße Düne gefördert werden. Das Norderneyer Trinkwasser gilt als besonders rein, da es aufgrund der Lage unterhalb des Inselsockels im Gegensatz zum Grundwasser am Festland nicht durch versickernde Dünger und Abwässer verunreinigt wird. Das Grundwasser hat eine leicht gelbliche Färbung, die auf abgelösten Torfablagerungen und Lehm beruht, wodurch sich Huminstoffe bilden. Um bei Sturmfluten ein Eindringen von Salzwasser und damit eine Zerstörung der Linse zu verhindern, wurden im Laufe der Zeit die Randdünen der Insel verstärkt.

### Klima

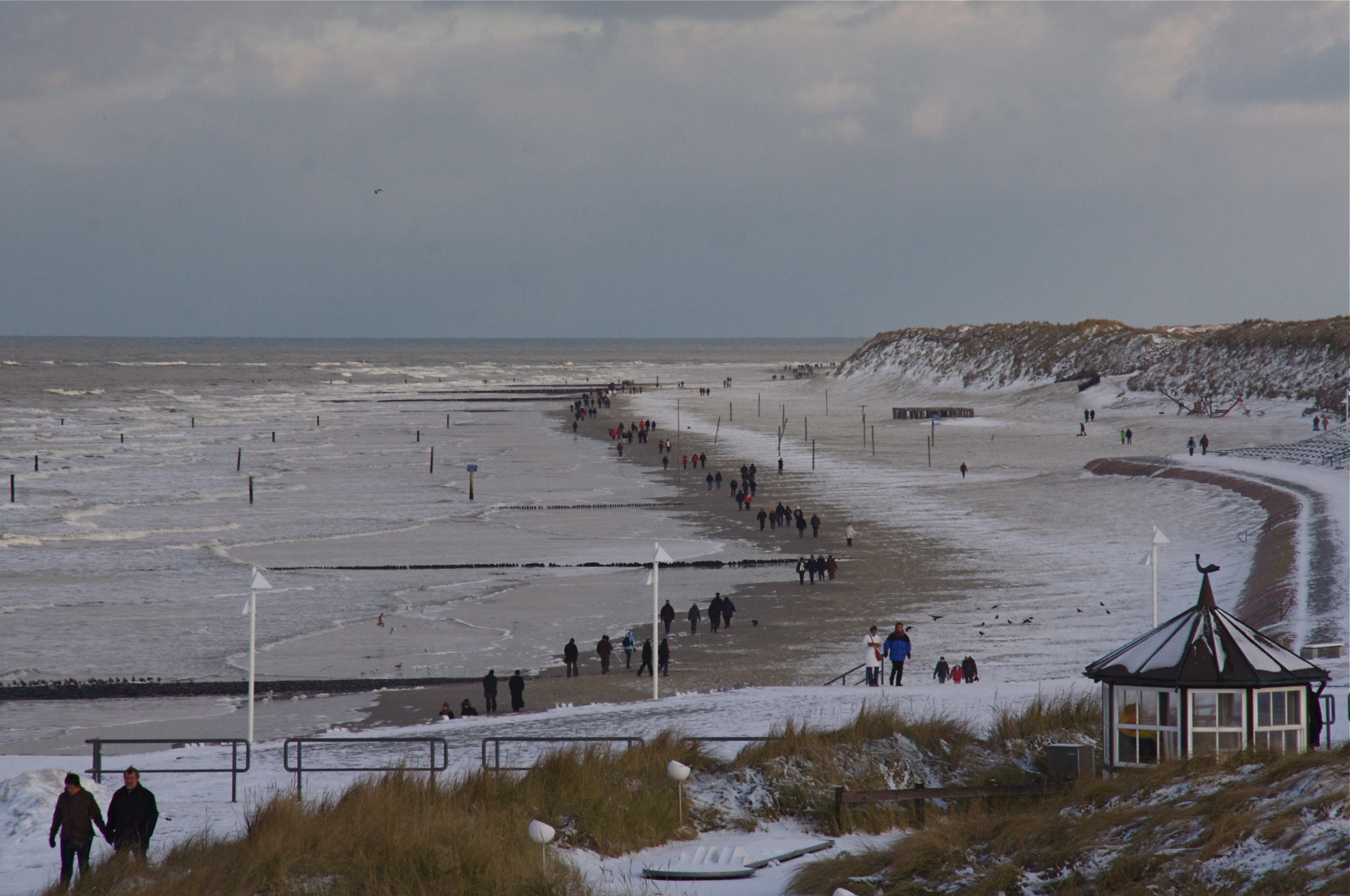
Blick von der Georgshöhe auf die Strandpromenade am Nordstrand im Winter

Die Insel Norderney liegt im Bereich des gemäßigten, sommerkühlen und vom Golfstrom beeinflussten Seeklimas und damit im direkten Einfluss der Nordsee. Bei geringen Temperaturschwankungen herrscht hohe Luftfeuchtigkeit. Im Durchschnitt liegen die Temperaturen im Sommer unterhalb und im Winter oberhalb der auf dem Festland gemessenen Werte. In der Gesamtheit wird das Norderneyer Klima durch den vorherrschenden Wind aus Süd und Südwest geprägt, der durch Tiefdruckgebiete über Island und Grönland entsteht. Im Frühjahr und Herbst sind Stürme mit Orkanstärke recht häufig; diese treten oftmals mit einer Sturmflut auf. Dabei entstehen Wellen, die sich vor der Insel auf bis zu 8,5 m Höhe auftürmen können.
Das durchschnittliche Jahrestemperaturmittel liegt bei 10,9 °C. Der wärmste Monat ist, anders als in den meisten Gebieten Deutschlands, der August mit einem Monatstemperaturmittel von 18,6 °C. (Dass der August und nicht der Juli der wärmste Monat ist, begründet sich durch die extreme Maritimität des Klimas). Bei ablandigem Südwind können Temperaturen über 30 °C erreicht werden, wie in den Jahren 1969 mit 33 °C, 2006 mit 32,6 °C und 33,7 °C im Jahr 2013. Der Hitzerekord liegt bei 34,1 °C, die zuletzt am 2. Juli 2015 gemessen wurden. Der kälteste Monat ist der Februar mit einer Durchschnittstemperatur von 2,0 °C. In dem Zeitraum von 1961 bis 1990 wurden auf Norderney im Jahresmittel 0,6 heiße Tage (Tropentage) gemessen. Die jährliche mittlere Niederschlagsmenge liegt bei etwa 615 Millimetern. Der regenreichste Monat ist der August mit 83 Millimetern, der regenärmste ist der Februar mit nur 28 Millimetern. Im Durchschnitt gibt es pro Monat 16,4 Regentage. Die mittlere Sonnenscheindauer liegt mit durchschnittlich 1701 Stunden im Jahr über dem deutschen Mittelwert von 1550 Stunden. Die meisten Sonnenscheinstunden werden in den Monaten Mai bis August mit bis zu 226 Stunden erreicht. In den Wintermonaten scheint die Sonne hingegen nur 38 bis 76 Stunden.
Die Wassertemperatur und der Wellengang wird an den beiden Messstationen in den Nordergründen, einer Untiefe im Nordwesten Norderneys, und im Norderneyer Riffgat gemessen. Sie schwankt zwischen 3 und 7 °C in den Wintermonaten und 13 bis 17 °C und über 20 °C in sehr warmen Sommern. Dies ist auf die geringe Wassertiefe im Watt und die trockengelegten Gebiete während der Ebbe zurückzuführen. Im jährlichen Durchschnitt liegt die Wassertemperatur bei ungefähr 14 °C. Von 1961 bis 2000 wurden an der Beobachtungsstation im Norderneyer Seegat 26 Winter mit Eisaufkommen im Wattenmeer registriert. Die Häufigkeit von Eisbildung liegt damit bei 65 Prozent. Die längste Dauer eines Eiswinters war 74 Tage, der Durchschnitt sind 21 Tage.
Der Klimaklassifikation von Wladimir Köppen zufolge gilt für Norderney die Einteilung Cfb. Diese Einteilung nach Klimazone (C), Klimatyp (Cf) und Klimauntertyp (b) gibt für Norderney durch die vorherrschende zyklonale Westwindwetterlage ein warm- und feucht-gemäßigtes Klima mit warmen Sommern an.
Das lokale Reizklima sowie die Nähe zum Festland trug mit zum Beginn des Tourismus bereits im 18. Jahrhundert bei.
|                        | Jan  | Feb  | Mär  | Apr  | Mai  | Jun  | Jul  | Aug  | Sep  | Okt  | Nov  | Dez  |   |       |
| Mittl. Temperatur (°C) | 3,8  | 3,7  | 5,8  | 8,9  | 13,2 | 16,3 | 18,3 | 18,6 | 16,1 | 11,9 | 7,5  | 6,2  | ⌀ | 10,9  |
| Mittl. Tagesmax. (°C)  | 5,1  | 5,4  | 7,8  | 11,5 | 16,0 | 18,7 | 20,8 | 21,3 | 18,5 | 13,8 | 9,0  | 7,3  | ⌀ | 13    |
| Mittl. Tagesmin. (°C)  | 2,4  | 2,0  | 3,7  | 6,5  | 10,4 | 14,0 | 15,8 | 16,0 | 13,8 | 10,1 | 6,0  | 5,0  | ⌀ | 8,8   |
|                        |      |      |      |      |      |      |      |      |      |      |      |      |   |       |
| Niederschlag (mm)      | 54,9 | 28,1 | 44,0 | 29,7 | 28,5 | 45,6 | 62,3 | 83,4 | 74,5 | 49,3 | 65,5 | 49,0 | Σ | 614,8 |
|                        |      |      |      |      |      |      |      |      |      |      |      |      |   |       |
| Sonnenstunden (h/d)    | 1,4  | 3,5  | 4,4  | 7,0  | 7,9  | 7,1  | 7,7  | 7,0  | 5,6  | 3,0  | 2,1  | 1,3  | ⌀ | 4,8   |
|                        |      |      |      |      |      |      |      |      |      |      |      |      |   |       |
| Regentage (d)          | 22   | 13   | 16   | 15   | 12   | 14   | 15   | 16   | 16   | 20   | 20   | 21   | Σ | 200   |
|                        |      |      |      |      |      |      |      |      |      |      |      |      |   |       |
| Wassertemperatur (°C)  | 6    | 7    | 11   | 14   | 17   | 19   | 20   | 19   | 15   | 13   | 11   | 8    | ⌀ | 13,4  |
|                        |      |      |      |      |      |      |      |      |      |      |      |      |   |       |
| Luftfeuchtigkeit (%)   | 88   | 86   | 85   | 82   | 80   | 80   | 80   | 79   | 80   | 84   | 86   | 88   | ⌀ | 83,2  |

| 2,4 |

| 2,0 |

| 3,7 |

| 6,5 |

| 10,4 |

| 14,0 |

| 15,8 |

| 16,0 |

| 13,8 |

| 10,1 |

| 6,0 |

| 5,0 |

| 2,4 |

| 2,0 |

| 3,7 |

| 6,5 |

| 10,4 |

| 14,0 |

| 15,8 |

| 16,0 |

| 13,8 |

| 10,1 |

| 6,0 |

| 5,0 |

## Biologie

### Flora und Fauna
| Verteilung der Biotoptypen auf Norderney  | Verteilung der Biotoptypen auf Norderney | Verteilung der Biotoptypen auf Norderney |
| Biotoptyp                                 | Fläche (ha)                              | Fläche (%)                               |
| ----------------------------------------- | ---------------------------------------- | ---------------------------------------- |
| Binsenquecken-Vordüne                     | 95,8                                     | 4,5                                      |
| Strandhafer-Weißdüne                      | 185,0                                    | 8,6                                      |
| Sanddorn-Holunder-Küstengebüsch           | 16,6                                     | 0,8                                      |
| Graudünen-Grasflur                        | 477,7                                    | 22,2                                     |
| Küstendünen-Heide                         | 14,8                                     | 0,7                                      |
| Küstendünen-Gebüsch                       | 77,2                                     | 3,6                                      |
| Feuchtes Dünental                         | 94,9                                     | 4,4                                      |
| Gehölz der feuchten Dünentäler            | 55,9                                     | 2,6                                      |
| Obere Salzwiese                           | 406,2                                    | 18,9                                     |
| Untere Salzwiese                          | 61,6                                     | 2,9                                      |
| Grünland                                  | 221,0                                    | 10,3                                     |
| Ruderal- und Halbruderalflur              | 34,7                                     | 1,6                                      |
| Standortfremdes, angepflanztes Gehölz (a) | 32,0                                     | 1,5                                      |
| Siedlungsbereiche                         | 350,1                                    | 16,3                                     |
| Gewässer                                  | 28,0                                     | 1,3                                      |
| Summe der Biotopfläche                    | 2151,0                                   | 100,0                                    |

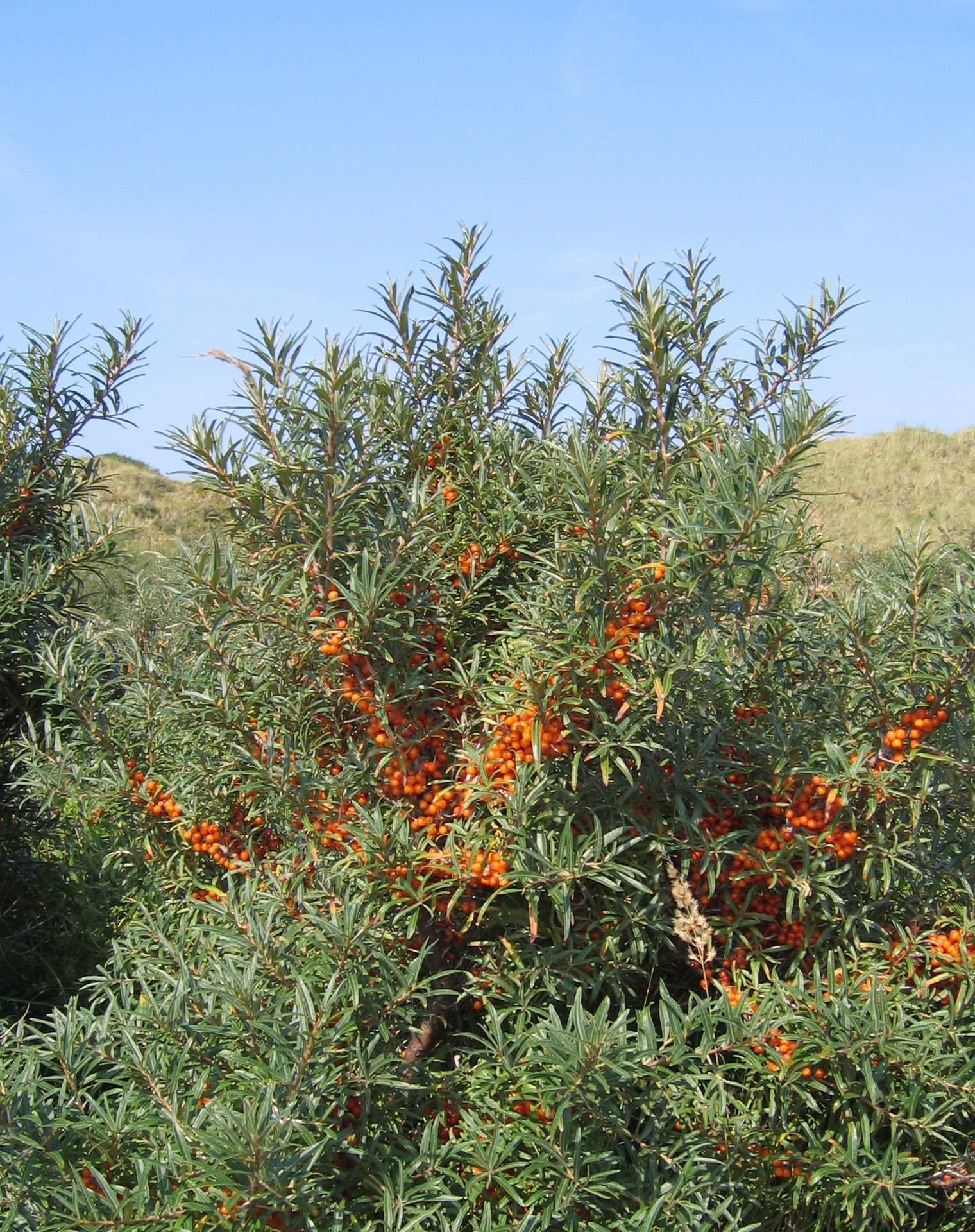
Sanddorn – häufig wachsende Buschpflanze auf Norderney

Norderney ist wie die anderen Ostfriesischen Inseln nicht aus der Landmasse entstanden, sondern eine Düneninsel, die mit der Zeit aus von der Meeresströmung angespültem Sand gewachsen ist. Die ursprüngliche Inselfläche war daher karg und arm an Vegetation. Im Laufe der Jahrhunderte bildeten sich durch Wind und Erosion mehrere Dünenketten, die nach und nach von Pflanzen bewuchert wurden. Dabei werden verschiedene Vegetationszonen, die aufgrund ihres Alters unterschiedliche Lebensräume darstellen, voneinander unterschieden. Dies sind: Vordünen, Weißdünen, Graudünen, Braundünen, Dünentäler und Watt- und Hellerflächen.
Die Vordünen sind nach ihrer Entstehung die jüngsten Dünen. Es handelt sich um aufgespülten Sand, der bei Sturmfluten noch überflutet werden kann. Da die Vordünen äußerst wichtig für den Fortbestand der Insel sind, werden sie in regelmäßigen Abständen mit Gebinden aus Holz am Sockel verstärkt. Dort gedeihen salzverträgliche Pionierpflanzen wie die Strandquecke oder der Meersenf. Wenn diese Dünen nicht mehr vom Wasser überflutet werden und damit salzfrei bleiben, siedeln sich Gewöhnlicher Strandhafer und Strandroggen an.
Der Strandhafer sorgt mit seinem überaus großen Wurzelwerk dafür, dass sich befestigte und höher werdende Weißdünen bilden können. Strandhafer-Pflanzungen dienen dazu, die Randdünen vor dem Wind zu schützen, der sie wieder abtragen könnte.
Infolge des immer dichter werdenden Bewuchses zur Inselmitte hin bildet sich auf den Dünen Humus. Diese Dünen werden als Graudünen bezeichnet. Die vorherrschende Vegetation besteht dort aus dem Sanddorn und der Kriech-Weide. Daneben wachsen Gräser und Flechten in diesem Bereich. In den feuchten Dünentälern der Inselmitte haben sich kleinere Moore und Salzsümpfe gebildet, in denen Pflanzen wie der Rundblättrige Sonnentau, Königsfarn, verschiedene Moose, Beerensträucher und Bärlappgewächse wie Keulen-Bärlapp und Sumpf-Bärlapp gedeihen. Daneben sind das Hunds-Veilchen und das Dünen-Stiefmütterchen (Viola tricolor var. maritima), eine Varietät des Wilden Stiefmütterchens, zu finden.
Zur Wattseite hin sind die Salzpflanzen Queller als Pionierpflanze und Strandschwingel die am häufigsten anzutreffenden Pflanzen. Der Queller wird unter anderem zur Neulandgewinnung eingesetzt, da er mit den Wurzeln Stickstoff festhält, der zur Bindung der Sandkörner beiträgt. Landwirtschaftlich genutzt werden nur wenige eingedeichte Flächen; so werden im Grohdepolder Pferde und Galloway-Rinder gezüchtet. Die restlichen hinzugewonnenen Inselflächen sind aufgrund des Salzgehaltes nicht effektiv nutzbar. Insgesamt gibt es auf Norderney über 500 verschiedene Pflanzenarten. Durch Aufforstungen im heutigen Stadtgebiet Norderneys entstanden ab dem 18. Jahrhundert kleinere künstliche Waldgebiete, die eine Gesamtgröße von 50 Hektar haben. Dies sind im Westteil der Insel das Argonner Wäldchen nahe dem Weststrand, ein Ruppertsburger Wäldchen genannter Kiefernwald am östlichen Stadtrand und ein aus Erlen und Pappeln bestehender Wald nordwestlich des Flugplatzes. Zusammen mit den 30 ha natürlichem Waldbestand, also 80 ha, ist der Waldbestand der Insel Norderney neben dem der Insel Borkum (50 ha) die größte Waldungsfläche auf den Ostfriesischen Inseln.

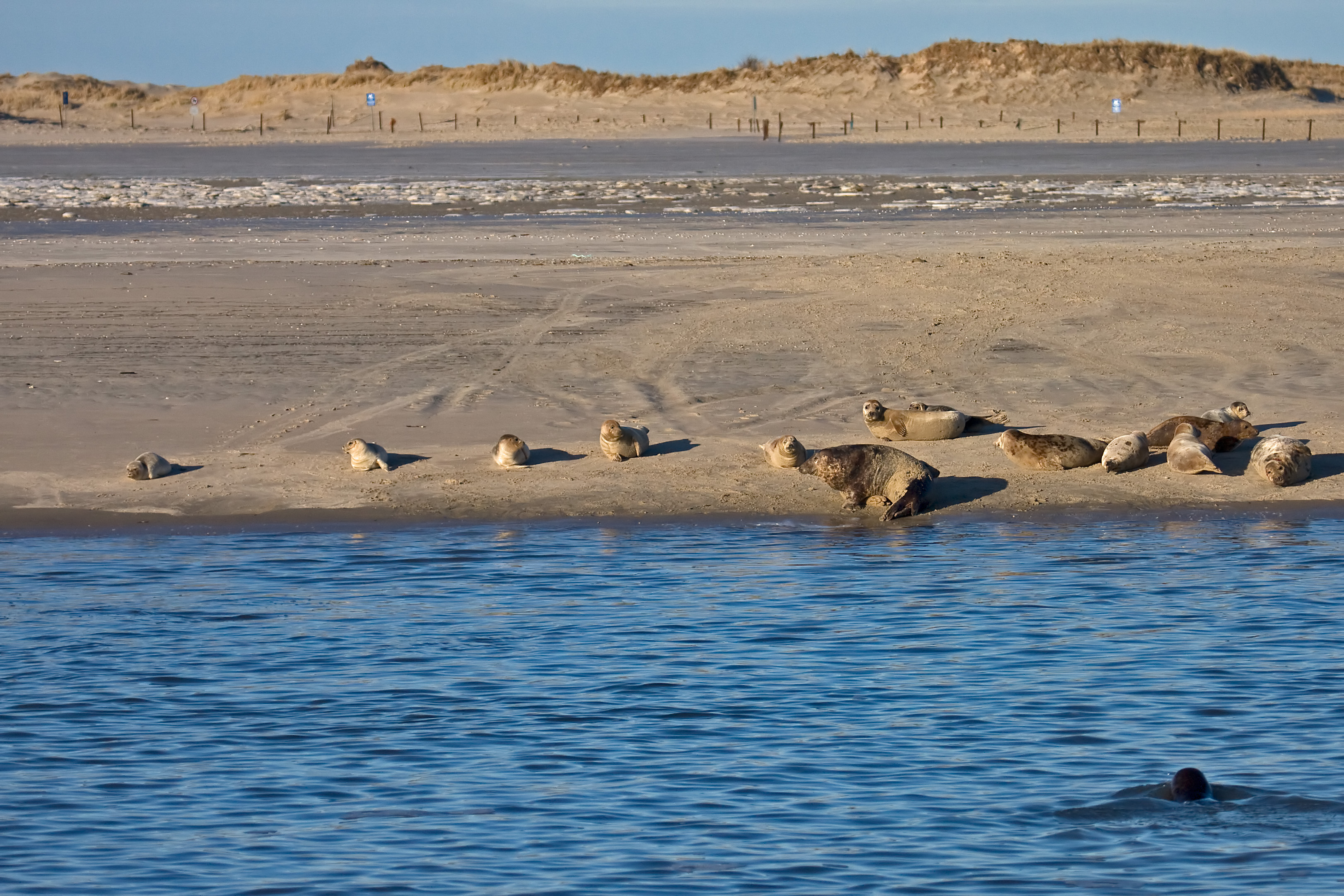
Kegelrobben und Seehunde am Ostende der Insel

Die Tierwelt der Insel und des angrenzenden Wattenmeeres ist vor allem aus ornithologischer Sicht sehr artenreich. Während der Zeit des Vogelzugs rasten große Schwärme von Zugvögeln vor allem im östlichen Teil der Insel. Das Watt dient den Vogelschwärmen dabei als reichhaltige Nahrungsquelle und die Insel als Brutgebiet. Insgesamt brüten rund 95 Vogelarten auf Norderney. Die Salzwiesen und Deiche werden von Graugänsen als Weidegründe genutzt. Die am häufigsten auf der Insel vorkommenden Vogelarten sind die Lachmöwe mit rund 1200 Brutpaaren und die Silbermöwe. Sie bewohnen neben Enten, Amseln, Haussperlingen, zunehmend auch Krähenvögeln vor allem das Stadtgebiet Norderneys. Sie haben im Gegensatz zu anderen Wildvögeln die natürliche Scheu vor den Menschen verloren und wissen ihre Nähe zu schätzen. Daneben gibt es im Ostteil Norderneys größere Bestände von Kiebitz, Knutt, Austernfischer, Alpenstrandläufer, Schnepfenvögeln und der überaus scheuen Brandgans. Weitere Vogelarten sind Tauchenten, Rotschenkel, Eiderenten, die Trauerente, die in Deutschland seltene Moorente, der Große Brachvogel, die Küstenseeschwalbe, der Goldregenpfeifer, der Steinschmätzer und die Rohrdommel, die in den Schilfgebieten der Insel auf Nahrungssuche geht. Einige Greifvogelarten wie Falken, einige Eulenarten, die Kornweihe und die Rohrweihe lassen sich auf der Insel beobachten. Neben dem Fasan und einigen auf der Insel lebenden Rehen und Damwild sind in den Dünen und teilweise mitten in der Stadt verwilderte Kaninchen zu beobachten, deren Vorfahren um 1620 zum Jagdvergnügen der Inselvögte auf der Insel ausgesetzt worden waren. Da sich die Tiere aufgrund fehlender natürlicher Feinde stark vermehrt haben, muss die Population durch systematische Jagd des Norderneyer Hegerings oder durch das Abmähen von Wiesen innerhalb der Grohden verringert werden. Mit dem Seehund und der Kegelrobbe gibt es zwei Säugetierarten, die im Norderneyer Wattenmeer zu beobachten sind. Am Wichter Ee und im Busetief sind größere Populationen dieser Tiere auszumachen, die sich bei Ebbe auf den dortigen Sandbänken ausruhen. Nachdem der Bestand der Tiere durch die Staupe in den späten 1980er Jahren dezimiert worden war, konnte sich die Population bis in das 21. Jahrhundert wieder erholen.
Etwa 70 Fischarten sind um Norderney herum heimisch; am häufigsten sind Grundeln und verschiedene Plattfischarten, wie die Scholle anzutreffen. Zudem leben im Meer verschiedene Krebstiere wie der häufig vorkommende Taschenkrebs, die Nordseegarnele, „Granat“ genannt, Seesterne, Miesmuscheln und Austern sowie andere Muschelarten. Der Lebensraum Watt beherbergt mehrere Wurmarten, deren bekanntester Vertreter der Wattwurm ist, der den Sand des Wattenmeeres frisst und damit die letzten organisch nutzbaren Reste verdaut. Charakteristisch zu erkennen ist sein Lebensraum an den von ihm ausgeschiedenen Kotwürmchen aus Sand.

### Nationalpark Niedersächsisches Wattenmeer

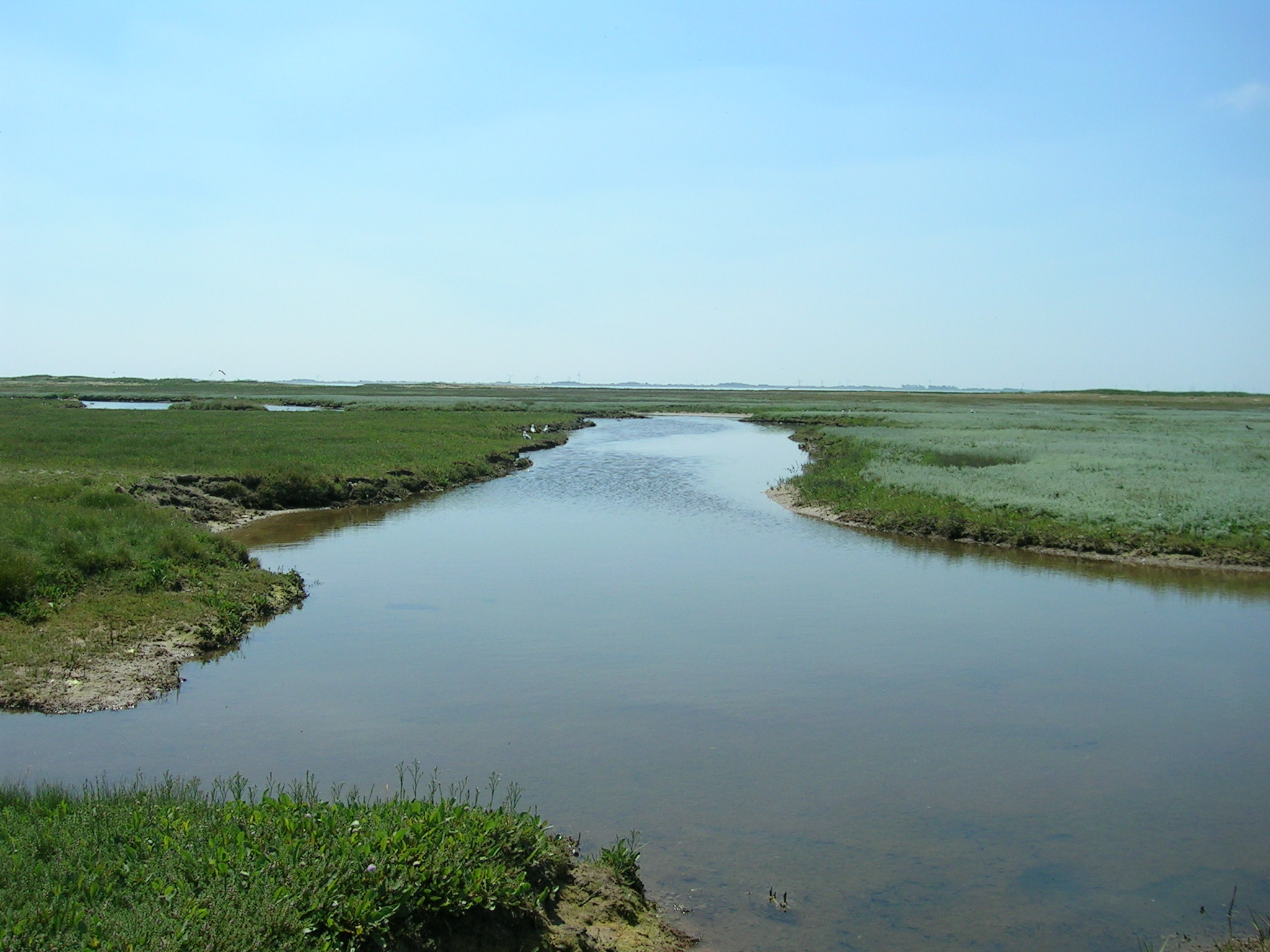
Priel am Ostende der Insel

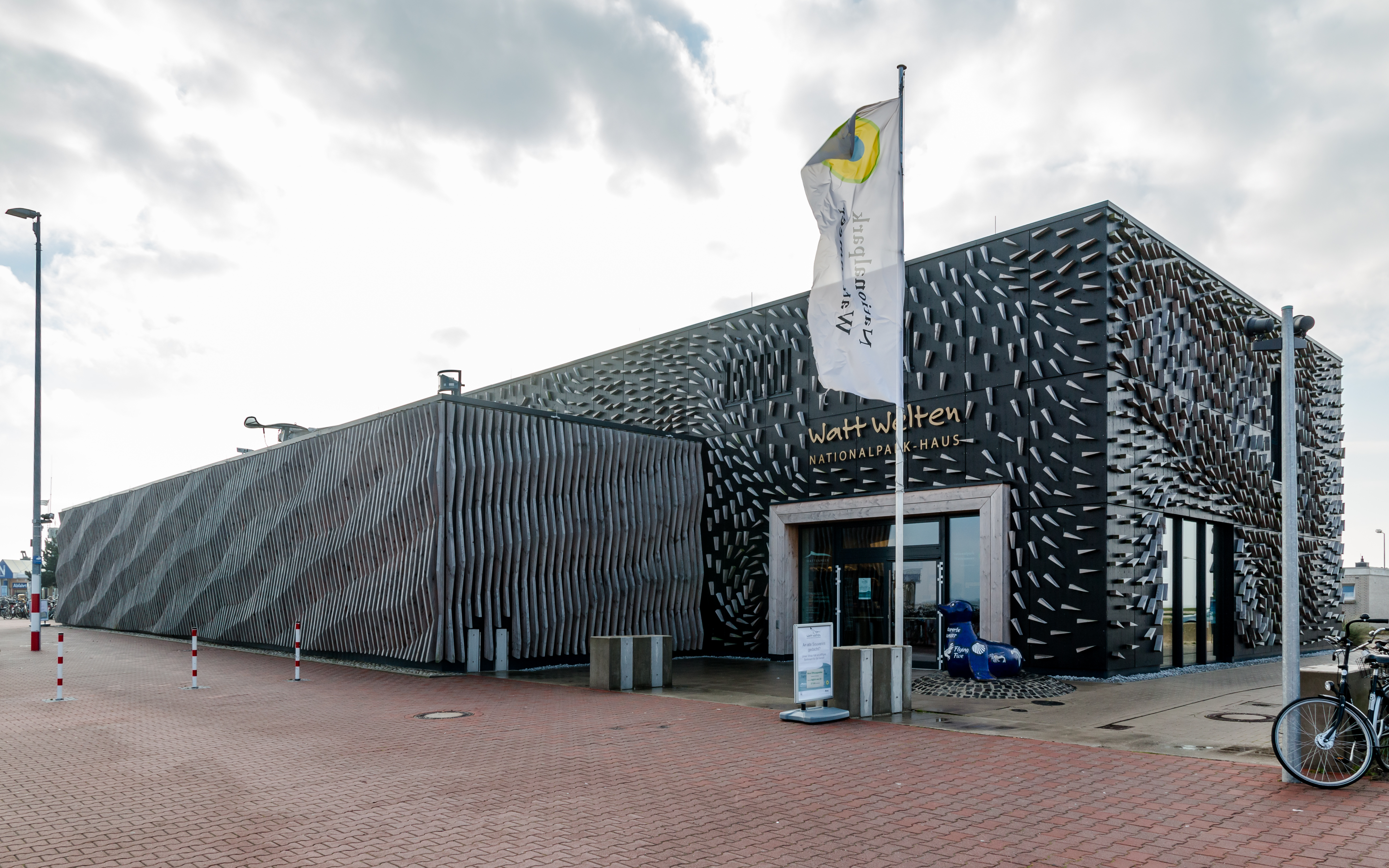
Nationalparkhaus „WattWelten“ beim Fähranleger

Norderney liegt im Nationalpark Niedersächsisches Wattenmeer, der seit dem 26. Juni 2009 mit zum UNESCO-Welterbe gehört. Der Nationalpark erstreckt sich vom Dollart im Westen über die Emsmündung, die Ostfriesischen Inseln und den Jadebusen bis zur Elbmündung im Osten. Die Verwaltung des Nationalparks Niedersächsisches Wattenmeer unterhält seit 1991 eine Zweigstelle am Norderneyer Hafen. Nach dem Abriss des alten Gebäudes wurde das Nationalpark-Haus komplett neu errichtet und Anfang März 2015 für Besucher eröffnet. In verschiedenen Aquarien, multimedial aufbereiteten Themenbereichen sowie interaktiven Schautafeln werden die verschiedenen Lebensbereiche des Wattenmeers und der offenen Nordsee gezeigt. Schwerpunkte der Ausstellung sind der Lebensraum Wattenmeer, die Salzwiesen und Dünen sowie die offene See mit den vor der Küste errichteten Offshore-Windanlagen. Daneben werden den jährlich rund 75.000 Besuchern Filmvorführungen angeboten. Auf Norderney gibt es mehrere Lehr- und Wanderpfade, die zum Teil mit ihren Namen an die Zeit der französischen Kontinentalsperre erinnern, in der auf der Insel aufgrund ihrer Lage der Schmuggel blühte. Der Dünen-Hellerweg ist ab Wasserständen von mehr als 70 cm über dem mittleren Tidehochwasser durch Priele unterbrochen. In den Schutzhütten an den Wegesrändern befinden sich Hinweistafeln.
Die Insel Norderney ist mit Ausnahme der Siedlungs- und Infrastrukturgebiete sowie des Flugplatzes Teil des Nationalparks. Dabei wird die Insel in drei Schutzzonen aufgeteilt. Zur Schutzzone III zählen der gesamte Strandbereich im nördlichen Teil der Insel Norderney vom Weststrand über den Nordstrand, das Ostbad Weiße Düne und der FKK-Badestrand bis zum Dünenübergang nördlich des Ostheller-Parkplatzes im Inneren der Insel. Der weitere nordöstliche Strandbereich gehört zur Schutzzone II. Ferner zählen zur Schutzzone III der im Südwesten der Insel liegende Stadtteil Fischerhafen mit dem daran angeschlossenen Bereich der Windsurfschule sowie der Golfplatz in der Inselmitte. Es handelt sich um einen 9-Loch-Golfplatz, der 1922 angelegt und seit 1927 in der heutigen Form besteht. Es handelt sich um den einzigen Links-Course in Deutschland.
Nach den Plänen des Betreibers sollte er zu einem 18-Loch-Golfplatz ausgebaut werden. Dieses Vorhaben stieß auf harsche Kritik seitens der Norderneyer Ortsgruppe des BUND und der Nationalparkverwaltung, da der Ausbau und die damit verbundene Umgestaltung der Dünenlandschaft den Artenschwund beschleunigt. Bereits seit 2003 kämpfte der BUND gegen den Erweiterungsplan. Nachdem die Erweiterung der Fläche auf insgesamt 41 Hektar durch eine Bürgerbefragung zwischen dem 26. September bis zum 14. Oktober 2011 abgelehnt wurde, lehnte der Landkreis Aurich die Genehmigung ab: Durch den Bau könnte der Verlauf von zwei Radwegen beeinträchtigt werden. Es bestehe die Möglichkeit, einen überarbeiteten Bauantrag für die Golfplatzerweiterung einzureichen.
Zur Zwischenzone zählt das Gebiet östlich des Stadtrandes (Siedlung Meierei und In den Dünen) bis zum Ostrand des Grohdepolders, mit Ausnahme des innerhalb dieser Zone gelegenen Flugplatzes, der Jugendherberge und des Zeltplatzes in den Dünen sowie der ehemaligen Staatsdomänen Domäne Grohde und der Domäne Tünnbak mit dem angrenzenden Campingplatz Eiland.
Seit 1961 gehört das Wasserschutz- und Vogelbrutgebiet innerhalb des Südstrandpolders zum Naturschutzgebiet und seit 1986 zur Ruhezone des Nationalparks. Damit ist es das älteste Naturschutzgebiet der Insel. In den Jahren 1940/1941 wurde das etwa 140 Hektar große Gebiet östlich des Hafens von Süden her eingedeicht, um dort einen neuen Militärflugplatz für die Seeflugstation (SFS) Norderney zu errichten. Nach dem Zweiten Weltkrieg wurde nicht an den Plänen festgehalten und die Natur blieb sich selbst überlassen. Erst in den Jahren 1987/1988 wurden im Zuge der Verstärkung des Hafendeiches Sandmassen aus dem Gebiet des Südstrandpolders entnommen und gleichzeitig das Strauch- und Buschwerk entfernt. Die ursprüngliche Feuchtgebietsvegetation wurde damit wiederhergestellt; der Südstrandpolder bietet heute zahlreichen Vogelarten Brut- und Rastplätze und weist eine der größten Feuchtheiden auf den Ostfriesischen Inseln auf. Neben dem Südstrandpolder zählen der komplette östliche Teil der Insel mit dem vom Hungerdeich umgebenen Grohdepolder, einschließlich der Vordünen, die den Strand von der Inselmitte trennen, sowie ein Teil der Dünen östlich des in der Inselmitte gelegenen Wasserwerks dazu. Dieser Teil der Insel dient vielen Vogelarten als Rast- und Brutgebiet. Aus diesem Grund dürfen die Flächen nur auf ausgeschilderten Wanderwegen betreten werden, um die Tiere nicht zu stören. Der Zutritt zu den restlichen Flächen in dieser Schutzzone ist untersagt.

### Maßnahmen für den Insel- und Küstenschutz

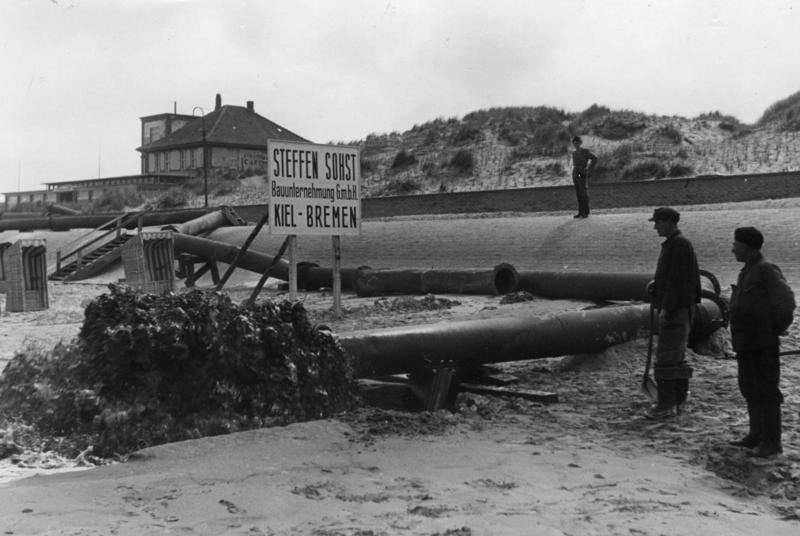
Anspülung von Sand am Nordstrand im Jahr 1949, nachdem durch die Winterstürme der bisherige Strand fast völlig fortgespült worden war

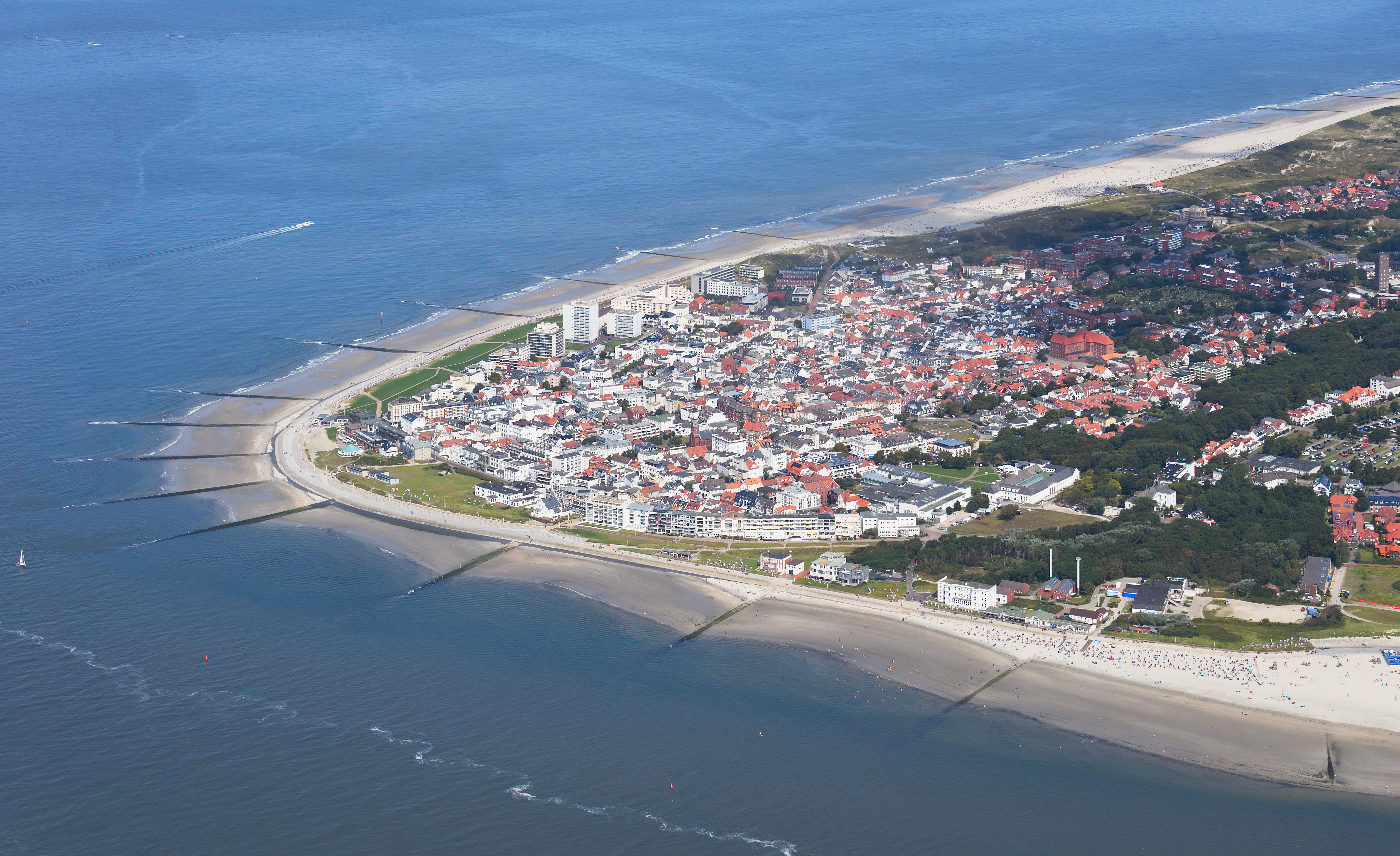
Ansicht des Westkopfes der Insel aus der Luft. Gut zu erkennen sind die Bereiche zwischen den Buhnen, in denen sich Sand ansammelt

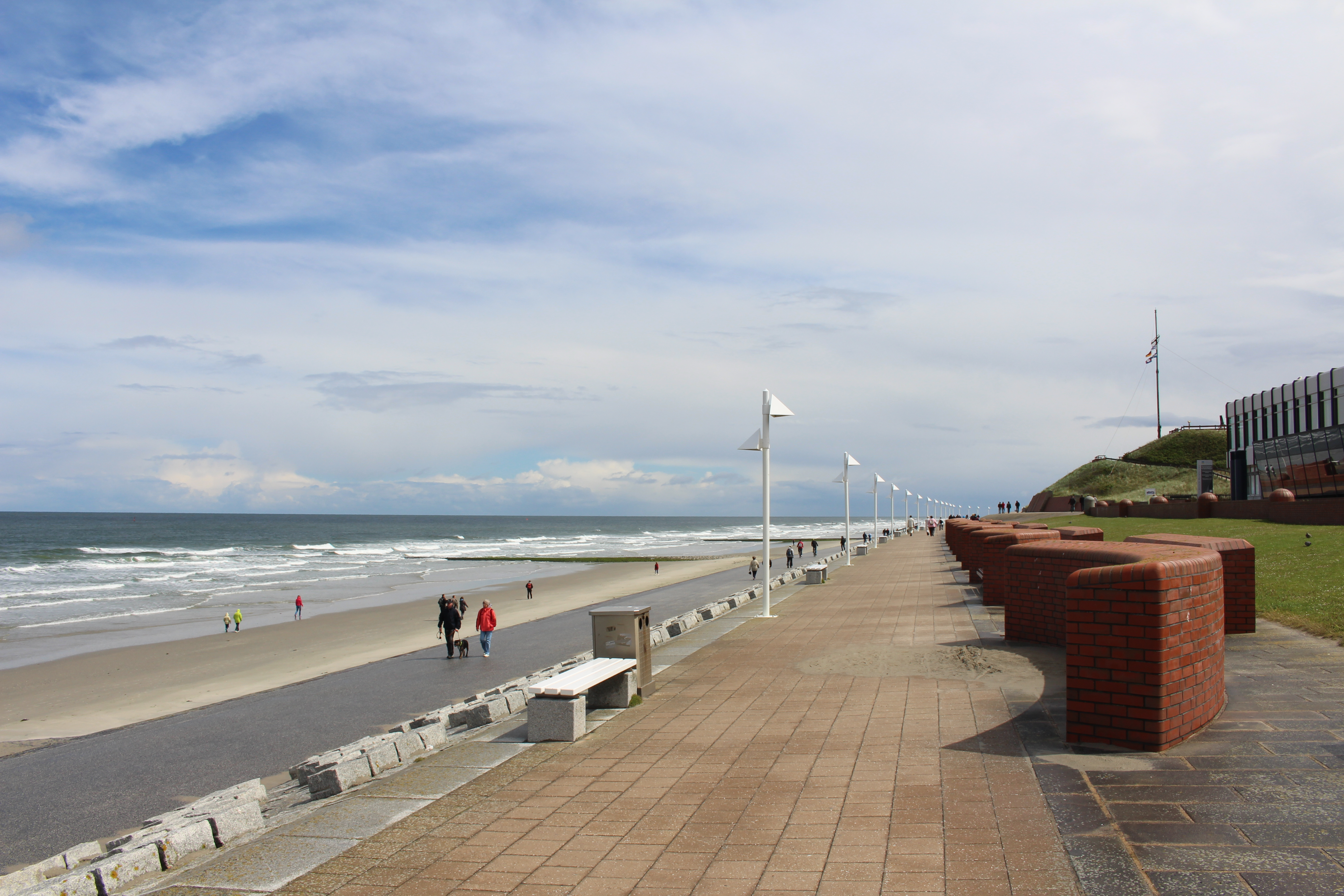
Steinernes Deckwerk als Promenade an der Nordseite der Insel im Jahr 2015 vor der Klinik Norderney an der Kaiserstraße. Zu erkennen sind die als Wellenbrecher eingesetzten Granitblöcke, die Schwallelemente (rechts) und das S-Profil (links)

Wie alle anderen Ostfriesischen Inseln war Norderney schon immer den ständigen natürlichen Veränderungen unterworfen und der Schutz der Insel gestaltete sich in früheren Jahrhunderten als schwierig. Etwa um das Jahr 1800 herum lag im Westen der Insel ein breiter Dünengürtel, hinter dem die ersten Häuser windgeschützt errichtet wurden. Wie alle anderen Ostfriesischen Inseln wandert Norderney infolge der starken Gezeitenströmung aus nördlicher und westlicher Richtung nach Osten ab. Zwischen 1650 und 1960 verlängerte sich der östliche Teil Norderneys aufgrund der stetigen Strömung um etwa sechs Kilometer. Norderney liegt, getrennt durch das bis zu 20 Meter tiefe Dovetief, etwa drei Kilometer nördlicher als die Nachbarinsel Juist. Dadurch ist sie dem Seegang aus West bis Nordwest direkt ausgesetzt. Viermal täglich entsteht in diesem Seegat eine starke Gezeitenströmung mit Sogbildung durch ein- und ablaufendes Wasser beim Wechsel von Ebbe und Flut und umgekehrt. Das Tidenvolumen beläuft sich dabei auf je 192 Millionen Kubikmeter Wasser. Der westliche Inselkopf sitzt auf einem Fundament aus Ton-, Klei- und Lehmschichten. Der Westteil der Insel kann der durch die starke Meeresströmung im Norderneyer Seegat bewirkten Wanderung nach Osten und der damit verbundenen Abnahme des Strandes auf Dauer nicht standhalten. Veränderungen in der Sandversorgung Norderneys von Westen her führten im Laufe des frühen 19. Jahrhunderts zu einem hohen Sand- und Strandverlust an der Westseite und zum Abbruch der Randdünen im Laufe der folgenden Jahre. Der Küstenerosion wurde mit dem Bau von ersten schweren Inselschutzwerken, Spundwänden, Steindämmen und Buhnen entgegengewirkt. Unter der Leitung des aus Berlin stammenden, königlich-preußischen Wasserbauingenieurs Adolf Tolle wurde ab dem Jahr 1858 am Westkopf Norderneys das erste Inseldeckwerk (Dünenschutzwerk) an der deutschen Nordseeküste errichtet. Die Hauptgründe für den Bau des Deckwerks waren der Schutz des staatlichen Grundeigentums sowie die Sturmflut von 1840 und die Neujahrsflut vom 1. und 2. Januar 1855. Diese Sturmflut richtete schwere Verwüstungen im Inseldorf an. Der Hochwasserstand belief sich auf 4,26 m über NN. Bedingt durch den raschen Ausbau des Inseldorfs wurde der nördlich davon liegende natürlich gebildete Dünengürtel abgetragen. Dies begünstigte höhere Zerstörungen bei Sturmfluten. Rund um den Nordwestkopf der Insel entstand ein Deckwerk von 950 Metern Länge. Die gesamte West- und Nordseite der Insel im Bereich der Stadt ist von insgesamt sechs Kilometern Deckwerk und 32 Buhnen gesäumt, in deren strömungsabgewandter Seite sich Sand festsetzt. Dadurch wird die natürliche Sandwanderung erschwert. Die letzte der steinernen Buhnen wurde 1953 fertiggestellt. Ein großer Teil des alten Deckwerks, das sich auf einer Gesamtlänge von fünf Kilometern um die Stadt Norderney erstreckt, besteht aus braunen Sandsteinen. Wegen seiner markanten Form wird das Deckwerk als Norderneyer S-Profil bezeichnet. Im Laufe der nächsten Jahre folgten Erweiterungen und witterungsbedingte Instandsetzungsarbeiten an den Buhnen, die noch andauern. Der Aufwand dafür wurde mit den Jahren größer. 1951 erfolgten zum ersten Mal größere Sandvorspülungen, die seitdem regelmäßig alle fünf bis zehn Jahre wiederholt wurden, zuletzt im Jahr 2000. Dabei wird der aufgespülte Sand aus tieferen Schichten des östlichen Norderneyer Seegats mit riesigen Pumpwerken in den Bereich des West- und Nordstrandes befördert. In den Jahren 1951/1952 waren dies deutschlandweit die ersten Aufspülungen im Küstenschutz, um mit einem breiten Strand die Brandungszone vorzuverlegen und dadurch die weiteren Uferschutzwerke zu sichern. Durch die Aufspülungen wird verhindert, dass das mit der Brandung einfließende Wasser die Fußsicherungen und Einfassungen des als Promenade genutzten Inseldeckwerks unterspült.
Bei den besonders schweren Sturmfluten im Januar 1953, Februar 1962 und den beiden Januarfluten im Jahr 1976 wurden große Teile des Deckwerks am Nordstrand und des damaligen Westdeichs im Bereich des alten Flugfelds der im Zweiten Weltkrieg auf Norderney stationierten Seefliegerstaffel entweder in Mitleidenschaft gezogen oder zerstört. 1953 waren die errichteten Deiche und Fluttore noch nicht ausreichend hoch gebaut, so dass die Wassermassen das Stadtgebiet überfluteten und schwere Gebäudeschäden verursachten. Ähnlich verlief die Sturmflut von 1962, bei der unter anderem Teile des Deckwerks schwer beschädigt wurden. Infolge dieser Zerstörungen wurden die Deiche und das Deckwerk im Westteil der Insel von 1976 bis 1982 neu angelegt, verstärkt und erhöht. So beträgt die Höhe des Deiches am ehemaligen Nordbad 8,5 m über NHN. Erste Sandvorspülungen sorgten für eine zusätzliche Verstärkung des Inselsockels.
Zuletzt erfolgten von 2001 bis 2008 aufwändige Sanierungen und Umbaumaßnahmen an den bis dahin schon 150 Jahre alten Sturmflutschutzanlagen und des Deckwerks aus Verbundstein am Westkopf der Insel zwischen Nordstrand und Strandstraße sowie eine erneute Sandvorspülung am Nordstrand. Dabei wurde mit Saugbaggern 280.000 Kubikmeter Sand aus der westlich der Insel gelegenen Robbenplate verschoben. Bei der Sanierung wurden die Verfugung des historischen S-Profils erneuert, neue Spundwände zur Stabilisierung des Untergrundes eingezogen sowie eine neue, mit Asphaltbeton bedeckte Promenade, die als Deichanlage dient, gebaut. Bei der Planung und Realisierung flossen die Erkenntnisse aus Tests in Strömungskanälen und modernste Bauverfahren in das Projekt ein. So wurden zum Beispiel zusätzliche Granitblöcke als Wellenbrecher in das S-Profil eingearbeitet. Der Deich wurde dabei noch einmal erhöht und beträgt einschließlich der aus Beton bestehenden und mit Klinker versiegelten Schwallwände 9,3 m über NHN. Die Erneuerung der Deichanlagen bis zur Victoriastraße wurde in zwei weiteren Bauabschnitten 2009 und 2010 abgeschlossen. Ein weiterer geplanter Deichabschnitt von der Victoriastraße schließt nahtlos mit dem Westdeich ab.
Zudem laufen Planungen der Stadt zusammen mit dem Niedersächsischen Landesbetrieb für Wasserwirtschaft, Küsten- und Naturschutz (NLWKN), diesen Deichabschnitt lückenlos über das Gelände des ehemaligen Freibades bis zum Hafendeich zu verlängern und zu verstärken. Dadurch soll die Stadt bei Sturmfluten vor einfließendem Wasser aus südlicher Richtung geschützt werden. Der Vorschlag, die neue Deichlinie von der Victoriastraße bis zum bestehenden Westdeich zu verlängern, soll im Mai 2009 abgesegnet werden, stößt jedoch aufgrund der daraus resultierenden Abgrenzung von Gebäuden auf Kritik im Stadtrat.
Die Kosten für die letzten Verbesserungen der Küstenschutzmaßnahmen und der Sandvorspülung im Mai 2007 beliefen sich auf 4,027 Millionen Euro. Das sind fast 10 % der gesamten für den Küstenschutz der niedersächsischen Küste im Jahr 2007 aufgewendeten Geldmittel (insgesamt 44 Millionen Euro). Zu den Ausgaben für den Küstenschutz kamen zuletzt bei der schweren Allerheiligenflut 2006, verursacht durch das Orkantief Britta, oder bei der Sturmflut vom 9. November 2007 mit einem maximalen Wasserstand von 2,55 m über normalem Tidehochwasser noch weitere Belastungen von zusammen über 500.000 Euro hinzu. Das modernisierte Flutschutzsystem konnte sich bereits kurz nach seiner Fertigstellung bewähren. Damit ist gewährleistet, dass Norderney über einen zeitgemäßen Hochwasserschutz verfügt.
Der etwa zehn Kilometer lange Hauptdeich der Insel, der sich aus dem 1940/1941 erbauten Südstrandpolder- und dem von 1926 bis 1928 erbauten Grohdepolderdeich zusammensetzt, schützt den südlichen Teil Norderneys vor Überflutungen und einlaufendem Wasser von der dem Watt zugewandten Seite her. Zuletzt wurde der Deich des Südstrandpolders in den Jahren 1999 bis 2004 auf einer Länge von 2,5 Kilometern erhöht und modernisiert. Dabei wurde im ersten Bauabschnitt das Hauptdeckwerk mit Schüttsteinen erneuert und im zweiten (2001 bis 2003) ein gepflasterter Deichkronenweg angelegt sowie das Niveau von 5,2 m über NHN auf 6,6 m über NHN erhöht. Damit wurde der Südstrandpolderdeich in der Höhe dem zwischen 1936 und 1938 angelegten Hafendeich angeglichen. Ein Siel, das die Wattseite mit dem Salzwassersee im Inneren der Deichanlage verbindet, wurde 2004 fertiggestellt. Die Baukosten von annähernd 10 Millionen Euro trug das Bundesland Niedersachsen in Form des NLWKN. In einem 2010 vom NLWKN vorgelegten „Generalplan Küstenschutz“ ist ein Investitionsvolumen von 300 Millionen Euro geplant, den Schutz der vorgelagerten Inseln weiter zu verbessern.
Die Deichanlagen im Norden und Westen der Insel haben eine Gesamtlänge von etwa sieben Kilometern. Die Nordseite und die dortigen Randdünen werden zusätzlich mit Strandhafer gegen Wind und Brandung, gerade bei Sturmfluten, gesichert.
Auf der dem Festland zugekehrten Seite der Insel werden Landgewinnungsarbeiten durchgeführt. In quadratisch angeordneten niedrigen Lahnungen aus Holzpfählen und Birkenreisig sinken Sand und Schwebstoffe ab, die mit der Zeit neues Land entstehen lassen.

## Geschichte

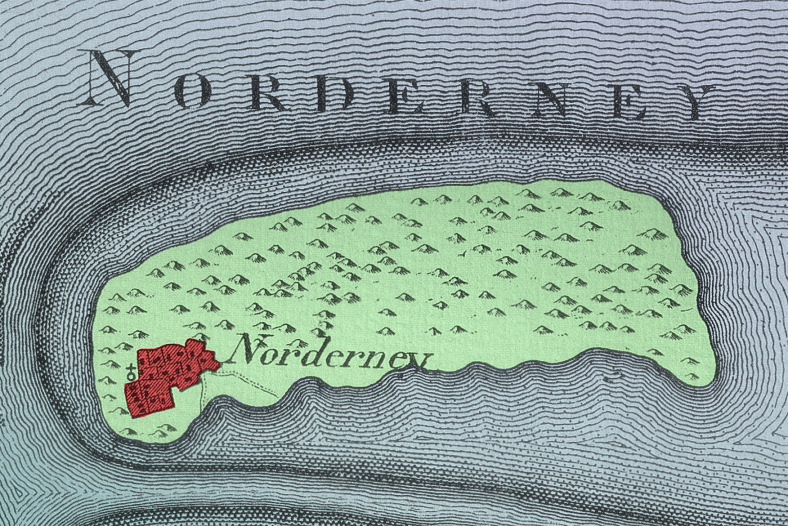
Historische Karte Norderneys von Karl Ludwig von Le Coq aus dem Jahr 1805 mit dem Inseldorf im Westteil hinter einem Dünengürtel

### Entstehung, Besiedelung und Demographie
| Jahr | Einwohner |
| ---- | --------- |
| 1550 | 0080      |
| 1650 | 0101      |
| 1700 | 0267      |
| 1750 | 0450      |
| 1797 | 0563      |
| 1800 | 0573      |
| 1825 | 0678      |
| 1850 | 0968      |
| 1875 | 2042      |
| 1885 | 2842      |
| 1895 | 3988      |
| 1900 | 4018      |
| 1905 | 3888      |
| 1910 | 4262      |
| 1920 | 4098      |
| 1930 | 4506      |
| 1939 | 4369      |
| 1948 | 8127      |
| 1950 | 7478      |

| Jahr   | Einwohner |
| ------ | --------- |
| 1960   | 7388      |
| 1975   | 8170      |
| 1980   | 8299      |
| 1987 2 | 6181      |
| 1987   | 6200      |
| 1988   | 6187      |
| 1989   | 6125      |
| 1990   | 6215      |
| 1991   | 6362      |
| 1992   | 6405      |
| 1993   | 6418      |
| 1994   | 6347      |
| 1995   | 6261      |
| 1996   | 6257      |
| 1997   | 6179      |
| 1998   | 6129      |
| 1999   | 6095      |
| 2000   | 6090      |
| 2001   | 6054      |

| Jahr | Einwohner |
| ---- | --------- |
| 2002 | 5992      |
| 2003 | 5970      |
| 2004 | 5996      |
| 2005 | 5904      |
| 2006 | 5919      |
| 2007 | 5986      |
| 2008 | 5866      |
| 2009 | 5810      |
| 2010 | 5816      |
| 2011 | 5787      |
| 2012 | 5820      |
| 2013 | 5845      |
| 2014 | 5875      |
| 2015 | 5935      |
| 2016 | 5981      |
| 2017 | 6051      |
| 2018 | 6089      |

Die Ostfriesischen Inseln wurden zuerst in Werken des griechischen Geographen Strabon im Jahr 12 vor Christus und von Plinius dem Älteren in der Naturalis historia um 79 n. Chr. erwähnt, jedoch bis auf Borkum (Burchana) nicht namentlich bezeichnet. Etwa um 800 waren die Inseln Bant, Borkum, Juist, Buise, Baltrum, Langeoog, Spiekeroog und Wangerooge dem Festland vorgelagert. Durch die schwere Allerheiligenflut am 1. November 1170 brach die Insel Bant auseinander. Die Insel Buise lag westlich der heutigen Position Norderneys und wurde durch die Zweite Marcellusflut vom 15. bis zum 17. Januar 1362 in zwei Teile gerissen. Der dabei entstandene östliche Teil der Insel erhielt den Namen Oesterende. Die Inseln Bant und Buise nahmen durch Sedimentabtragung und Überflutung an Größe ab und versanken nach der Petriflut vom 22. Februar 1651 endgültig in der Nordsee.
In der Zeit der ostfriesischen Häuptlinge von 1350 bis 1464 gehörten die Ostfriesischen Inseln zum Herrschaftsgebiet der Häuptlingsfamilie tom Brok aus dem Brookmerland, die das Norderland mit Norderney unter ihrer Kontrolle hatten. Unter der Herrschaft des Adelsgeschlechts der Cirksena regierten zwischen 1464 und 1744 vorwiegend Landvögte die Insel. Die erste namentliche Erwähnung der Insel Norderney findet sich in einer Lehnsurkunde für Herzog Albrecht von Bayern vom 11. September 1398, in der die Inseln Burse und Oesterende verzeichnet sind. Oesterende wurde durch stetige Zufuhr von Sand und Sedimenten aus ihrer westlich gelegenen Schwesterinsel immer größer. Als eigenständige und zusammenhängende Insel existiert Norderney erst seit etwa Mitte des 16. Jahrhunderts. Damit ist sie vom Ursprung her die jüngste der Ostfriesischen Inseln. Erstmals wird sie in einem Rechnungsbuch der Gräfin Anna von Oldenburg, der vormundschaftlichen Regentin Ostfrieslands, aus dem Jahr 1550 als Norder neye Oog erwähnt. In einem im Juli 1650 von der vormundschaftlichen Gräfin Juliane in Auftrag gegebenen Kommissionsbericht heißt es:

„… das Eyland Ny norderoghe, unter Behrumer Amt gehörig, hat eine Kirche und 18 Häuser hinter hohen Dünen.“

Wann sich die ersten Menschen auf der Insel niedergelassen haben, ist nicht mehr zu ermitteln, da keine Quellen darüber vorliegen. Nach derzeitigem Forschungsstand wird davon ausgegangen, dass die Besiedelung Norderneys zwischen dem 13. und 14. Jahrhundert begann. Gesichert ist eine Information, nach der 1578 500 Steine von Berum nach Norderney geliefert wurden, um dort ein Haus zu bauen oder auszubessern. In dem bereits erwähnten Rechnungsbuch der Gräfin Anna ist überliefert, dass ab 1550 Familien mit etwa 80 Personen in 16 Häusern auf der Insel wohnten. Es handelte sich dabei um Erbpächter, die das Land der Landesherren bewirtschafteten und in erster Linie vom Fischfang lebten, da der sandige Boden Ackerbau und Viehzucht kaum zuließ.
Das Inseldorf entwickelte sich von 1688 an im Westteil mit zwei Häuserreihen, der Norder- und Süderreihe, die aus eingeschossigen Fischerhäusern bestanden. Die ersten Einwohner Norderneys waren hauptsächlich freie Erbpächter. Um dort Fischfang (hauptsächlich Angelschellfisch) zu betreiben, zogen Menschen auf die Insel. Weitere Ertragsquellen bildeten die Muschelzucht und die Bergung von Strandgut. Über die Verteilung dieses Strandgutes wachte von 1607 an ein Inselvogt, der in Vertretung des Landesherrn die Verwaltung und Polizeiaufsicht sowie die Geldeinnahme wahrnahm. Norderney stand ab dem 15. Jahrhundert als Vogtei unter dem Berumer Amt, einem der Herrschaftssitze der Cirksena, der einen Teil der Grafschaft Ostfrieslands darstellte. Ab der zweiten Hälfte des 18. Jahrhunderts erlangte die Frachtschifffahrt für festländische – in erster Linie Emder, Norder, Groninger und Bremer – Handelshäuser größere Bedeutung. 1744 starb der letzte ostfriesische Fürst Carl Edzard und Norderney fiel bis in das Jahr 1806 unter preußische Regentschaft.
In Johann Heinrich Zedlers Universallexicon von 1750 findet sich über Norderney der folgende Text:

„Norderney – eine kleine Insel auf der Küste von Ost-Friesland, darzu sie auch gehöret, und hat der Fürst darauf einen Vogt. Es wohnen etwa 50 Familien von Schiffern und Fischern darauf.“

Um das Jahr 1700 lag das Inseldorf bereits weitgehend an seiner heutigen Position, und es waren bereits 267 Einwohner in 49 Häusern, die sich im Umkreis der ersten aus Holz errichteten Inselkirche im Bereich der heutigen Kirchstraße im Westen der Insel ansiedelten. Allerdings wurde die Inselbevölkerung in den Jahren 1759 und 1760 durch Seuchen wie die Rote Ruhr dezimiert, konnte sich jedoch in den darauf folgenden Jahren wieder erholen. Vor dem Ausbau Norderneys zum Seebad lebten 1793 noch 563 Einwohner in 106 Häusern im Inseldorf; um 1800 stieg die Anzahl geringfügig auf 573 Menschen. Bedingt durch die steigende Zahl der Kurgäste wuchs die Zahl der ständigen Einwohner an. Waren es 1833 700 Bewohner in 175 Häusern und 1838 schon 800 Bewohner, so erhöhte sich ihre Zahl im Jahr 1895 bereits auf knapp 4000. Nach dem Zweiten Weltkrieg stieg die Bevölkerungszahl im Jahr 1948 mit über 8000 auf einen Höchststand. Sie verringerte sich jedoch im Laufe der Jahre durch die Landflucht auf heute knapp unter 6000. Im Vergleich zur Einwohnerzahl von 1991 lebten 2006 7,2 % weniger Menschen auf der Insel. Das Durchschnittsalter der auf Norderney lebenden Bevölkerung betrug 2014 46,4 Jahre. Zusammen mit den rund 3900 Nebenwohnsitzen beträgt die Gesamteinwohnerzahl heute knapp 10.000 bei etwas über 4000 Haushalten. Die amtliche Einwohnerzahl (nur Hauptwohnsitze) auf Norderney betrug am 30. Juni 2008 5992, davon waren 2666 männlich und 3326 weiblich. Der Anteil der ausländischen Bevölkerung lag 2014 bei 11,7 %. Entsprechend der Altersstruktur der Norderneyer Bevölkerung (Stand: 2014) beträgt der Anteil der unter 18-Jährigen 13 %, der Anteil der 18- bis 25-Jährigen 8 %, der 25- bis 45-Jährigen 24 % und macht der Anteil der 45- bis 65-Jährigen 33 % aus, während die Alterspyramide der über 65-Jährigen mit 23 % in Urnenform anwächst. Somit liegt eine ungleichmäßige Verteilung von junger zu älterer Bevölkerung vor, was damit zu erklären ist, dass viele ältere Menschen Norderney als ihren Alterswohnsitz wählen.
Für Norderney wird längerfristig eine im Vergleich zur Gegenwart etwa gleichbleibende Inselbevölkerung vorhergesagt. Ein leichter Anstieg der Bevölkerung wird aufgrund des demographischen Wandels ab dem Jahr 2012 vorhergesagt. Anhand der Basisdaten der Bevölkerungszahl vom 31. Dezember 2007 wurde für das Jahr 2012 vorausberechnet, dass sich die Einwohnerzahl leicht auf 6046 erhöhen wird. Diese Einwohnerzahl wird etwa gleich bleiben, so dass sich die Voraussage für das Jahr 2017 auf 6106 Menschen beläuft. Diese kleinräumige Bevölkerungsentwicklung bezieht sich dabei auf die Zahl der Hauptwohnsitze. Tatsächlich ist die Zahl der auf Norderney lebenden Bevölkerung gesunken. Ausgehend von der Volkszählung von 1987 (= 100 %) hatten am 31. Dezember 2012 nur noch 93,4 % ihren Wohnsitz auf der Insel.

### Zensus 2011
Die Ergebnisse der ersten Volkszählung nach der vom 25. Mai 1987, dem Zensus 2011, wurden veröffentlicht. Nach diesem Ergebnis lebten am Stichtag, dem 9. Mai 2011, 5847 Menschen auf der Insel, darunter 3193 Frauen und 2654 Männer. Diese Zahlen beziehen sich dabei auf die Menschen, die mit ihrem Erstwohnsitz auf Norderney gemeldet waren. Die Bevölkerungsstruktur bezieht sich dabei auf 806 Personen (13,7 %) unter 18 Jahren, 756 der 18- bis 29-Jährigen (12,9 %), 1743 der 30- bis 49-Jährigen (29,8 %), 1219 der 50- bis 64-Jährigen (20,8 %). Der Anteil der Personen über 65 beträgt 1323 (22,6 %).
Am Stichtag gab es auf der Insel 5431 Wohnungen mit einer durchschnittlichen Wohnungsgröße von 67 Quadratmetern. Davon wurden 1180 Wohnungen durch den Eigentümer bewohnt. Diese Zahl ist mit 34,5 % die geringste der zum Vergleich herangezogenen Gemeinden in Ostfriesland, woraus die starke touristische Nutzung der Wohnungen hervorgeht. Vermietet oder zur Nutzung überlassen wurden 2178 Wohnungen, 1921 als Ferien- oder Freizeitwohnungen. Insgesamt standen am 9. Mai 2011 152 Wohnungen leer.

### Etymologie

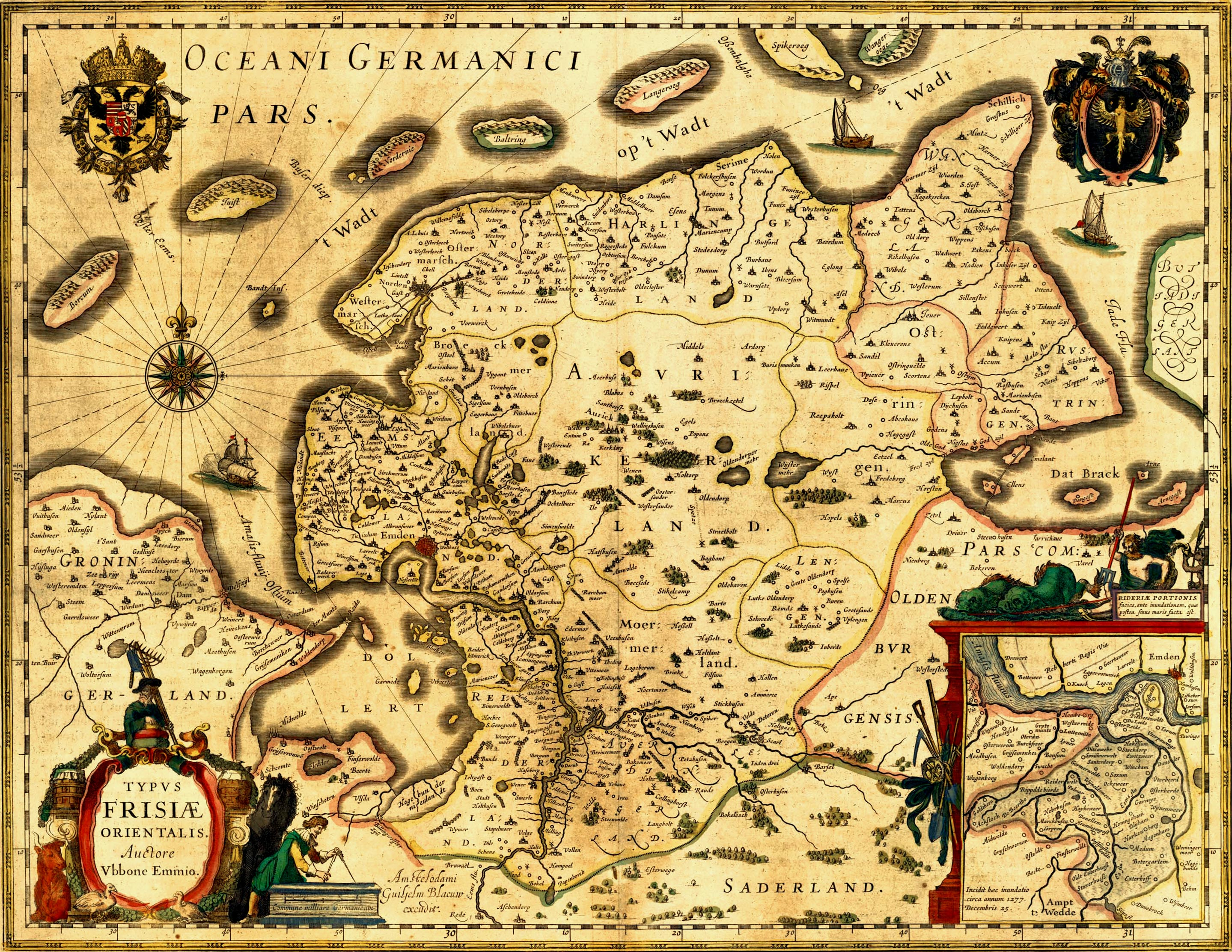
Historische Karte Ostfrieslands von Ubbo Emmius – um 1600

Karte der Deutschen Bucht aus dem Jahr 1881. Norderney ist per Kutsche über den Postweg zu erreichen

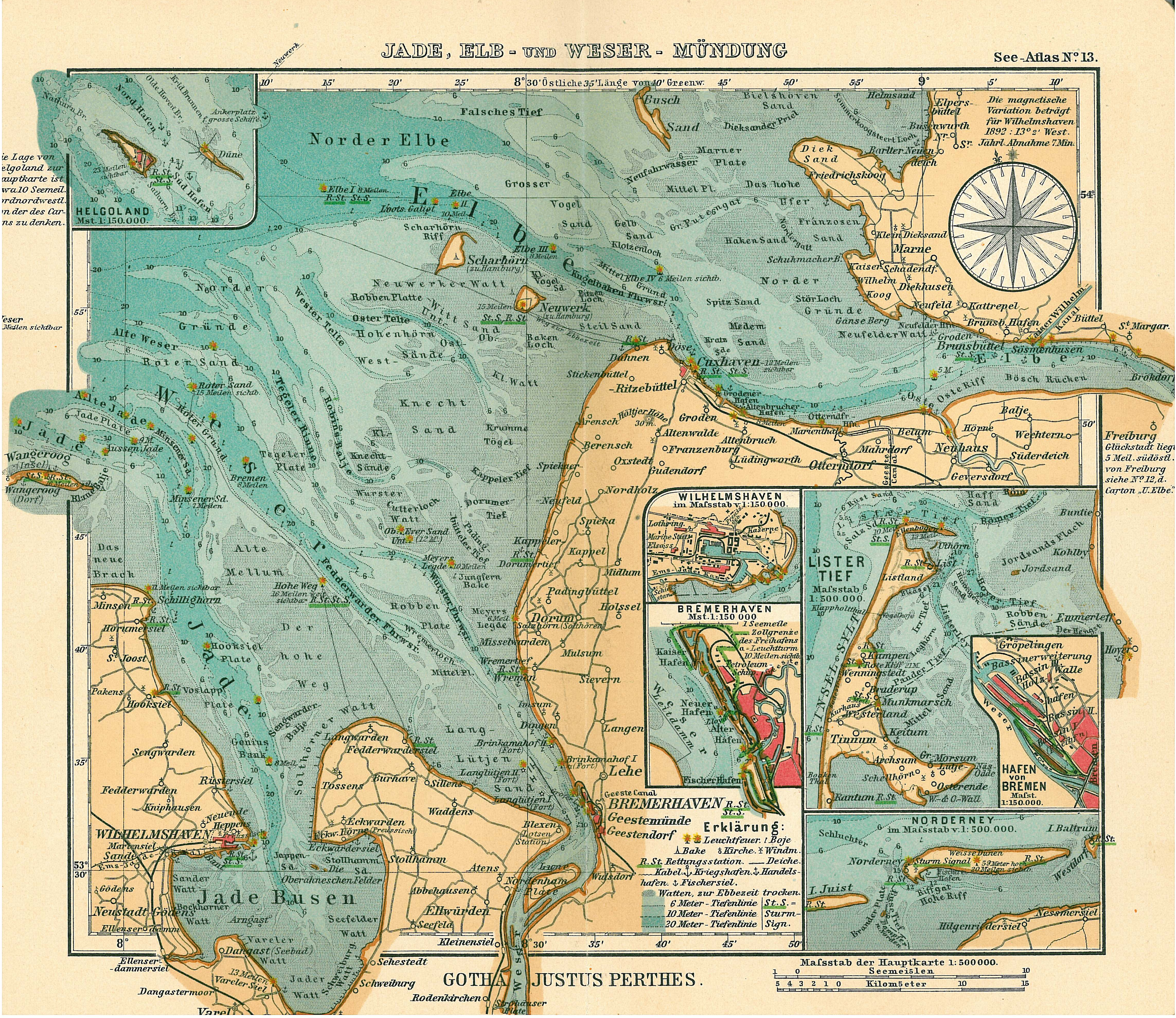
Norderney in der ursprünglichen Form ohne Südstrandpolder auf einer zeitgenössischen Landkarte der Elbe-, Jade- und Wesermündung des Jahres 1906

„Osterende quae Norderneya nunc est“

„Oesterende, welche nun Norderney ist“

Auf der Landkarte Ostfrieslands von Ubbo Emmius, die um 1600 entstand, ist die Insel als Nordernie verzeichnet. Auch das von Dünen umgebene Inseldorf ist eingezeichnet. Vom 16. Jahrhundert an wurde die Insel mit Nordernei und ab dem 18. Jahrhundert mit dem heutigen Namen Norderney bezeichnet. Aus der Zeit des preußischen Badebetriebs existieren Karten mit der Bezeichnung Bad Norderney. Davor ist sie unter dem Namen Osterende oder auch Oesterende (1398), Norder Nie Oech (1549), Norder neye oog und Norder ney ogg (1550), Nie Norderoghe (1564), Ninoorderooghe (1589), Noorderny (um 1600), Ninorder Ooge (um 1650), Ny norderoghe (1651) und Nenderme (1692) auf Karten und Vertoonungen (Reliefkarten der Inseln von der Seeseite aus) verzeichnet. Die erste urkundliche Erwähnung stammt aus dem Jahr 1500, als der östlich verbliebene Teil der Insel Buise Norderoog 1515 in mittelniederdeutscher Sprache Norder neye Oog genannt wurde. Der Namensbestandteil Oog fiel bereits im späten 16. Jahrhundert weg.
Vom Ursprung her bedeutet der Name der Insel auf Ostfriesisch neue Norder Insel (Nordens neue Insel). Das Norder bezieht sich dabei auf die Stadt Norden, vor deren Küste die Insel liegt. Das -ney ist die ältere Schreibweise des ostfriesischen neei, was so viel wie ‚neu‘ bedeutet. Im lokalen Niederdeutsch wird die Insel Nördernee [nœədəˈneɛɪ] genannt.

### 1797 – Das erste deutsche Nordseebad
Die ersten Seebäder an der Nord- und Ostseeküste wurden in der Mitte des 18. Jahrhunderts in England sowie in Frankreich und in Dänemark eingerichtet. Der englische Arzt Richard Russel hatte in seinen Publikationen über Meeresheilkunde und Thalassotherapie von 1750 erkannt, dass sich die nahezu pollen- und schadstofffreie Seeluft bei Erkrankungen der Atemwege heilsam auswirkt. Dieser Ansicht waren in Deutschland Georg Christoph Lichtenberg und Christoph Wilhelm Hufeland. Ein Antrag, eine private Seebadeanstalt einzurichten, der den Ständen Ostfrieslands und dem damaligen Inselvogt Johann-Gerhard Feldhausen am 17. Mai 1794 vorgelegt wurde, brachte ein für die Zukunft der Insel richtungweisendes Ergebnis:

„Da man sich allerseits überzeugt hält, dass ein Seebad bei verschiedenen Krankheiten sehr vielen Nutzen leistet, auch selbst hiesige Eiländer den wohltätigen Einfluss der Seebäder auf die Gesundheit bereits aus der Erfahrung kennen gelernt hatten, da ferner nach Anlegung eines Seebades die kostbaren Reisen nach ausländischen Bädern erübrigt sein können und endlich der Kostenaufwand in Absicht des Ganzen von geringer Erheblichkeit ist, sodann auch in der Folge die Anstalt sich selbst erhalten kann, so sind sämtliche Stände für die Veranstaltung eines Seebades.“

Der Präsident (Praeses Statuum) der Ostfriesischen Ritterschaft sowie der Ostfriesischen Stände war zu dieser Zeit der hannoversche Graf Edzard Moritz zu Innhausen und Knyphausen auf Lütetsburg bei Hage. Er setzte sich stark für diese Idee ein und investierte auf Norderney.
Die Ständeversammlung konnte sich dabei auf das Gutachten des obersten Medizinalbeamten Friedrich Wilhelm von Halem, der ein Schüler Lichtenbergs und seit 1797 Landphysikus des Fürstentums Ostfriesland war, stützen. Das Ergebnis der am 20. Juli 1797 durch den Emder Apotheker Heydeck durchgeführten Wasseranalyse lautete: Das Wasser, helle und klar, wie gutes Brunnenwasser, dabei von salzig-bitterem Geschmack.
Daraufhin konnte am 3. Oktober 1797 die erste Seebadeanstalt auf einer Ostfriesischen Insel eröffnet werden, nachdem der Beschluss der Stände, eine Nordseebadeanstalt zu errichten, vom preußischen König Friedrich Wilhelm II. genehmigt worden war. Am 7. Juli 1783, bereits 14 Jahre vorher, war ein ähnlicher Antrag des Juister Inselpastors Gerhard Otto Christoph Janus gescheitert, auf der Nachbarinsel Juist ein Seebad einzurichten. Das Seebad auf Norderney wurde nach dem Vorbild der englischen Seebäder und des Ostseebades Heiligenbad (Heiligendamm), das seit 1793 die erste deutsche Badeanstalt war, eröffnet.

### 19. Jahrhundert

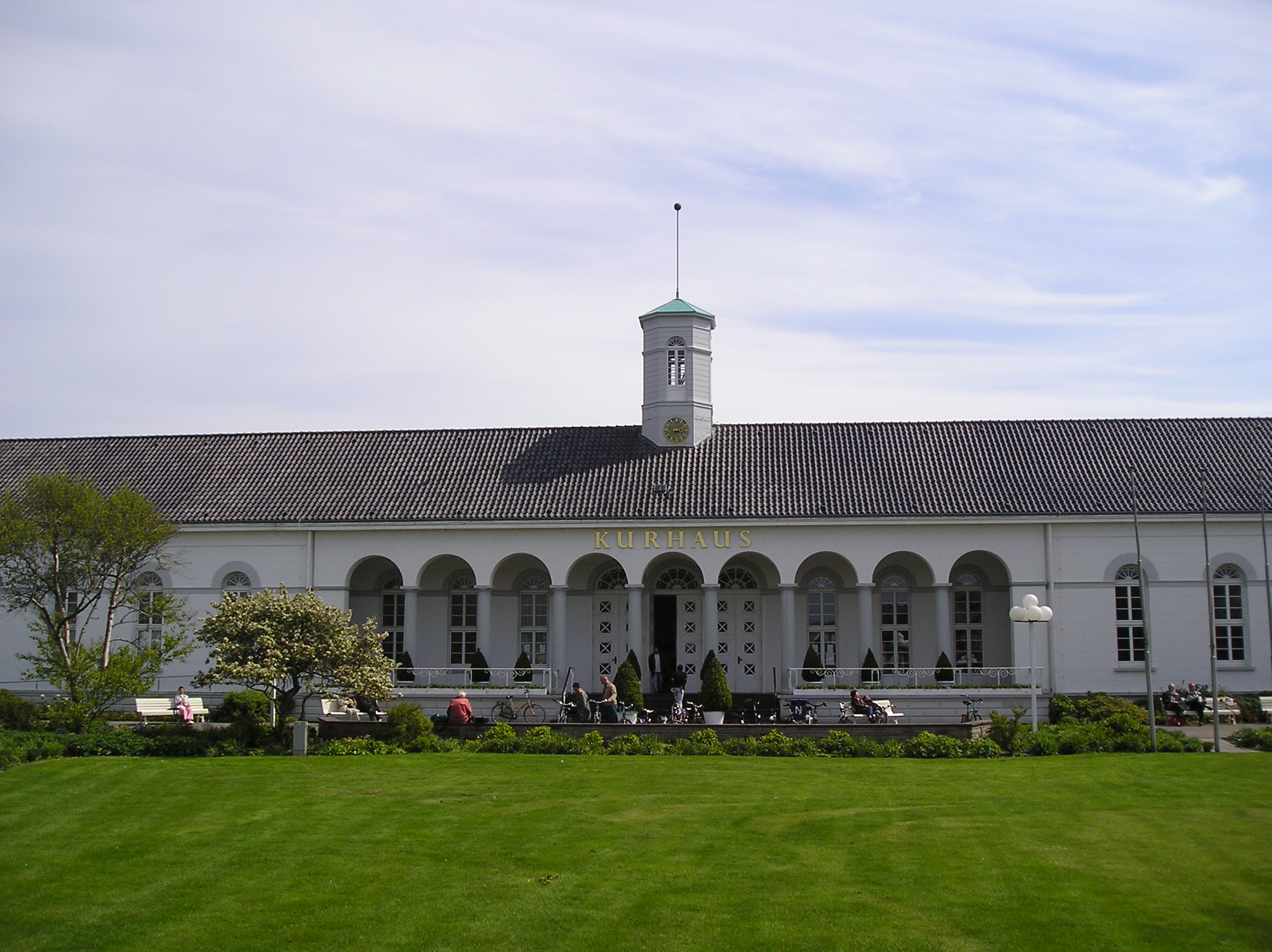
Im 1840 fertiggestellten Conversationshaus befinden sich unter anderem die Touristinformation und die Stadtbibliothek

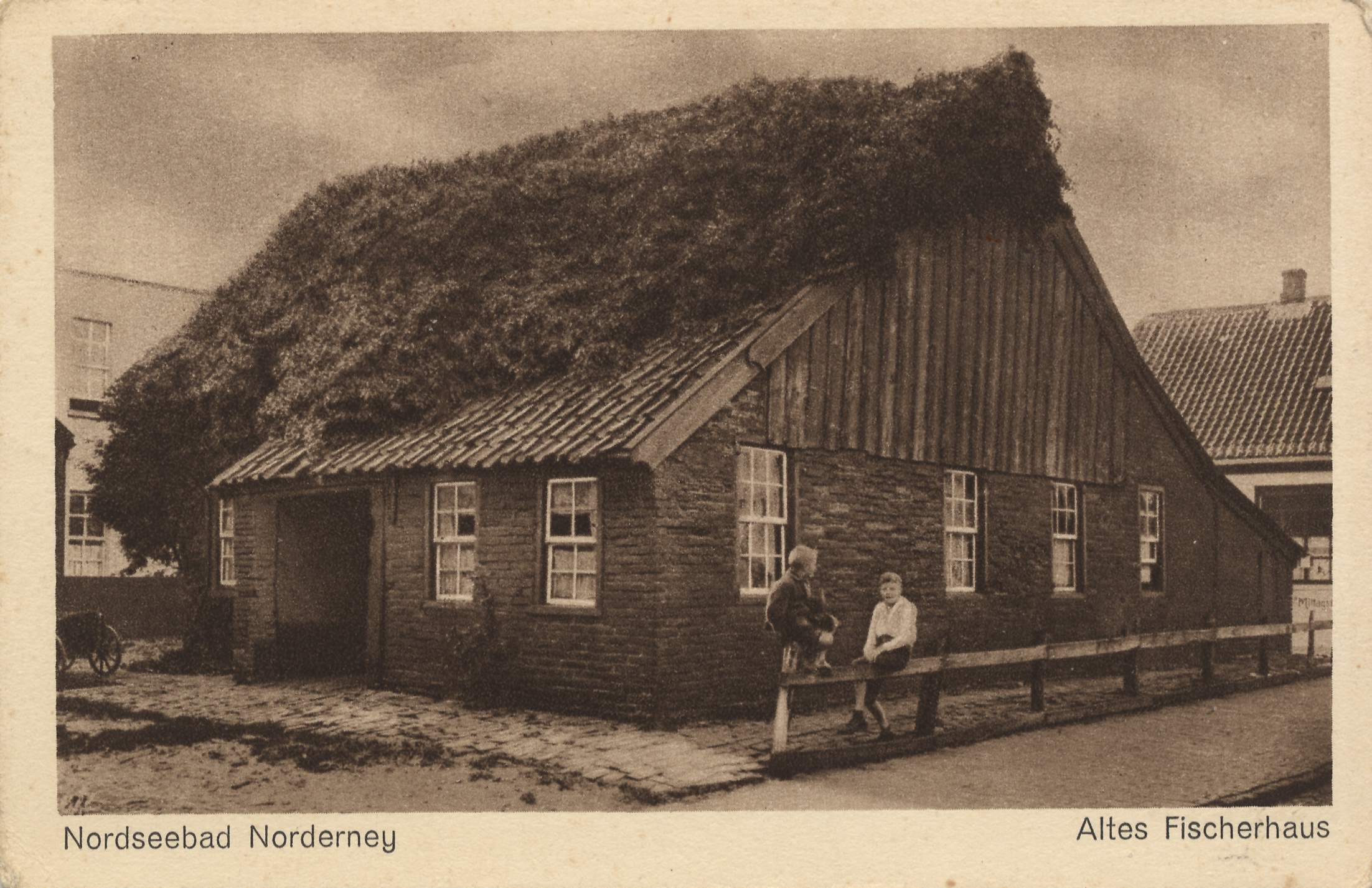
Typische Bebauung auf Norderney an der Ecke der Garten- zur Winterstraße um 1900. Das einzig erhaltene Fischerhaus aus dieser Zeit hat die Adresse „Gartenstraße 13“ und steht unter Denkmalschutz.

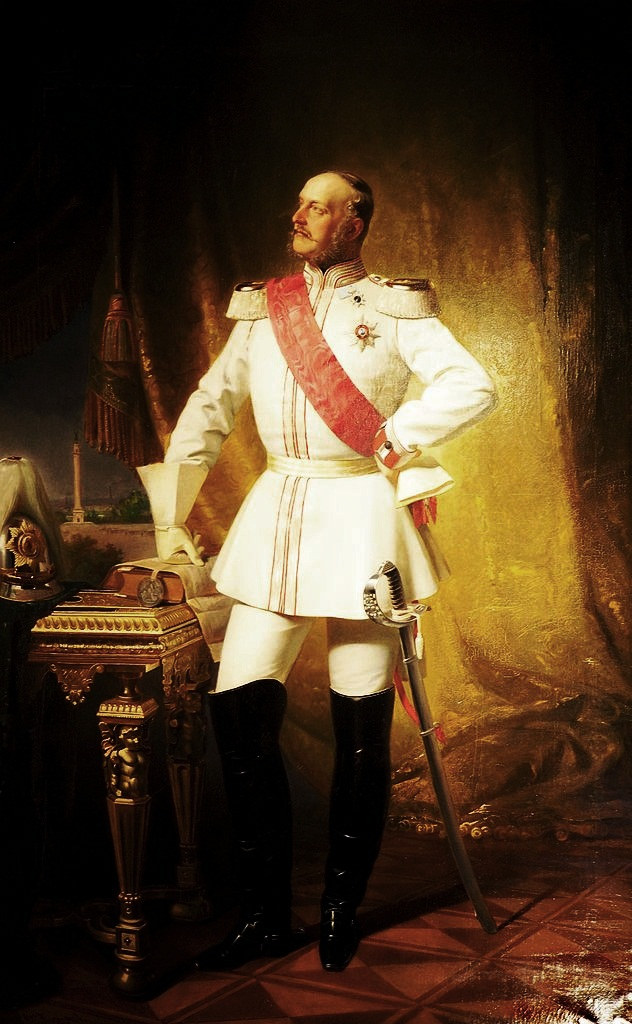
König Georg V. von Hannover macht Norderney ab 1851 zu seiner Sommerresidenz. Damit sorgt er nachhaltig für die Bekanntheit und das mondäne Flair des Nordseebades.

Als das Seebad am 1. Mai 1800 offiziell eröffnet wurde, besuchten 250 Kurgäste die Insel, die wegen fehlender Unterkünfte zum Teil in mitgebrachten Zelten hausten. Während der französischen Besatzung ab 1806 und der gegen England eingerichteten Kontinentalsperre bis 1813 kam der Bäderbetrieb zum Erliegen. Zur gleichen Zeit wurde eine französische Küstenbatterie eingerichtet. Zwischen den Jahren 1813 und 1815 stand die Insel unter preußischer Regentschaft. Auf dem Wiener Kongress wurde 1815 Ostfriesland dem Königreich Hannover zugesprochen. Zwischen 1823 und 1855 gehörte Norderney zum Amt Berum innerhalb der Landdrostei Aurich. Bald wurde der geregelte Badebetrieb auf Norderney wiederaufgenommen. Ein erstes Warmbadehaus wurde errichtet und die meisten Gebäude der Insel renoviert oder erweitert. In dieser Zeit wurde mit der Einrichtung des ersten Kurparks auf der Insel begonnen. Der Bäderbetrieb entwickelte sich zu einer lukrativen Einnahmequelle, denn die Zimmer der eigenen Wohnhäuser konnten an die Badegäste vermietet werden. Für zusätzliche Attraktivität sorgte die 1820 gegründete Spielbank, die seit 1833 vom Hamburger Juden Samuel Hartog gehalten und deren Betrieb nach dem Verbot durch das Paulskirchenparlament 1849 eingestellt wurde.
Heute sind die entsprechenden Anbauten an vielen Häusern im Stadtkern anhand der Veranden zu erkennen. Die Einwohner- und die Gästezahlen wuchsen sprunghaft an, 1860 gab es schon doppelt so viele Häuser mit rund 1200 Bewohnern und Herbergen für über 2600 Badegäste (1865).
Männer und Frauen wurden getrennt mit Badekarren zu zwei verschiedenen Strandabschnitten gefahren. Dort nahmen sie liegend oder kniend ein Bad im Meer. Seit 1866 existieren der Herrenpfad und der Damenpfad. Der Physikus Friedrich-Wilhelm von Halem beschrieb den angemessenen Abstand zwischen Damen- und Herrenbad:

„Am Strande der Badegegend sind in gehöriger Entfernung zwei Stangen aufgerichtet, in deren Zwischenräumen sich niemand baden darf und woselbst die Buden für die Badekutschen stehen. Außer der Linie derselben nach Süden hin baden sich die Frauenzimmer, und der nach Norden die Mannspersonen. Diese Einrichtung ist des Abstands wegen erforderlich und wird jeder honette Badegast sich Beobachtung derselben zu bescheiden wissen“

Bereits 1819 gehörte die Insel als Königlich-Hannoversches Seebad zu den bekanntesten europäischen Bädern. Vor allem König Georg V. von Hannover, Duke of Cumberland, trug nachhaltig dazu bei, der Insel ein mondänes Flair zu verleihen, indem er die Insel zusammen mit seiner Gemahlin Königin Marie ab 1851 mehrere Monate im Jahr zu seiner Sommerresidenz machte. Da dem Paar der Hofstaat folgte, wurden in den nächsten Jahren mehrere Gebäude errichtet, die bis heute den Stadtkern prägen. Das im Jahr 1800 errichtete Warmbadehaus aus Holz wurde durch einen Steinbau ersetzt. Das Große Logierhaus entstand 1837 mit einem Investitionsvolumen von 31.000 Reichstalern, vorgesehen als Kurhotel für die Unterbringung fürstlicher Personen in passender Weise und den König. Heute ist in diesem Gebäude das Kurhotel untergebracht. Das in nördlicher Richtung benachbarte Conversationshaus entstand 1840 im klassizistischen Stil am Kurplatz im heutigen Zentrum der Stadt. Es gilt als eines der bedeutenden Profangebäude in Nordwestdeutschland.
An das Königspaar erinnern die beiden Dünen Georgshöhe am Nordstrand und Marienhöhe am Weststrand. Viele der heute noch geläufigen Bezeichnungen der übrigen Dünen, Flure und des sich südlich der Insel erstreckenden Wattenmeers gehen auf die Hannoversche Grundsteuervermessung (1830) und die Preußische Grundsteuervermessung (1870) zurück. Zeitgleich zum Bau der größeren Gebäude wuchs die Größe des städtischen Gebiets an. Grundlage dafür war eine neue Planungsordnung des Bürgermeisters Kuhlmann, der 1880 eine erste Katasterkarte für die Gemeinde erstellen ließ.
Im Jahr 1866 endete die hannoversche Regentschaft durch den Deutschen Krieg. Unter preußischer Herrschaft wurde Norderney zur Königlich-Preußischen Seebadeanstalt und Staatsdomäne, die der Finanzdirektion Hannover unterstellt war. Der Wandel vom kleinen Badeort zum Bad mit weltlichem Flair konnte dadurch weiter gefördert werden. Von 1869 an wurde das als Preußisches Staatsbad bezeichnete Norderneyer Seebad die Sommerresidenz der preußischen Königsfamilie. Nach preußischem Vorbild wurde 1870 ein Bebauungsplan entwickelt, der den Inselort nachhaltig veränderte und vergrößerte. Die Bebauung wurde parzellenweise bis zur Nordseite der Insel genehmigt. Dabei wurde der dortige Dünenkamm eingeebnet und in Bauland umgewandelt. Durch finanzielle Hilfe des preußischen Wirtschaftsministeriums in Form von Bauprämien und Zuschüsse wurden den Insulanern Anreize geschaffen, Parzellen zu erwerben und darauf zu bauen, um in den Fremdenverkehr einzusteigen. Ab 1885 gehörte Norderney zum Regierungsbezirk Aurich innerhalb der preußischen Provinz Hannover.
Zu Beginn des 19. Jahrhunderts war die Anreise nach Norderney noch recht langwierig. Kurgästen, die aus dem Rheinland anreisten, wurde noch 1832 die folgende Reiseroute vorgeschlagen:

„Sie reisen am besten mit dem auf dem Rhein fahrenden Dampfschiff nach Rotterdam, von dort nach Amsterdam zu Lande; von Amsterdam fährt dreimal wöchentlich ein Dampfer über die Zuidersee nach Harlingen, von wo man dreimal täglich durch Wagen oder Zugschiffe nach Groningen oder Delfzijl gelangen kann. Von hier fahren täglich Schiffe nach Emden, von da kommt man mit dem Wagen nach Norden und Norddeich“

Es gab in der ersten Hälfte des 19. Jahrhunderts eine direkte Schiffsverbindung von Bremen nach Norderney. Noch bis in die Mitte der 1850er Jahre mussten die Schiffe in der Norderneyer Reede im Südwesten der Insel festmachen. Die Fahrgäste wurden mit Pferdekarren durch das seichte Wasser bis auf die Insel gefahren. Die erste tidenunabhängige Dampfschiffverbindung mit dem Dampfer Stadt Norden wurde im Jahr 1872 eingerichtet und ab 1889 die Bahnstrecke von Emden nach Norddeich ausgebaut. Damit war eine Schienenverbindung von der Nordseeküste bis nach Münster geschaffen.
Seit 1880 gab es in Berlin einen Verein mit der Zielsetzung, an deutschen Seeküsten Kinderheilstätten zu errichten. In der Provinz Schleswig-Holstein geschah es in Wyk auf Föhr und Westerland. Im Rahmen der Vereinsaktivitäten kam es auch zu einem Bau auf Norderney. Am 1. Juni 1886 wurde das auf Initiative des Geheimen Medicinalrates Friedrich Wilhelm Beneke aus Marburg errichtete Kinderkrankenhaus Seehospiz Kaiserin Friedrich vom Verein für Kinderheilstätten an den deutschen Seeküsten eröffnet. Es bestand bereits seit dem 1. Juni 1882 provisorisch und war die erste Einrichtung dieser Art. Sie diente an Skrofulose oder Tuberkulose erkrankten Kindern als Heilstätte.
Das Seehospiz wurde im Jahr 1888 vom Königreich Preußen zum Nationalhospiz für Kinder und Soldaten ausgebaut. Es besteht noch in Form einer Kinderkurklinik, in der Atemwegs- und Hauterkrankungen behandelt werden.

### 20. Jahrhundert bis heute

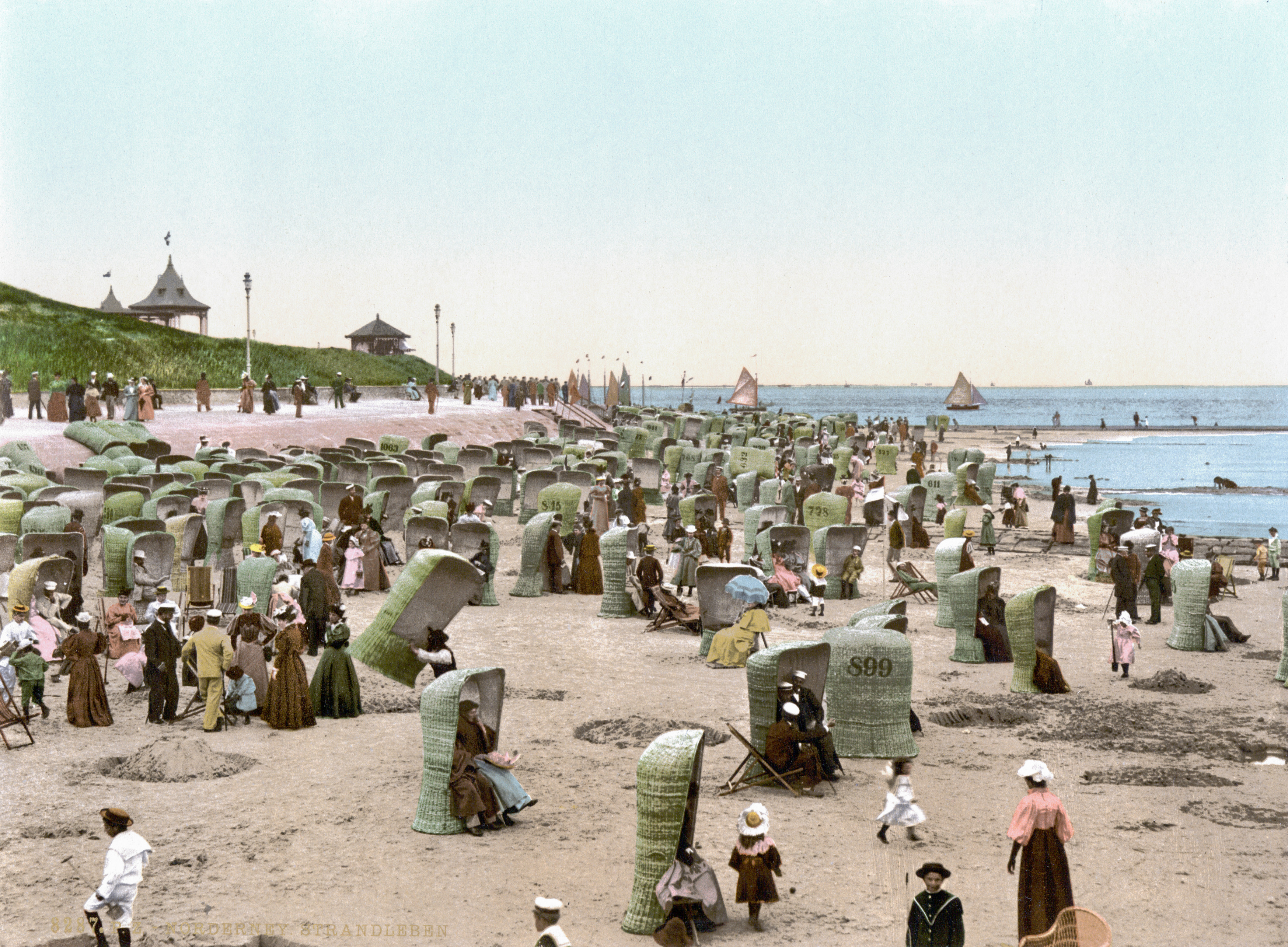
Der Norderneyer Familienbadestrand unterhalb der Marienhöhe im Jahr 1900; im Hintergrund machen Segelschiffe an einer Buhne fest.

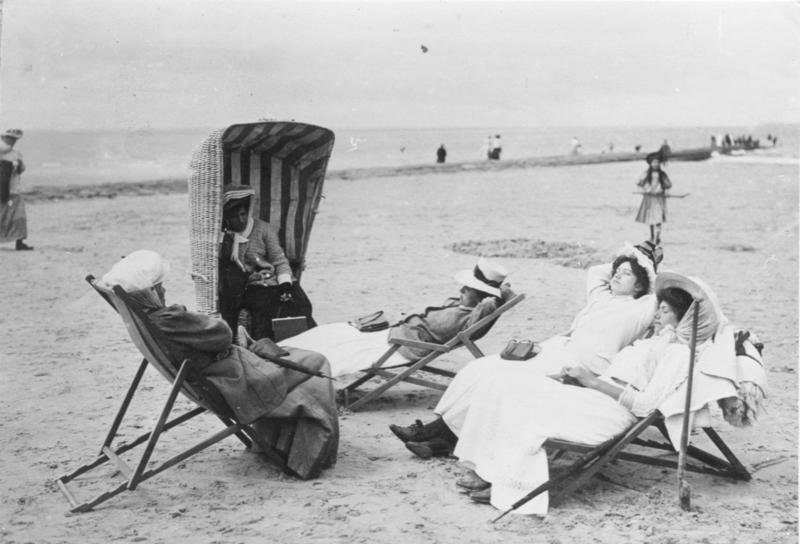
Strandleben auf Norderney 1910

Norderney besuchten Anfang des 20. Jahrhunderts jährlich 40.000 Badegäste, wobei der Inselort nur rund 4000 Einwohner hatte. Es entstanden Häuser im Stil der Bäderarchitektur und der Gründerzeit und Prachtstraßen wie die Kaiserstraße. Ab dem Jahr 1900 residierte der spätere Reichskanzler Bernhard von Bülow im Sommer in der Villa Fresena (heute Hotelvilla Belvedere), einer im Tudorstil 1869/1870 erbauten Villa am Weststrand und empfing dort am 18. Juni 1906 Kaiser Wilhelm II. Von 1906 bis 1914 wohnte von Bülow auch in der Villa Edda (heute Hotel Meeresburg) nebenan.
Der Badebetrieb kam mit Beginn des Ersten Weltkriegs zum Erliegen und die Insel wurde zu einer Seefestung ausgebaut. Doch gab es zu Beginn des Krieges, im Gegensatz zu anderen Ostfriesischen Inseln, noch keine Inselbahn. Für den Bau der militärischen Anlagen mussten jedoch große Mengen an Baumaterial in die Dünen transportiert werden. Deshalb entschied sich die Kaiserliche Marineleitung 1915 zum Bau einer Inselbahn, deren Gleise in Normalspur in Richtung Insel-Osten verlegt wurden, um das Bahnmaterial und die Fahrzeuge der Preußischen Staatsbahn nutzen zu können.

Den schnellen Wiederaufbau der touristischen Infrastruktur nach dem Ersten Weltkrieg verdankt Norderney dem damaligen Bürgermeister Jann Berghaus. Zunächst war er Rektor an der Volksschule auf Norderney. Nachdem er 1908 vergeblich für die Wahl als Landtagsabgeordneter im preußischen Landtag im Wahlkreis Leer-Weener kandidiert hatte, blieb er weiter auf Norderney. Seine politische Karriere begann 1910. Er wurde in den Norderneyer Gemeindeausschuss gewählt und nach dem Kriegsende 1918 zum Bürgermeister der Insel ernannt. Berghaus gelang es, die Kriegsfolgen zu mildern und Norderney mit der durch Preußen gewährten finanziellen Inselhilfe wieder zu einem der führenden Seebäder zu machen. Dies wurde durch die von ihm betriebene Pacht des Seebades seitens der Gemeinde erreicht. 1926 wurde der seit 1895 am Weststrand stehende Seesteg wegen baulicher Mängel demontiert. Dafür wurde Ende der 1920er Jahre das erste Meerwasser-Wellen-Hallenschwimmbad errichtet, damals das einzige in Europa. Zu Beginn der 1930er Jahre war Norderney einer der Orte des freiwirtschaftlichen Geldexperiments namens Wära. Die Initiatoren dieses Experiments auf der Insel waren der damalige Norderneyer Badearzt Anton Nordwall und der auf Norderney lebende Künstler Hans Trimborn.

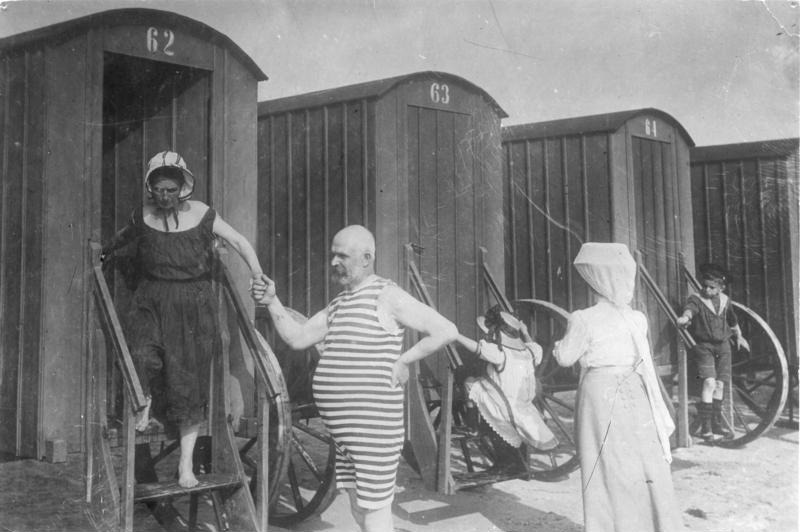
Strandleben auf Norderney 1910

Anders als Borkum warb Norderney nicht um „völkisch-nationale“ Gäste.
Der erste Bürgermeister der NSDAP war 1933/1934 Bruno Müller, später Gestapo-Chef in Oldenburg, im Zweiten Weltkrieg Führer von Einsatzkommandos und Sonderkommandos in Polen und in der Sowjetunion. In der Zeit des Nationalsozialismus wurde Norderney ab 1935 zu einem Luftwaffen- und Marinestützpunkt als Seefestung im Rahmen des Atlantikwalls ausgebaut. Die Seeflugstation am Hafen, auf der eine Seenotstaffel stationiert wurde, wurde als Militärflugplatz umfunktioniert und in den Dünen wurden über 60 schwere Geschütz- und FlaK-Stellungen sowie Regelbauten errichtet. Deren Sockel und Batterien sind nach Sprengungen heute noch in der Dünenlandschaft am Weststrand und ostwärts der Stadt sichtbar. Um die Inselmühle herum entstand bis 1938 eine Kasernensiedlung. Zwischen 1935 und 1938 wurden östlich der Stadt liegende Dünen planiert, um dort die Siedlung Nordhelm anzulegen, in der während des Krieges in erster Linie rund 2000 Soldaten mit ihren Familien und Zivilangestellte der Kriegsmarine in Reihenhäusern untergebracht waren. Der Name Nordhelm stammt von den auch als Strandhafer bezeichneten Helmpflanzen, die die Dünen bewachsen. Die Kasernenbauten des Seefliegerhorstes wurden zu einem Teil erst im Jahr 1980 abgebrochen und wichen einer Reihenhaussiedlung, deren Bezeichnung Alter Horst an die Nutzung in den 1920er und 1930er Jahren erinnert. Die Königsdüne Georgshöhe am Nordstrand wurde zu einer Schiffssignal- und Marinestation. Mit Beginn des Zweiten Weltkriegs kam der Badebetrieb erneut zum Erliegen. 1939 waren noch über 48.000 Kurgäste auf Norderney, die jedoch noch vor Kriegsbeginn die Insel verlassen mussten. In den folgenden sechs Jahren war die Insel mehrfach Ziel von britischen, kanadischen und französischen Luftangriffen.
Ein Arbeitslager der Organisation Todt auf der Kanalinsel Alderney erhielt die Tarnbezeichnung Lager Norderney. Dort mussten Zwangsarbeiter Befestigungsanlagen gegen eine mögliche Invasion der Alliierten bauen.
Nach der bedingungslosen Kapitulation im Mai 1945 wurde Norddeutschland bis zum 1. November 1946 zur britischen Besatzungszone und nach dem Bakker-Schut-Plan sollte die Gebietskörperschaft Norden-Emden, zu der Norderney gehörte, von den Niederlanden annektiert werden. Ab dem Frühjahr 1946 richtete die britische Militärverwaltung ein Leave center und summer camp also ein Erholungszentrum für Soldaten der Besatzungstruppen und für deren Angehörige auf Norderney ein. Dazu wurden Kureinrichtungen, größere Hotels und der Golfplatz beschlagnahmt. Weitere Unterkünfte wurden für die Unterbringung von hunderten Kriegsflüchtlingen und Vertriebenen genutzt. Der Kurbetrieb wurde nach dem Krieg wieder aufgenommen. Die Militärverwaltung genehmigte ab Juli 1946 die Aufnahme von deutschen Kurgästen, zunächst jedoch noch mit Einschränkungen. Seit diesem Jahr gehört Norderney zum neu gegründeten Land Niedersachsen im eingerichteten Regierungsbezirks Aurich, der 1978 im Zuge der niedersächsischen Kreisreform in den Regierungsbezirk Weser-Ems mit Sitz in Oldenburg überging. Zuvor stand die Stadt unter preußischer Herrschaft. Die Stadtrechte wurden der Gemeinde Norderney am 5. August 1948 vom Niedersächsische Innenministerium übertragen sowie 1949 der Status eines staatlich anerkannten Niedersächsischen Staatsbades mit dem Prädikat Heilbad. Die beschlagnahmten Kureinrichtungen wurden 1952 von der britischen Besatzungsmacht freigegeben, so dass der Kurbetrieb für deutsche Erholungssuchende wieder möglich wurde.
Seit dem 1. Juli 1972 gehört Norderney nach der niedersächsischen kommunalen Gebietsreform und der damit verbundenen neuen Festlegung der politischen Gemeinde- und Kreisgrenzen zum Landkreis Aurich. Der Landkreis Norden wurde mit der Gebietsreform aufgelöst und somit auch das Kfz-Kennzeichen NOR nicht weiter vergeben. Seit 2012 ist auf dem ehemaligen Gebiet des Landkreises Norden bei der Anmeldung eines Fahrzeugs wieder die Wahl zwischen den Kfz-Kennzeichen AUR und NOR möglich. Bei der Einführung von vierstelligen Postleitzahlen in der Bundesrepublik im Jahr 1962 wurde der Stadt Norderney die 2982 zugeteilt. Nach der Wiedervereinigung Deutschlands wurden 1993 die fünfstelligen Postleitzahlen eingeführt, Norderney erhielt die 26548.

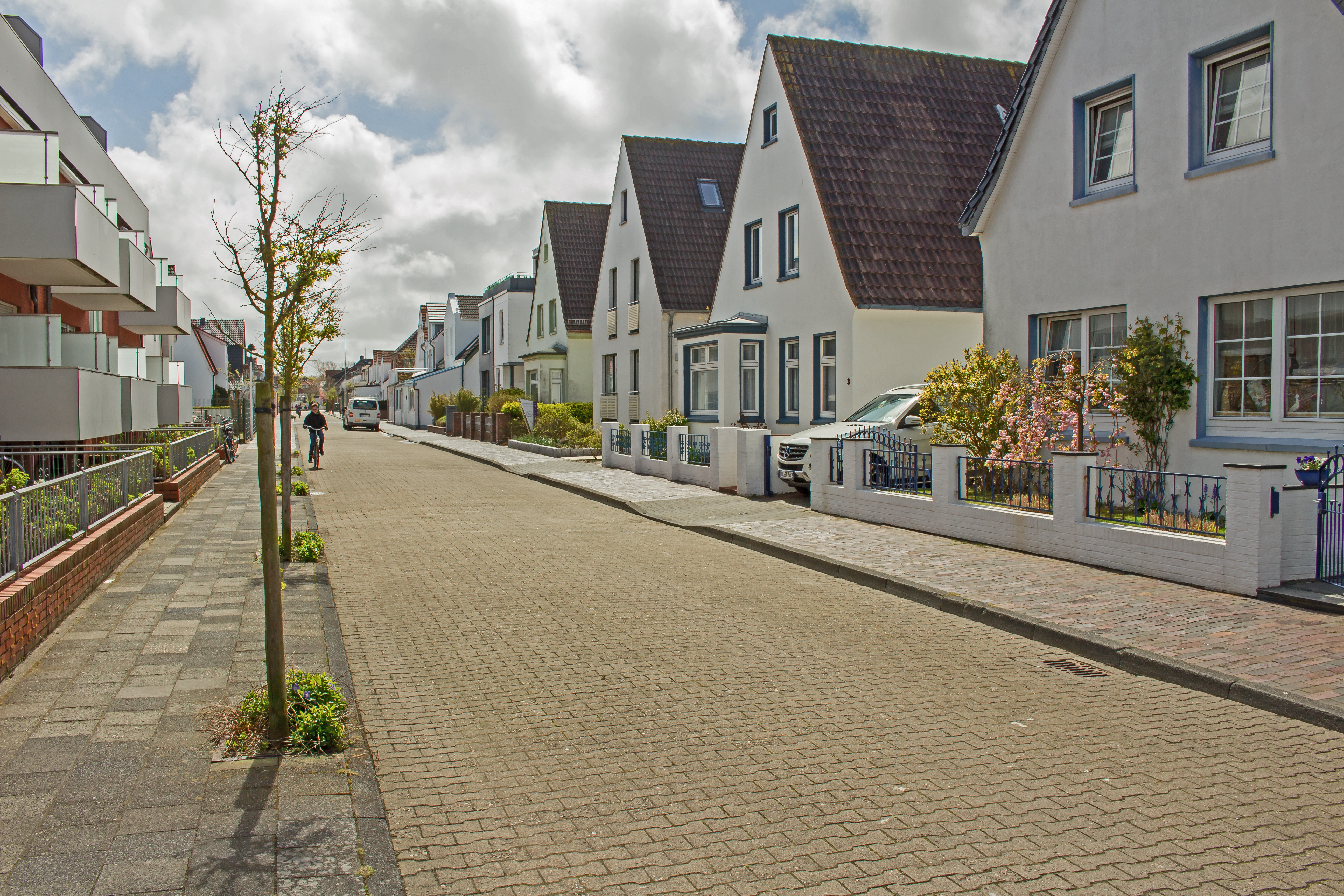
Typisches Straßenbild (2016) am Beispiel der Wiedaschstraße

Schon 1959 kamen erstmals mehr als 100.000 Besucher und Kurgäste. Neue Wohnhäuser wurden errichtet, die das Stadtbild nachhaltig prägen und alte Bädervillen und Logierhäuser verdrängten. Dazu zählen zwei Hochhäuser am Nordstrand und eine Reihe von mehrgeschossigen Hotels am Weststrand, die unmittelbar hinter den historischen Strandhotels errichtet wurden. Zu den Einrichtungen für den Bäderbetrieb gehören die 1960 errichteten Liegehallen am Weststrand, die mittlerweile als Kinderspielhaus genutzt werden, ebenso wie das 1964 eingeweihte Kurmittelhaus. 1974 folgte ein beheizbares Freiluft-Meerwasser-Wellenbad, welches aus Gründen der Wirtschaftlichkeit im Jahr 2000 aufgegeben wurde. Auf dem Grundstück ist das bade~museum und seit 2010 die galerie trimborn untergebracht. Das ehemalige Becken des Schwimmbads wurde mit Sand verfüllt. Dort entstand im Jahr 2011 ein Hochseilklettergarten. 1990 wurde das Meerwasser-Wellenbad Die Welle eröffnet. Auf dem Gelände des abgerissenen Kurmittelhauses soll ein Hotel der Fünf-Sterne-Kategorie durch die Steigenberger Hotel Group errichtet werden, jedoch fehlen noch Investoren (Stand 2008).
Am 17. Mai 1997 feierte die Insel mit 266.513 Gästen den 200. Jahrestag als Kur- und Ferieninsel sowie das Bestehen des ältesten deutschen Nordseeheilbades.
Zum 1. Juli 1999 wurde die 1975 gegründete Niedersächsische Bädergesellschaft mbH (NBG) aufgelöst. Als Grund nannte das Land Niedersachsen die schlechte finanzielle Lage der Staatsbäder und einen hohen Kapitalbedarf, die den weiteren Betrieb unrentabel erscheinen ließen. Die der Gesellschaft angehörenden Staatsbäder Norderney, Bad Pyrmont und Bad Nenndorf gehen seither eigene Wege. Von 1999 bis 2003 war die Niedersächsische Staatsbad Norderney GmbH eine hundertprozentige Tochter des Landes Niedersachsen, jedoch mit eigenverantwortlicher Budgetierung. Zudem wurde die Stelle eines Kurdirektors eingerichtet. Am 1. Januar 2003 übernahm die Stadt Norderney die Landesgesellschaft Niedersächsisches Staatsbad Norderney GmbH und führt seitdem die kommunalen mit den touristischen Angelegenheiten unter einem Dach. Der gemeinsam von Kur- und Stadtverwaltung genutzte Verwaltungsstandort ist seit 2006 im eigens für diesen Zweck umgebauten ehemaligen Bazargebäude am Kurplatz untergebracht. Nach den Richtlinien des Deutschen Tourismusverbandes und des Deutschen Heilbäderverbandes wurde Norderney durch die Service-Agentur Bäderland Niedersachsen am 24. Februar 2010 als Nordseeheilbad reprädikatisiert. Die Auswertung wurde von einem Fachausschuss in Hannover übernommen, der eine entsprechende Empfehlung an das Niedersächsische Wirtschaftsministerium weitergab.

### 2020 – Auswirkungen durch die COVID-19-Pandemie
Nachdem am 11. März 2020 eine Insulanerin positiv auf das neue Coronavirus SARS-CoV-2 getestet wurde, entschieden die Ministerpräsidenten der Länder Niedersachsen, Schleswig-Holstein und Mecklenburg-Vorpommern im Zuge der COVID-19-Pandemie in Deutschland ab dem 16. März den Zugang zu den Inseln der Nord- und Ostsee für Touristen zu unterbinden. Die Allgemeinverfügung wurde durch den Landkreis Aurich am 17. März 2020 bekanntgegeben. Bereits auf Norderney befindliche Gäste und alle Zweitwohnungsbesitzer wurden aufgefordert, die Insel bis zum 22. März zu verlassen, um eine Ausbreitung unter den Insulanern zu unterbinden. Hintergrund sind intensivmedizinischen Kapazitäten auf den Inseln, die nur im eingeschränkten Umfang verfügbar und für eine große Anzahl von Besuchern vom Festland nicht ausgelegt sind. Im Falle des Norderneyer Krankenhauses gibt es nur ein Intensivbett mit Beatmungsgerät. Am 18. März wurde ein weiterer Infektionsfall von Norderney gemeldet. Die Fährverbindung der Reederei Norden-Frisia nach Norddeich wurde auf eine Verbindung pro Tag reduziert. Am 11. Mai 2020 wurden die Regelungen gelockert und Touristen mit einem Mindestaufenthalt von sieben Tagen ist der Zugang zu Ferienwohnungen gestattet. Tagesbesuche werden somit unterbunden. Nach dem bundesweiten Anstieg der Infektionszahlen wurde ab dem 2. November bis zunächst zum 30. November 2020 ein Beherbergungsverbot ausgesprochen. Bis zum 1. November angereiste Gäste durften Norderney zum geplanten Abreisedatum verlassen.

### Bekannte Gäste auf Norderney

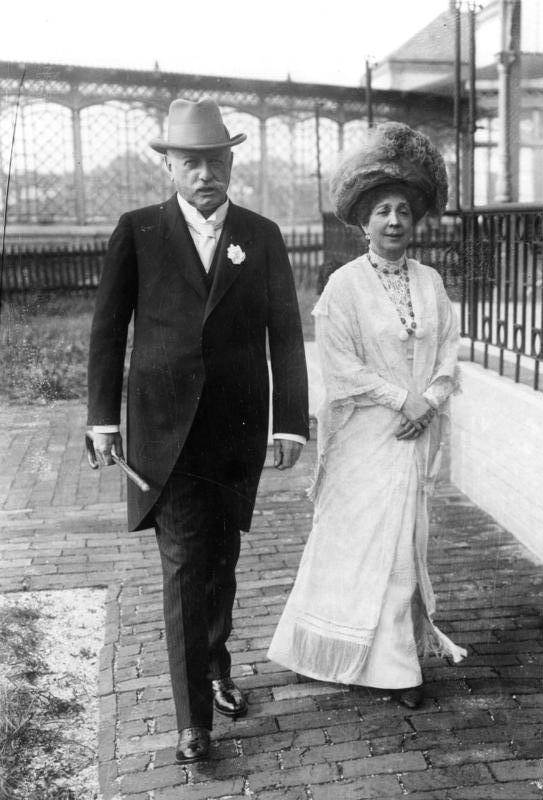
Bernhard Fürst von Bülow mit seiner Gattin auf Norderney 1910

Seit der Gründung des ersten deutschen Nordseebades im Jahr 1797 wurde Norderney von einer Vielzahl bekannter und berühmter Persönlichkeiten aus dem öffentlichen Leben besucht. Darunter befanden sich unter anderem Staatsoberhäupter, weshalb die Insel noch heute als Königin der Nordsee oder St. Moritz des Nordens bezeichnet wird.
Zwischen 1801 und 1805 weilte General Gebhard Leberecht von Blücher auf der Insel. Als großer Förderer gilt König Georg V. von Hannover, Herzog von Cumberland, indem er erstmals 1836 und danach von 1851 bis 1866 die gesamte Hofhaltung während der Sommermonate nach Norderney verlegte. Ihm zu Ehren wurde im Jahr 1866 das Cumberland-Denkmal auf der Insel errichtet. Nachdem das Königreich Hannover im Deutschen Krieg 1866 von den Preußen besetzt wurde, war bereits 1869 Friedrich Wilhelm von Preußen, der spätere Kaiser Friedrich III. Gast auf Norderney. Unter anderem besuchten Reichskanzler Fürst Bernhard von Bülow, Kaiser Wilhelm II., Walther Rathenau, Gustav Stresemann, Frank Thiess, Felix Graf von Luckner, Joseph Joachim, Peter Kreuder die Insel.
Gäste aus der jüngeren deutschen Politikgeschichte waren Willy Brandt, Kurt Georg Kiesinger, Walter Scheel, Karl Carstens und Horst Köhler (am 24. Juli 2006 als Schirmherr der Deutschen Lebens-Rettungs-Gesellschaft (DLRG)). Angela Merkel stattete Norderney am 17. August 2009 im Rahmen einer Wahlkampfveranstaltung vor der anstehenden Bundestagswahl einen Besuch ab.
Auch unter Kulturschaffenden und Wissenschaftlern erfreute sich die Insel großer Beliebtheit. Zu erwähnen sind hier Wilhelm von Humboldt, Theodor Fontane, Jenny Lind, Clara (Sommer 1846) und Robert Schumann (Sommer 1846) sowie Kurt und Barbara Aland. Der Künstler Felix Nussbaum malte mehrere Bilder, unter anderem „Erinnerung an Norderney“.
Heinrich Heine war im August 1825 sowie im Sommer 1826 und 1827 als Sommerurlauber auf Norderney. Dieser Autor hat zumindest im August 1825 einmal 50 Louis d’or in der dortigen Spielbank gelassen. Der Aufenthalt inspirierte ihn zu seinem Zyklus Die Nordsee, in dem er die Insel und ihre Einwohner beschrieb. und zu der Reihe Seestücke, einem Zeitzeugnis, welches das harte und karge Leben der Insulaner im frühen 19. Jahrhundert schildert:

„Die Eingeborenen sind meistens blutarm und leben vom Fischfang, der erst im nächsten Monat, im Oktober, bei stürmischem Wetter, seinen Anfang nimmt. Viele dieser Insulaner dienen auch als Matrosen auf fremden Kauffahrteischiffen und bleiben jahrelang vom Hause entfernt, ohne ihren Angehörigen irgendeine Nachricht von sich zukommen zu lassen. Nicht selten finden sie den Tod auf dem Wasser. Ich habe einige arme Weiber auf der Insel gefunden, deren ganze männliche Familie solcherweise umgekommen; was sich leicht ereignet, da der Vater mit seinen Söhnen gewöhnlich auf demselben Schiffe zur See fährt.“

„Das Seefahren hat für diese Menschen einen großen Reiz; und dennoch, glaube ich, daheim ist ihnen allen am wohlsten zumute. Sind sie auch auf ihren Schiffen sogar nach jenen südlichen Ländern gekommen, wo die Sonne blühender und der Mond romantischer leuchtet, so können doch alle Blumen dort nicht den Leck ihres Herzens stopfen, und mitten in der duftigen Heimat des Frühlings sehnen sie sich wieder zurück nach ihrer Sandinsel, nach ihren kleinen Hütten, nach dem flackernden Herde, wo die Ihrigen, wohlverwahrt in wollenen Jacken, herumkauern, und einen Tee trinken, der sich von gekochtem Seewasser nur durch den Namen unterscheidet, und eine Sprache schwatzen, wovon kaum begreiflich scheint, wie es ihnen selber möglich ist, sie zu verstehen.“

Zu Ehren Heinrich Heines wurde im Herbst des Jahres 1983 vor dem Haupteingang des Hauses der Insel im Stadtzentrum das durch den umstrittenen Bildhauer Arno Breker geschaffene Heine-Denkmal eingeweiht. Nach seinem Abitur besuchte Franz Kafka 1901 die Insel Norderney. Es war sein erster Urlaub, den er alleine verbrachte.
In heutiger Zeit besucht SPD-Politiker Franz Müntefering regelmäßig Norderney. Der ehemalige Bundespräsident Horst Köhler besuchte Norderney während seiner Amtszeit als Schirmherr der DLRG. Seinen Sommerurlaub verbringt der aus Niedersachsen stammende ehemalige Bundespräsident Christian Wulff auf der Insel. Im Rahmen einer Klausurtagung der SPD besuchten Bundeskanzler Olaf Scholz, Gesundheitsminister Karl Lauterbach und der Parteivorsitzende Lars Klingbeil auf Initiative Johann Saathoffs (MdB) am 19. April 2024 die Insel.

## Politik

### Stadtrat
Dem Rat der Stadt Norderney gehören gemäß dem Niedersächsischen Kommunalverfassungsgesetz (NKomVG) aufgrund der Bevölkerungszahl 16 Ratsfrauen und Ratsherren an. Dazu kommt als 17. stimmberechtigtes Mitglied der hauptamtliche Bürgermeister. Die ungerade Zahl sorgt dafür, dass es nicht zu einer Pattsituation kommen kann. Der Rat wird für fünf Jahre gewählt. Die aktuelle Amtszeit begann am 1. November 2021 und endet am 31. Oktober 2026.
Aus dem Ergebnis der letzten Ratswahl 2021 ergab sich folgende Sitzverteilung:
| Sitzverteilung im Rat der Stadt Norderney seit 2021Insgesamt 18 Sitze - SPD: 6 - Grüne: 3 - FWG: 3 - FDP: 2 - CDU: 4 | Vorherige Sitzverteilungen: \| Partei \| 2016 \| 2016 \| \| Partei \| % \| Sitze \| \| -------------- \| ---- \| ----- \| \| SPD \| 31,5 \| 5 \| \| FDP \| 21,1 \| 4 \| \| CDU \| 19,3 \| 3 \| \| Grüne \| 13,1 \| 2 \| \| FWN \| 12,9 \| 2 \| \| Linke \| 1,2 \| 0 \| \| Einzelbewerber \| 0,8 \| 0 \| \| Gesamt \| 100 \| 16 \| |       |
| Partei | 2016 | 2016  |
| Partei | % | Sitze |
| SPD | 31,5 | 5     |
| FDP | 21,1 | 4     |
| CDU | 19,3 | 3     |
| Grüne | 13,1 | 2     |
| FWN | 12,9 | 2     |
| Linke | 1,2 | 0     |
| Einzelbewerber | 0,8 | 0     |
| Gesamt | 100 | 16    |

### Bürgermeister

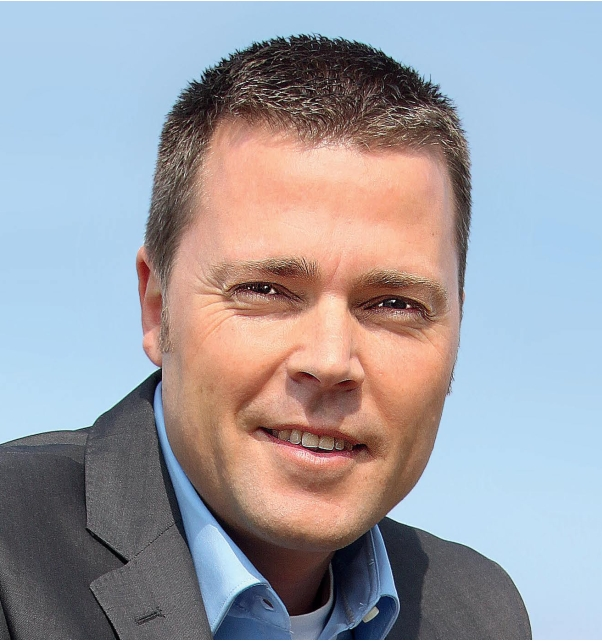
Frank Ulrichs, Norderneys Bürgermeister

Bürgermeister wurde im Jahr 2011 der SPD-Politiker Frank Ulrichs mit 60,31 % (2047 Stimmen). Er war Wahlvorschlag der SPD, CDU und der FDP. Der zuvor seit dem 1. November 2006 amtierende Bürgermeister Ludwig Salverius gab aufgrund einer schweren Erkrankung, der er im August 2011 erlag, sein Amt auf, so dass Ulrich bereits von Ende Juni 2011 an kommissarisch das Amt des Bürgermeisters ausübte. Wahlberechtigt waren 4994 Norderneyer Bürger. Von ihrem Wahlrecht Gebrauch machten 3434 Einwohner. Den 40 ungültigen Stimmzetteln standen 3394 gültige gegenüber. Am 26. Mai 2019 wurde Ulrichs als Bürgermeister wiedergewählt.

### Landtagswahl
Norderney gehört zum Landtagswahlkreis 87 Wittmund/Inseln, der den gesamten Landkreis Wittmund sowie im Landkreis Aurich die Städte Norderney und Wiesmoor, die Gemeinde Dornum und die Inselgemeinden Juist und Baltrum umfasst. Bei der letzten Landtagswahl in Niedersachsen vom 9. Oktober 2022 wurde das Direktmandat von Karin Emken (SPD) gewonnen. Sie erhielt 38,5 % der Stimmen. Emken löst damit den vorherigen Landtagsabgeordneten Jochen Beekhuis (parteilos, zuvor SPD) ab, der seit seinem Ausschluss aus der SPD-Fraktion am 22. Oktober 2019 dem Landtag als fraktionsloser Abgeordneter angehörte.

### Bundestagswahl
Norderney ist in drei Wahlbezirke eingeteilt. Die Stimmen können im Conversationshaus (WB I), im Gebäude der Grundschule (WB II) und der Aula der Kooperativen Gesamtschule (WB III) abgegeben werden. Bei der Bundestagswahl 2025 wurde der Sozialdemokrat Johann Saathoff direkt wiedergewählt. Über Listenplätze der Parteien zog kein Kandidat der Parteien aus dem Wahlkreis in den Bundestag ein.
Bei der Bundestagswahl zum 19. Bundestag der Bundesrepublik Deutschland am 24. September 2017 wurde der Sozialdemokrat Johann Saathoff mit 39,81 % der Erststimmen auf Norderney gewählt. Ebenso wurde Johann Saathoff im Bundestagswahlkreis Aurich – Emden, zu dem neben der Stadt Emden auch der Landkreis Aurich und somit Norderney gehört, direkt in den Bundestag gewählt. Im Vergleich zur Bundestagswahl von 2013 gewann die SPD leicht hinzu und konnte sich als stärkste Kraft durchsetzen. Die CDU ging mit ihrem Kandidaten Reinhard Hegewald in den Wahlkampf, die FDP mit Uwe-Reiner Ewen, für die Grünen trat Gesine Agena und für die Linken Marcus Stahl an. Über Listenplätze der Parteien zog kein Kandidat der Parteien aus dem Wahlkreis in den Bundestag ein. Von den 4611 wahlberechtigten Norderneyern machten 75,79 % (3495) von ihrem Recht Gebrauch.

### Stadtwappen und Stadtflagge
| Wappen der Stadt Norderney | Blasonierung: „Aus blauem Wellenschildfuß, darin zwei silberne Wellenleisten, wachsend in Silber eine silberner Düne (Einberg), darauf eine schwarze Landmarke (Seezeichen) aus rechteckigem Unterbau mit silbernem Rundportal, ein abgetrebtes, gestürztes silbernes Dreieck mit sieben schwarzen Stäben tragend.“ |
| Wappen der Stadt Norderney | Wappenbegründung: Am 10. Juli 1928 wurde der Stadt Norderney durch das Preußische Staatsministerium ein Stadtwappen verliehen. Vorher diente der preußische Adler als Wappen der Stadt. Im Jahr 1924 beschloss der Stadtrat, ein eigenes Stadtwappen einzuführen. 1926 lagen einige Entwürfe, unter anderem drei des Malers Hans Trimborn, vor, die jedoch alle abgelehnt wurden. Das endgültige Wappen der Stadt beruht auf einer Zeichnung des Inselmalers Poppe Folkerts. Auf dem Wappen ist das Wahrzeichen der Insel, das schwarze Kap, abgebildet. Darunter befinden sich eine Düne und das stilisierte Meer. Die schwarze Farbe des Kaps rührt von der Versiegelung des Holzbauwerks mit Pech her. |

Die Bürgerliche Flagge, als kleine Stadtflagge bezeichnet, ist horizontal sechsmal weiß-blau gestreift mit einem abwechselnd schwarz-weiß karierten Streifen am Liek. Das Verhältnis der Länge der Flagge zur Höhe ist drei zu fünf. Die blaue Farbe steht für das Meer, das Weiß symbolisiert die Farbe des Sandes und das Schwarz steht für das hölzerne Norderneyer Seezeichen von 1848 bis 1870. Die große Stadtflagge unterscheidet sich von der kleinen dadurch, dass sich im rechten Teil zusätzlich das Stadtwappen Norderneys befindet. Diese Dienstflagge wird nur selten gehisst. Die Ähnlichkeit der Norderneyer Flagge mit der Bremer Stadtflagge, die auch unter dem Namen Bremer Speckflagge bekannt ist, deutet auf die guten Handelsbeziehungen zur Hansestadt Bremen im 19. Jahrhundert hin.

### Städtepartnerschaft
Die Partnerstadt Garz liegt im Süden der deutschen Ostseeinsel Rügen, südlich von Bergen. Die Partnerschaft der beiden Städte wurde direkt nach der Wiedervereinigung Deutschlands im Jahr 1990 geschlossen. Die Freiwillige Feuerwehr Norderneys erhielt als Geschenk einen Trabant 601 in roter Lackierung, der bis 2008 auf dem Dach der Feuerwache stand.

## Kultur und Sehenswürdigkeiten

### Seezeichen

#### Kap

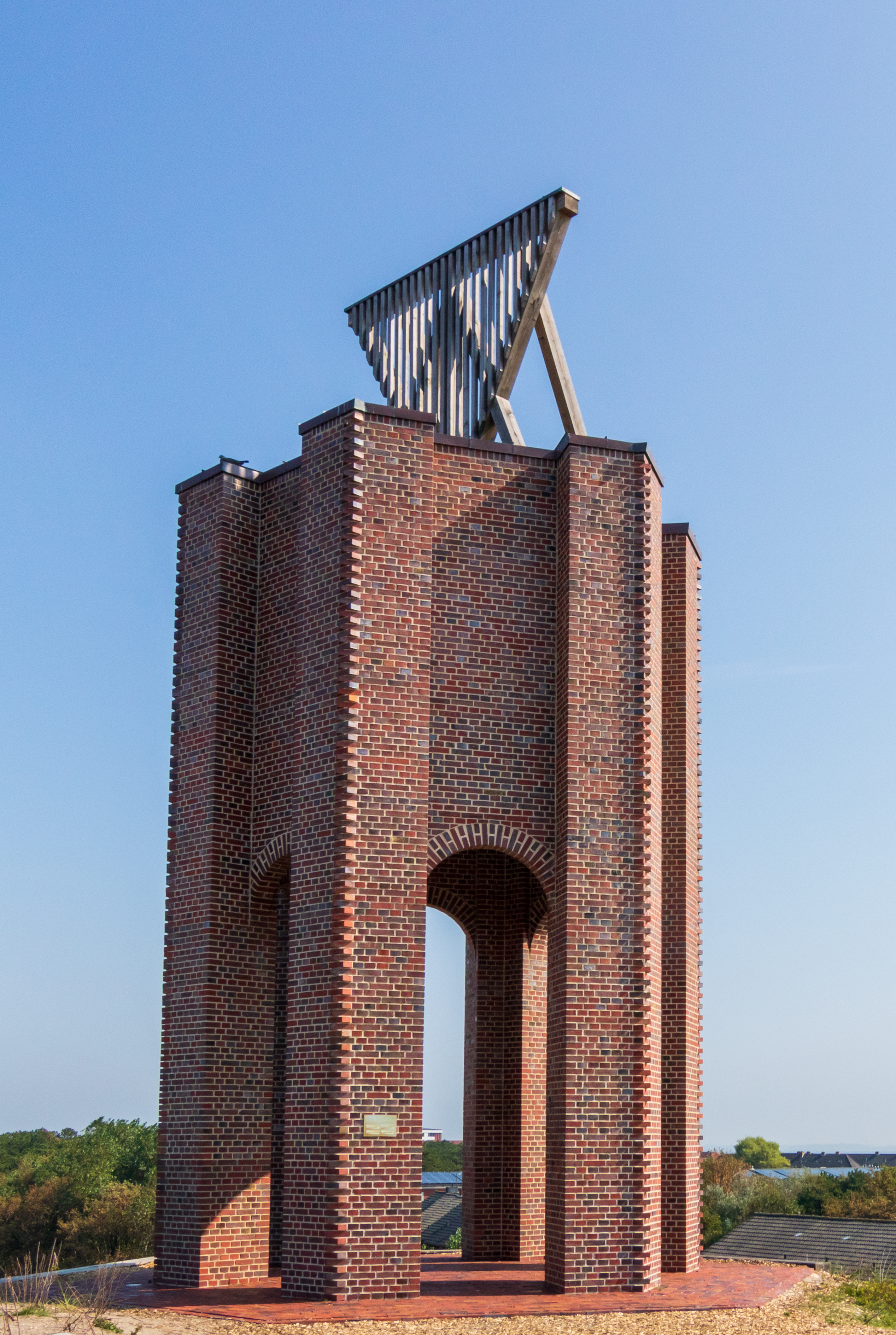
Das Kap von 1927, als Seezeichen dienende Bake

Das Kap (auch Kaap) ist ein Seezeichen und diente vor dem Bau des Leuchtturms als Landmarke zur Erkennung der Inseln von der Seeseite aus. Auf Borkum, Langeoog und Wangerooge gibt es ähnliche Bauwerke, die entweder aus Holz bestehen oder in massiver Ziegelstein-Bauweise errichtet wurden. Das Norderneyer Kap ist eine 13 m hohe Bake, die sich am östlichen Rand des Stadtgebietes auf dem Weg zur Siedlung Nordhelm an der Bürgermeister-Willi-Lührs-Straße befindet. Sie wurde im Jahr 1848 auf Bitte der Emder Kaufleute als pyramidenförmiges Balkengerüst aus mit Pech versiegeltem Holz auf einer Düne errichtet, um Schiffsunfälle und Fehldeutungen einzuschränken. Im Jahr 1871 wurde sie durch einen Ziegelsteinbau an gleicher Stelle ersetzt und 1930 aus Stein erneuert. Auf dem sechseckigen Unterbau ist ein auf dem Kopf stehendes Holzdreieck montiert. Dahinter wurde von 1848 bis 1874 ein Feuer (auch als Blüse bezeichnet) entzündet, das zur Identifikation der Insel bei Nacht diente. Wegen der fehlenden Bebauung und der niedrigen Vegetation war die Bake von der See aus gut zu erkennen. Heute geht das Kap aufgrund seiner geringen Höhe, des nahen Kiefernwäldchens und der höheren Gebäude im Stadtbild der Insel unter. Seit dem 10. Juli 1928 wird das Kap als Norderneyer Wappenzeichen verwendet und ist das Wahrzeichen der Insel.
Da Teile des Mauerwerks herausbrechen konnten, wurde das Bauwerk und die Besichtigungsplattform auf der Kap-Düne ab dem Winter 2014/15 gesperrt. Von Anfang 2015 war das Kap aufgrund starker Verwitterung der Mörtelfugen teilweise eingerüstet. Für den Abriss und Neubau des unter Denkmalschutz stehenden Kaps hat die Stadt Norderney rund 360.000 Euro veranschlagt. Am 20. März 2017 wurde das endgültig einsturzgefährdete Kap innerhalb weniger Stunden abgerissen, der originalgetreue Neubau wurde mit einem Stahlbetonkern versehen und mit hochwertigen Ziegelsteinen verkleidet, um denselben äußerlichen Eindruck wie der Vorgänger zu erwecken. Im April 2017 begannen die Wiederaufbauarbeiten. Mit der am 9. Oktober 2017 erfolgten Installation des Toppzeichens, einem aus drei Tonnen Eichen-Kernholz bestehenden Dreiecks, ist das Kap wieder komplett.

#### Leuchttürme

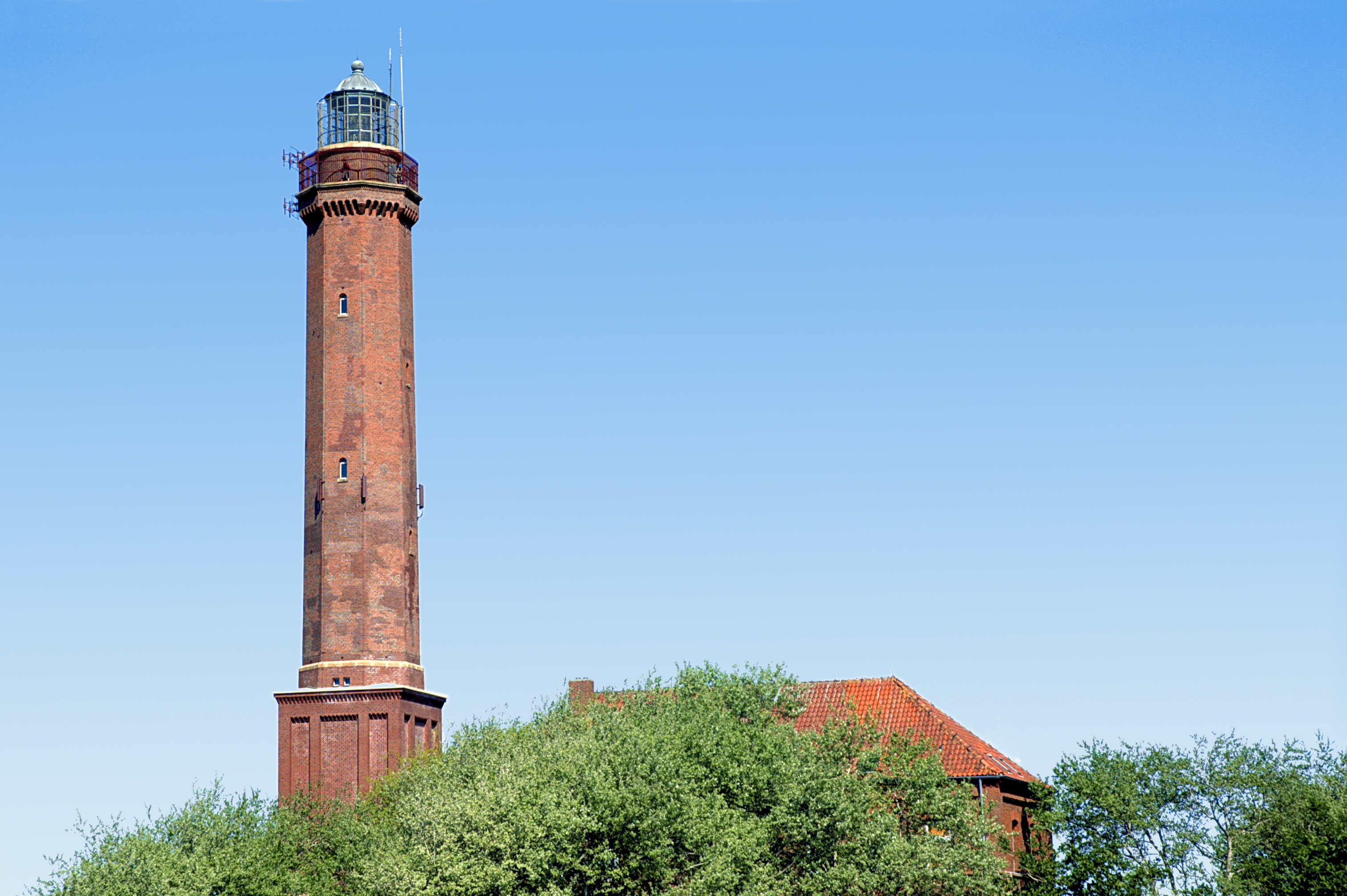
Der Große Norderneyer Leuchtturm

Nach Plänen der Königlich-Preußischen Wasser- und Schifffahrtsverwaltung wurde in den Jahren 1872 bis 1874 der Leuchtturm in der Inselmitte durch die Königliche General-Direktion des Wasserbaus gebaut. Seitdem ist er das einzige aktive Seefeuer auf der Insel. Der Große Norderneyer Leuchtturm wurde am 1. Oktober 1874 als festes Schifffahrtszeichen der Insel Norderney eingeweiht. Mit dem Leuchtturm wurde die Sicherheit des Schiffsverkehrs vor der Deutschen Küste erhöht; er schloss eine Lücke zwischen den Leuchtfeuern von Borkum bis Wangerooge. Das Leuchtfeuer wurde im Jahr 1926 auf elektrisches Licht umgestellt und hat seit 1977 die Blitzkennung (Blz.(3) 12 s).
In der Hafeneinfahrt stand von 1980 bis 2016 ein kleines, weiß-rot gestreiftes Leuchtfeuer, das Norderneyer Unterfeuer. Es war ein Stahlmast mit einem Mastkorb und einer roten Signallampe, die sieben Seemeilen weit auszumachen war. Das dazugehörende Oberfeuer ist ein 8 m hoher rot-weiß gestreifter Mast, der stadteinwärts hinter dem Deich an der Zufahrt zum Fähranleger steht. Dieser Mast wird zudem als Windmessstation genutzt. Die beiden Objekte bildeten die Richtfeuerlinie Norderney-Hafen. Im Zuge des Neubaus des Fähranlegers wurde das Unterfeuer 2016 demontiert.

#### Sonstige Seezeichen
Neben dem Kap und dem Leuchtturm gibt es noch andere Landmarken, mit denen Norderney von der See- und von der Wattseite aus auszumachen ist. Dazu zählt aufgrund seiner Höhe der 1930 eingeweihte 41 m hohe Wasserturm. Daneben gibt es im Osten der Insel noch drei kleinere Seezeichen aus Holz. Die Postbake, östlich des den Grohdepolders nach Süden hin abgrenzenden Hungerdeichs gelegen, wurde im 19. Jahrhundert als Peilbake vom Festland aus genutzt. Die Post wurde in dieser Zeit per Kutsche von Hilgenriedersiel aus über den Alten Postweg durch das Wattenmeer befördert. Heute können von diesem Punkt aus geführte Wattwanderungen in Richtung Neßmersiel unternommen werden, bei denen das Festland trockenen Fußes in rund zweieinhalb Stunden erreicht wird. Ein weiteres Seezeichen ist eine Peilbake auf der zum Aussichtspunkt umfunktionierten Mövendüne zwischen Leuchtturm und Inselende im Osten. Die Ostbake befindet sich am äußersten östlichen Inselrand.

### Museen
- Im 2007 eröffneten Museum Nordseeheilbad Norderney wird die Badetradition des Nordseeheilbades veranschaulicht. Es befindet sich auf dem Gelände des ehemaligen Freibades am Weststrand. Die Schwerpunkte des Museums sind die Badekultur Norderneys in den zurückliegenden drei Jahrhunderten und die Entwicklung des Inselortes zum heutigen Seebad Norderney. Auf 650 Quadratmeter Ausstellungsfläche bietet die Dauerausstellung grundlegende Informationen über Meer, Strand, Bäderbetrieb, Ortsentwicklung, Handel und Gewerbe der Insel und Unterhaltung im Seebad. Die rund zwanzig ehrenamtlichen Mitarbeiter richten darüber hinaus regelmäßig Wechselausstellungen ein.[158] Träger des Museums ist der Förderverein Museum Nordseeheilbad Norderney mit 180 Mitgliedern.[159]

- Das Norderneyer Fischerhausmuseum[160] ist das Heimatmuseum der Insel und befindet sich seit 1937 im Argonner Wäldchen hinter dem Conversationshaus am Weststrand. Das Gebäude ist ein Nachbau eines alten Norderneyer Fischerhauses aus dem 17. Jahrhundert. Betreiber des Museums ist der Heimatverein Norderney. Das Museum vermittelt die Geschichte des ältesten deutschen Seebades an der Nordseeküste und die karge Lebensweise der ersten Inselbewohner. Zahlreiche Exponate und Dokumente informieren über das Alltagsleben auf Norderney, über Sitten und Gebräuche sowie über die Norderneyer Seefahrertradition und den Fischfang. Angeschlossen ist das Alte Schießhaus der Seebadeanstalt Norderney. Das Gebäude wird als Hochtiedsstuv (Standesamt) genutzt und es werden dort unter anderem friesische Teeseminare veranstaltet.

- Die Deutsche Gesellschaft zur Rettung Schiffbrüchiger unterhält im 1892 erbauten, ehemaligen Rettungsbootsschuppen-West an der Promenade am Weststrand ein historisches Museum.[161] Die Geschichte der deutschen Seenotretter wird dort anschaulich präsentiert. Viele der Norderneyer Männer waren noch bis Anfang des 20. Jahrhunderts Seenotretter. Das ausgestellte, 8,5 Meter lange, Ruderrettungsboot der Bootstation-West Fürst Bismarck wurde 1893 gebaut und im Notfall mit Pferden aus dem Schuppen und über den Strand in die Brandung gezogen. Es folgten in den nächsten Jahren weitere Boote, darunter die Upstalsboom[162], die Barmen[162] sowie das erste Motorrettungsboot Bremen II (von 1930 bis 1940)[163]; jedoch wurde die Fürst Bismarck erst 1975 außer Dienst gestellt. Der von 1969 bis 1997 auf Norderney stationierte Seenotrettungskreuzer Otto Schülke mit seinem Tochterboot Johann Fidi II (benannt nach einem Norderneyer Seenotretter, der in dritter Generation dieser Aufgabe nachging) übernahm die Dienste der Seenotrettung von Januar 1945 bis März 1969 hier stationierten Motorrettungsboot Norderney. Das Rettungsboot der 2004 als Versammlungsgebäude neu errichteten 1868 im heutigen Hafen befindlichen Bootsstation Norderney-Ost Amalie Wilhelm Ernst ist im Verzeichnis der Bootsstationen der Deutschen Gesellschaft zur Rettung Schiffbrüchiger mit Angaben der Bootsnamen von 1913 verzeichnet, es gibt jedoch keinen Nachbau, der ausgestellt werden kann.[164]

### Bauwerke im Stadtgebiet
Die Stadt Norderney ist von den Fassaden einer Vielzahl von zum Teil im 19. Jahrhundert im wilhelminischen Stil errichteten Gebäuden geprägt. Ein 1987 von der Bezirksregierung Weser-Ems in Auftrag gegebenes „Verzeichnis der Baudenkmale der Stadt Norderney“ zählt über einhundert unter Denkmalschutz stehende Gebäude im Stadtgebiet auf, obwohl es kein städtebauliches Entwicklungskonzept gibt. Im Jahr 2018 stehen 137 Gebäude unter Denkmalschutz. So finden sich neben Bauten der wilhelminischen Ära weitere Gebäude im Jugendstil, Bäderstil, Klassizismus und Biedermeier sowie die mittlerweile als Bausünden der 1960er Jahre angesehenen Gebäude, die die Ansicht der Stadt nachhaltig prägen; so beispielsweise zwei 1964 gebaute Hochhäuser an der Kaiserstraße, der Nordseite des Stadtgebiets (Heutige Appartementhäuser Nordseeblick). Die nachfolgende Auflistung stellt die markantesten und wichtigsten Gebäude vor.

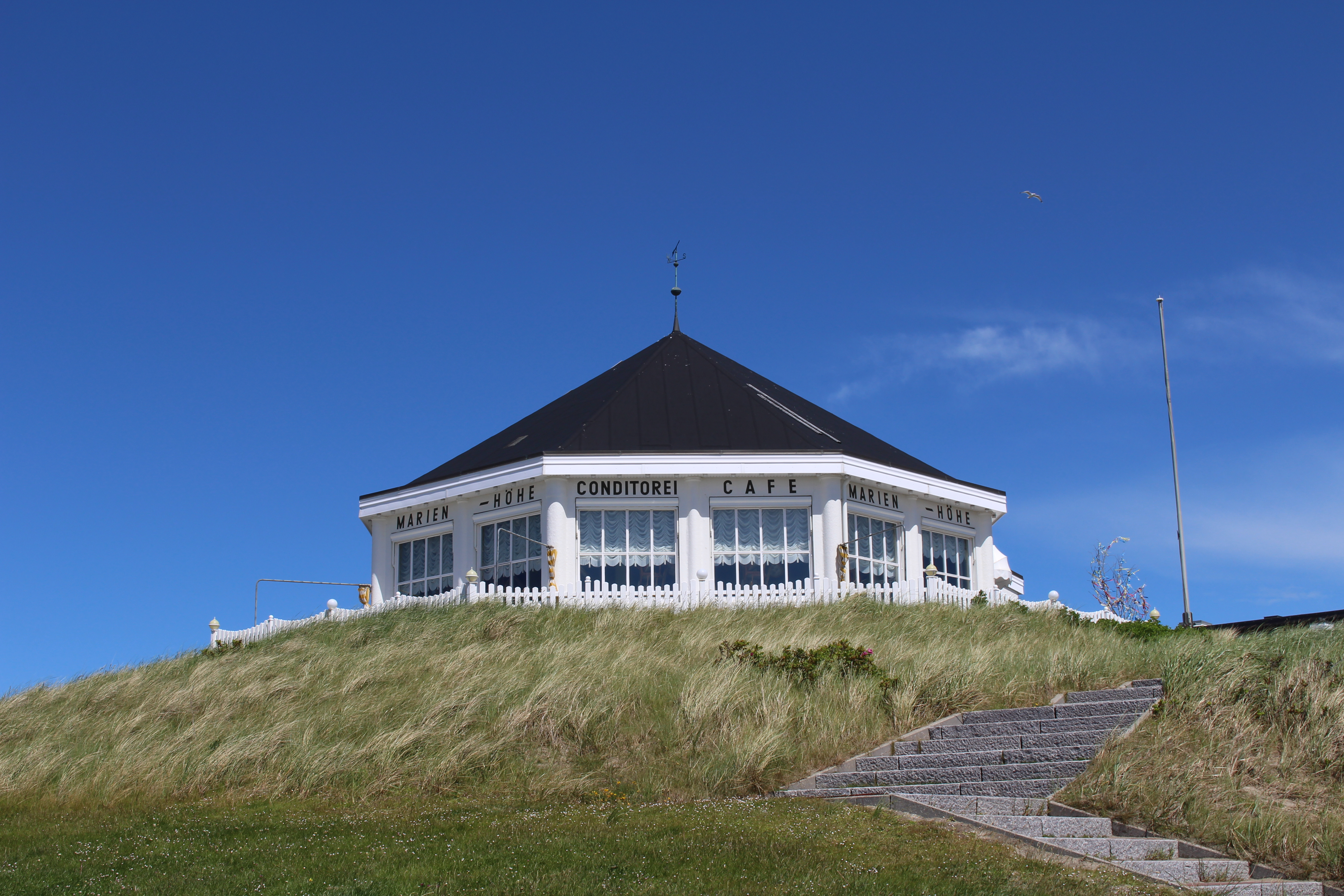
Die Marienhöhe am Westkopf der Insel

Die Marienhöhe ist eine 11,5 m hohe Düne im äußersten Westen der Insel am Stadtrand direkt an der Strandpromenade. Benannt wurde sie nach Königin Marie von Hannover, der Gemahlin König Georgs V. von Hannover. Bekanntheit erlangte die Düne durch den Dichter Heinrich Heine, der sein Lied am Meer hier geschrieben haben soll. Zu seinen Ehren ließ Marie von Hannover auf der Kuppe der Düne einen kleinen Holzpavillon errichten, der zum Verweilen einladen sollte. Bereits 1868 wurde unterhalb der Düne ein Café erbaut, das den gleichen Namen trug. 1923 wurde der Pavillon durch das noch existierende und als Café genutzte markante Steingebäude ersetzt.
Kurze Zeit nach der Gründung des Seebades Norderney wurde 1799 am Rand des Ortszentrums ein Kurhaus (Großes Logierhaus, später auch Conversationshaus genannt) mit einem kleinen Festsaal, einer Billardstube und einem Spielsalon errichtet. Dieses Gebäude wurde im Jahr 1822 durch einen Steinbau ersetzt und dieser im Laufe der Jahre um einen Arkadengang und einen Turm in der Mitte des Gebäudes sowie einem angeschlossenen Wohnhaus an der Westseite erweitert. In diesem Wohnhaus, das in den 1920er Jahren bei Renovierungsarbeiten abgerissen wurde, waren im 19. Jahrhundert der Sitz der Königlich Hannoverschen Badeverwaltung und die Wohnung des Königlichen Badekommissars untergebracht. Zwischen den Jahren 1837 und 1865 diente das Conversationshaus dem hannoverschen Königspaar als Sommerresidenz. 1865 wohnte dort Kronprinz Friedrich Wilhelm von Preußen, der spätere deutsche Kaiser Friedrich III. Im Jahr 1904 wurde in diesem Haus der letzte deutsch-russische Handelsvertrag vor dem Ersten Weltkrieg unterzeichnet. Daran erinnert eine im Gebäude angebrachte Gedenktafel:

„In diesem Zimmer wurde im Juli 1904 zwischen dem Deutschen Reichskanzler Grafen Bernhard von Bülow und dem Präsidenten des Russischen Minister-Komitees, Sergius von Witte, der deutsch-russische Handelsvertrag vereinbart.“

Im Kurhaus, das nach umfangreichen Renovierungsarbeiten im Sommer 2008 unter dem alten Namen Conversationshaus wiedereröffnet wurde, sind ein Spielcasino, das Touristen-Informationszentrum, die Stadtbibliothek, sowie Veranstaltungsräume, ein Geschäft und ein Café untergebracht.
Aus dem 19. Jahrhundert stammt das vom hannoverschen Architekten Johannes Holekamp erbaute Kurtheater. Zunächst fanden Theateraufführungen im schräg gegenüberliegenden Conversationshaus statt. In den Jahren 1893/1894 ließ der Norderneyer Hotelier Gustav Weidemann das erste privat geführte Theater der Insel errichten. Nach dem Vorbild des Opernhauses in Hannover wurde das Kurtheater am 1. Juli 1894 feierlich eingeweiht. Im Kurtheater finden heute Theateraufführungen der Landesbühne Niedersachsen Nord und unter anderem die Filmvorführungen des Internationalen Filmfestes Emden-Norderney statt.

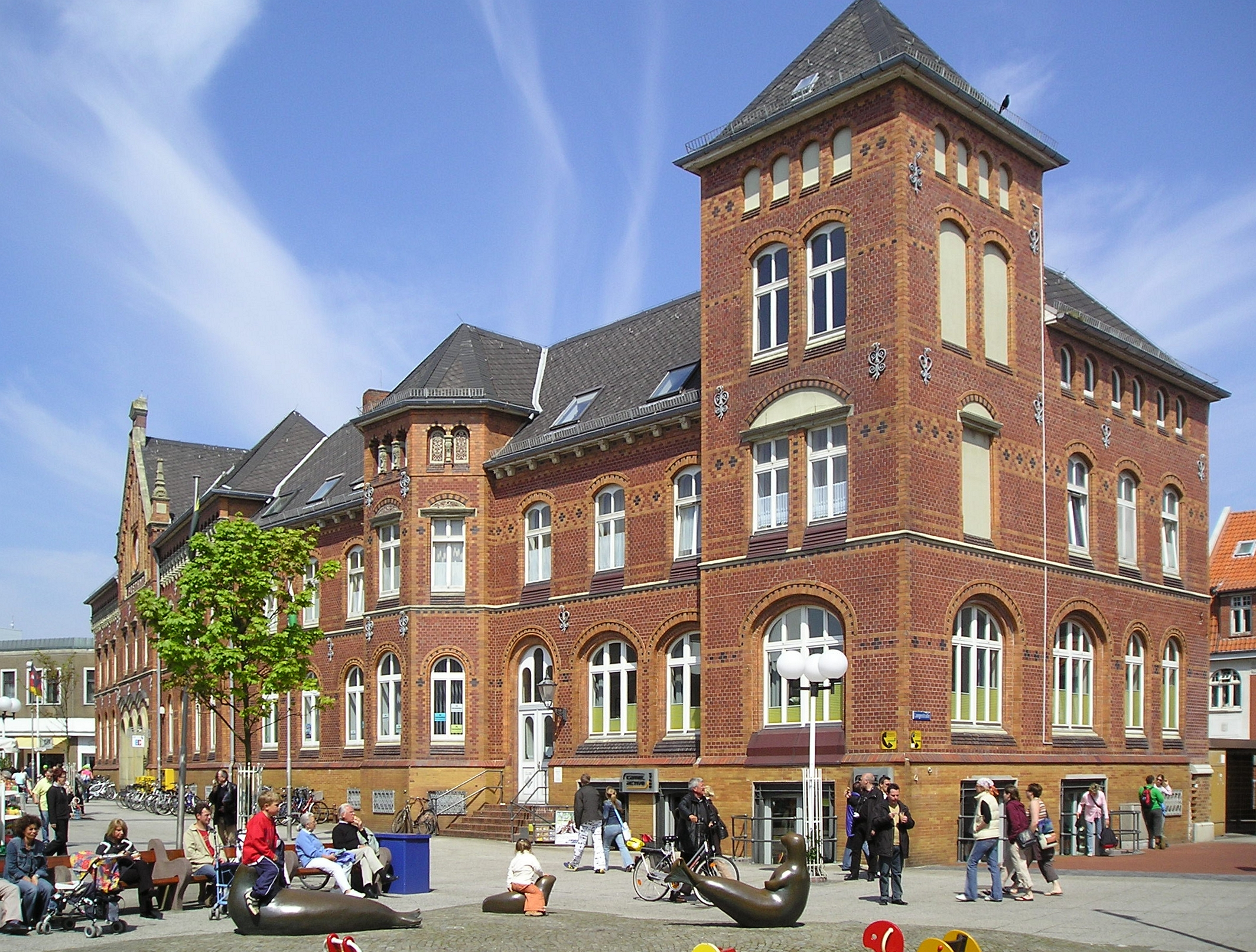
Das ehemalige Postamt mit den 1983 aufgestellten bronzenen Seehunden Robby, Molly und Nordy

Kaiserliches Postamt: Nachdem das Königreich Hannover Norderney 1819 zum Staatsbad ausgerufen hatte, wurde 1824 eine erste kleine Poststation im Stadtzentrum eingerichtet. Der Postverkehr wurde im 19. Jahrhundert nur während der Sommermonate aufrechterhalten, um die Post der Gäste aufzunehmen oder an sie weiterzugeben. 1844 wurde durch die Hannoversche Post zwischen Norden und Norderney ein regelmäßiger Postkutschenverkehr durch das Watt eingeführt. Die schon erwähnte Postbake im Osten der Insel und der Alte Postweg erinnern an diese Zeit. Erst mit der Einrichtung einer Dampfschiffs-Linienverbindung zwischen Norddeich Mole und Norderney ab 1872 konnte die Post ganzjährig zuverlässig befördert werden. Aufgrund der stetig steigenden Gästezahlen und der Vergrößerung des Postvolumens wurde 1888 durch die Preußische Postdirektion ein erstes Postgebäude angemietet. Am 1. April 1892 wurde das noch existierende Postamt im Stadtzentrum eingeweiht. Neben einem Postamt wurden Läden und Dienstwohnungen in diesem Gebäude untergebracht. Seit 1989 steht das markante Gebäude unter Denkmalschutz. Wegen der hohen Betriebskosten wurde Ende 2008 ein Gebäude im Gewerbegebiet Norderneys zu einem Post- und Paketzentrum eingerichtet. Das alte Postgebäude wird in ein Wohn- und Geschäftshaus umgewidmet.
Das Haus der Insel war das Gemeinde- und Veranstaltungszentrum Norderneys. Es wurde am 1. Mai 1977 eröffnet. Es befand sich gegenüber dem Kurtheater im Stadtzentrum; auf dem Vorplatz steht die Statue Heinrich Heines. Aufgrund hoher Unterhaltungskosten wurde längere Zeit über eine alternative Nutzung des Gebäudes nachgedacht. Eine Schließung wurde von der Stadtverwaltung zwar vorerst abgelehnt, aber Brandschutzmängel und Schadstoffbelastung führten zum Abriss ab Februar 2020.
Das Kaiser-Wilhelm-Denkmal an der Kreuzung Herrenpfad/Friedrichsstraße/Knyphausenstraße ist ein aus 75 Steinen bestehender 13 m hoher Obelisk. Dieser erinnert an die Reichseinigung im Jahr 1871. Die Steine wurden von 61 deutschen Städten und Reichsstädten und Provinzen gestiftet und tragen deren Namen eingraviert. Die Idee des Obelisken hatte Paul Wallot, Architekten des Obelisken waren die Brüder Helfriedt und Georg Küsthardt.

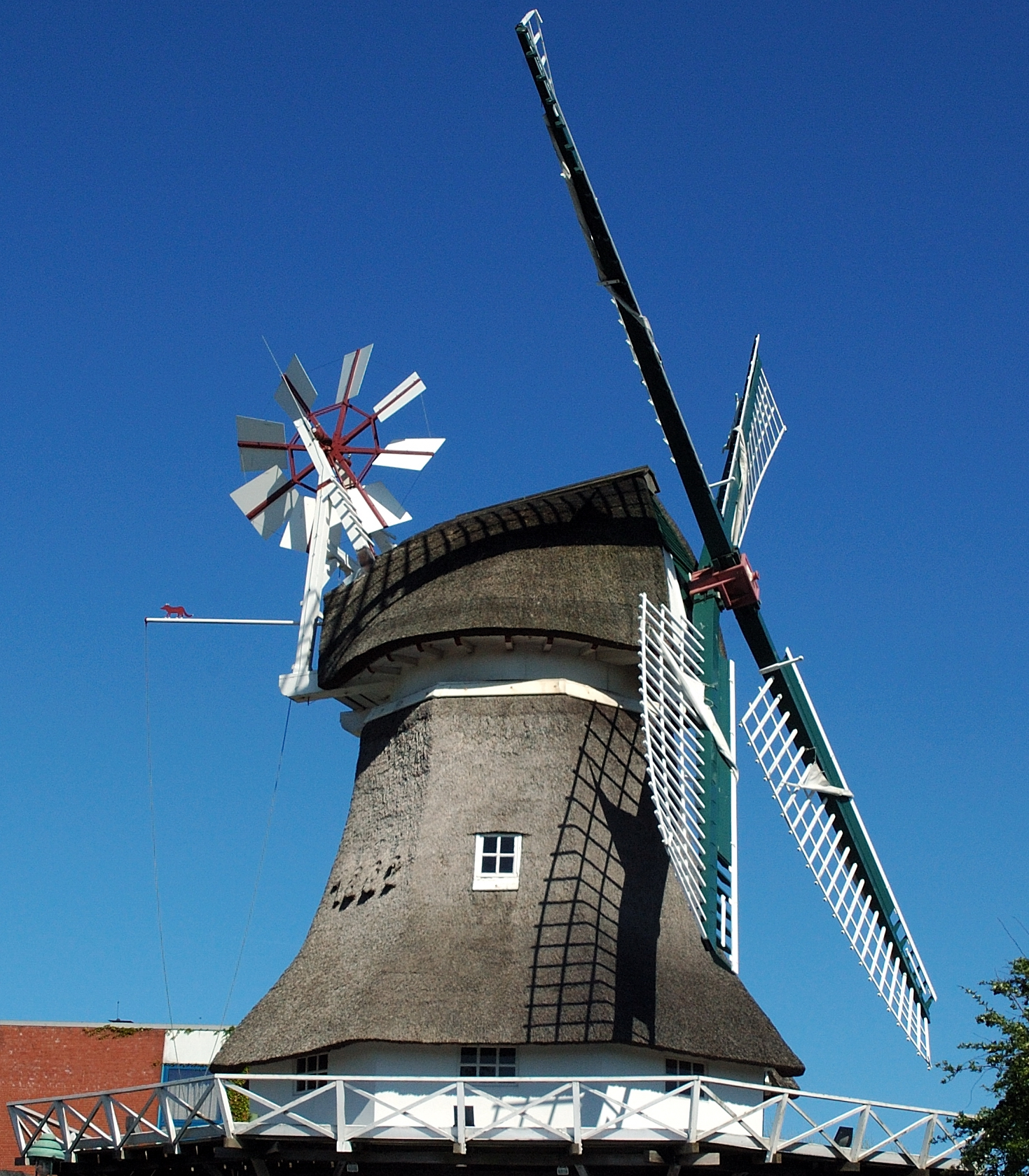
Inselwindmühle Selden Rüst

Inselwindmühle: Im Jahr 1862 wurde die einzige Inselwindmühle in Niedersachsen als Kornwindmühle in der Bauform eines einstöckigen Galerieholländers durch den aus Ostermarsch stammenden Müller Eilert Abben errichtet. Die Mühle steht als Bau- und Industriedenkmal unter Denkmalschutz und wird Selden Rüst genannt, was übersetzt selten ruhig bedeutet. Im 19. Jahrhundert konnten die beiden Mahlsteine täglich bis zu fünf Tonnen des auf der Insel angebauten Getreides (Weizen, Roggen und Gerste) für die Norderneyer Bäcker mahlen. Die reetgedeckte Mühle brannte nach Reparaturarbeiten am 24. April 1951 völlig nieder und wurde 1953 unter anderem durch Fördermittel des Heimatvereins Norderney wieder neu errichtet. Bis 1962 wurde in der Mühle Korn gemahlen. Letzter Müller war Ocko Luitjens Fleetjer. Im Jahr 1970 begannen Umbauarbeiten zu einem noch heute in der Mühle befindlichen Gastronomiebetrieb. Seit 2010 ist die Mühle ein ausgewiesener Standort der Niedersächsischen Mühlenstraße.
Schulgebäude: Eines der markantesten Gebäude im Norderneyer Stadtgebiet ist das dreigeschossige Schulgebäude. Es wurde am 15. Oktober 1900 als Central-Schulgebäude eingeweiht und bot den zu dieser Zeit 700 Schulkindern der Insel eine Lernstätte in Form einer Grund- und einer Mittelschule. Auf Geheiß des Schulrektors und späteren Bürgermeisters Jann Berghaus wurden ab 1903 die Privatschulen der Insel ebenfalls in dem großen Schulgebäude eingegliedert und untergebracht. Bis zum 1. Mai 1952 war das Schulgebäude das einzige der Insel, bis die heutige Kooperative Gesamtschule Norderney in den ehemaligen Kasernengebäuden an der Mühle eröffnet wurde. In den Jahren 2010/2011 wurde der Uhrenturm des mittlerweile unter Denkmalschutz stehenden Gebäudes einer Sanierung unterzogen. Mit dem Abbau des Turms wurde am 7. Juni 2010 begonnen. Die Kuppel erhielt eine neue Kupferverkleidung und eine Windrose mit einem Segelschiff.
Die Napoleonschanze, die mit dem angeschlossenen Schwanenteich zum erweiterten Kurpark im Stadtgebiet gehört, wurde zwischen 1811 und 1813 errichtet. Sie ist das älteste noch im Urzustand erhaltene Bau- und Kulturdenkmal der Insel. Am Rand der Schanze befindet sich auf einem Hügel ein Kriegerdenkmal für die im Ersten Weltkrieg von 1914 bis 1918 gefallenen Söhne der Insel. Der sogenannte Bismarck-Stein wurde von dem Bildhauer Hermann Hosaeus entworfen und gebaut.

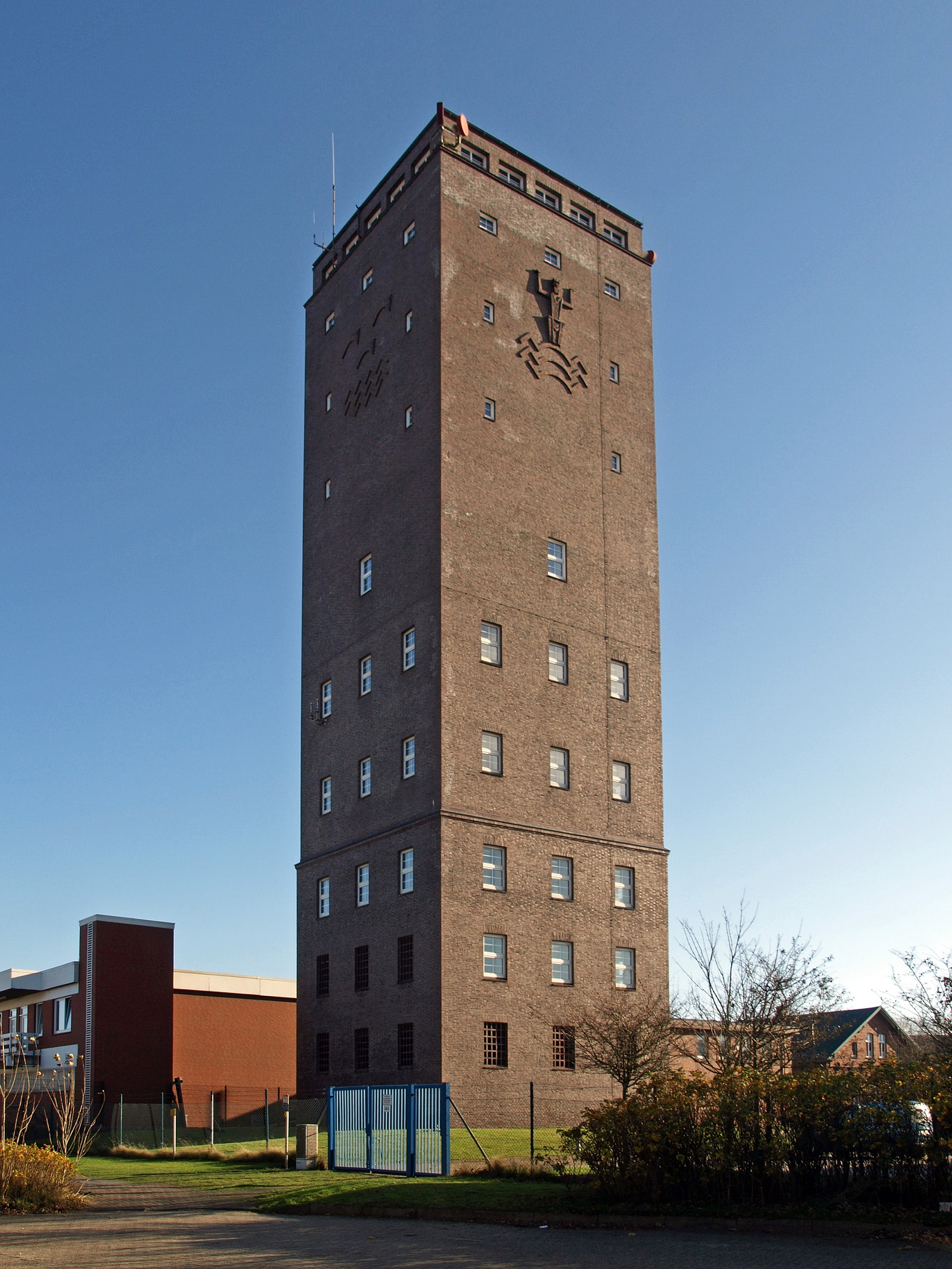
Wasserturm

Der 1929 nach Plänen des Auricher Baurats Eggerling errichtete und 1930 in Betrieb genommene Wasserturm am östlichen Stadtrand ist nach dem großen Leuchtturm das zweithöchste Gebäude der Insel. Er hat eine Höhe von 41,6 m und ist 11 m breit. Der Wasserturm kann wie der Leuchtturm besichtigt werden. In ihm befindet sich ein 500.000 Liter fassender Wassertank, der als Trinkwasserreservoir und Druckausgleichsbehälter der im Sediment der Insel befindlichen Süßwasserlinse dient. Ein Vorgängerbau des Wasserturms war von 1890 an einem Lüftungsturm an der südlichen Seite der Kapdüne. Dieser Turm hatte die Aufgabe das geförderte Trinkwasser mit Sauerstoff zu belüften, um schwefelhaltige Verbindungen im Wasser zu lösen.

### Sport

Vereinswappen des TuS Norderney

Norderney bietet viele Möglichkeiten, Sport auszuüben. Zu nennen ist in erster Linie das als Freizeitbad konzipierte und 1931 erstmals errichtete und mehrmals umgebaute Meerwasserwellenbad Die Welle. Nach einem erneuten Umbau wurde am 13. August 2005 das größte Thalassozentrum Deutschlands unter dem Namen bade:haus norderney eröffnet. Das bade:haus norderney verzeichnete im Jahr 2009 über 119.000 Besucher und bietet auf drei Ebenen eine moderne Meerwasserbade- und Saunalandschaft mit aerosolhaltiger Luft sowie Behandlungen mit Schlick und ein angeschlossenes Wellen- und Spaßbad. Daneben wird auf der Insel Windsurfen, Wellenreiten, Strandsegeln, Kitesurfen, Reiten, Beachsoccer, Tennis, Minigolf und Golf angeboten.
Die Norderneyer Rad- und Wanderwege haben eine Gesamtlänge von über 80 Kilometern. Zudem besteht ein Wegenetz von Reitwegen in den Dünen, die teilweise parallel zu den Rad- und Wanderwegen verlaufen. Daneben werden geführte Wattwanderungen von einheimischen Wattführern angeboten. Ausschließlich in den Wintermonaten wird der Norderneyer Volkssport – das Boßeln, Klootschießen genannt – ausgeübt. Ein erster Klootschießverein wurde Ende Januar 1913 auf der Insel gegründet. Die Spieler verschiedener Vereine gründeten 1963 die Norderneyer Klootschießergemeinschaft.
Der 1946 gegründete Turn- und Sportverein (TuS Norderney) e. V. bietet insgesamt 13 Sportarten für die Insulaner an, unter anderem Fußball, Volleyball, Tischtennis, Radfahren und Gymnastik. Mit rund 1400 Vereinsmitgliedern ist er der größte Verein der Insel Norderney und zugleich der größte Inselverein Deutschlands. Der Verein bringt seit 1977 ein jährliches Vereinsmagazin über das zurückliegende Sportjahr unter dem Namen Flutlicht heraus. Neben vier Tennisplätzen mit Aschebelag sowie dem Vereinsheim stehen auf dem Vereinsgelände eine 400 Meter Rundlaufbahn und ein wettkampfgeeigneter Fußballplatz zur Verfügung, auf dem die Fußballabteilung des Vereins die Heimspiele austrägt. Die erste Herren-Fußballmannschaft spielte in der Saison 2009/2010 aufgrund von Personalproblemen nach freiwilligem Abstieg aus der Kreisliga in der zweiten Staffel der 1. Kreisklasse/Kreis Aurich. Dort fand in der Saison 2009/2010 unter anderem das Duell gegen den TSV Juist statt. Zur Saison 2010/2011 stieg die Mannschaft, bedingt durch eine neue Klasseneinteilung des Spielausschusses, in die 1. Kreisleistungsklasse auf. Daneben gibt es in allen Sportarten Jugendabteilungen für Jungen und Mädchen. Auf den Sportstätten des Vereins können Norderneyer und Gäste von Mai bis September jeden Dienstag das Sportabzeichen erwerben. Der Fußballverein Werder Bremen nutzte die Sportstätten des TuS Norderney von Sommer 2001 bis Sommer 2012 unter dem langjährigen Trainer Thomas Schaaf regelmäßig, um während der Sommerpause seine Fußballprofis auf die anstehende Saison der 1. Fußball-Bundesliga vorzubereiten. Im Januar 2010 veranstaltete der KFC Uerdingen ein ähnliches Trainingslager als Saisonvorbereitung. Am 12. Juli 2010 trafen beide Mannschaften in einem Testspiel auf Norderney aufeinander. Im Juli 2014 war Eintracht Frankfurt mit Trainer Thomas Schaaf zur Vorbereitung auf der Insel. Zusammen mit der Stadtverwaltung Norderney hat die Athletikriege des TuS Norderney im Jahr 2010 sieben Laufsportwege konzipiert, die zwischen drei und 22 Kilometer lang sind und auf unterschiedlichen, farblich gekennzeichneten Routen durch die Stadt und über die Insel führen.
Der Segelverein Norderney (SVN) richtet jedes Jahr eine Segelregatta aus. Des Weiteren gibt es eine Segelschule auf Norderney. Ein Schießsportverein hat sein Vereinsgebäude am östlichen Stadtrand an der Meierei.

### Veranstaltungen

Logo des Filmfestes Emden Norderney

Das Internationale Filmfest Emden-Norderney ist mit etwa 22.000 Besuchern das größte Filmfest in Niedersachsen. Es wurde 1990 mit der Förderung durch den Regisseur Bernhard Wicki ins Leben gerufen und findet alljährlich acht Tage zwischen Ende Mai und Anfang Juni in der Seehafenstadt Emden und auf Norderney statt. Auf Norderney besuchten in den Jahren 2007 und 2008 mehr als 3000 Kinogänger die Filmvorführungen.
Die Sportveranstaltungen auf der Insel haben zum Teil nationale und internationale Bedeutung. Das White-Sands-Festival findet jedes Jahr am Pfingstwochenende statt. Die Veranstaltung zieht neben den Sportinteressierten auch viele Partygäste nach Norderney. So wurden 2008 zirka 60.000 Gäste gezählt; die Fährreederei richtete zum Transport 24 Fährverbindungen statt der üblichen acht pro Tag ein. Neben dem Deutschen Windsurf-Cup wird bei dieser Veranstaltung auch ein Beachvolleyball-Cup im Rahmen der German Beach Tour (früher Smart Beach Tour, Techniker Beach Tour) ausgetragen. Seit 1999 wird jeweils Anfang Juni der Beach-Soccer Junior Fun-Cup auf der Insel veranstaltet. Mit über 50 teilnehmenden Mannschaften ist er das größte Vereinsturnier des Landes Niedersachsen. Mit ihm werden die Landesmeisterschaften der C-, D-, E- und F-Jugend im Strandfußball ausgetragen. Ausrichter ist der TuS Norderney. Mit insgesamt 58 Mannschaften und rund 800 Teilnehmern fand vom 14. bis zum 16. Juni 2013 das 8. Kempa Beach-Handball-Turnier des TuS Norderney statt. Das Turnier findet am Ostbadestrand der Weißen Düne statt und erfreut sich wachsender Beliebtheit. Zum Vergleich, 2009 gingen 56 Mannschaften mit rund 650 Teilnehmern verschiedener Altersklassen an den Start. Bereits seit 1994 findet jeweils Ende Juli das Insel-Springen statt. Bei diesem Stabhochsprung-Meeting auf der Kurplatzwiese trifft sich die Weltelite des Stabhochsprungs. So nahmen schon Heike Henkel, Stefka Kostadinowa und Tim Lobinger, der das Inselspringen dreimal für sich entscheiden konnte, an dieser Veranstaltung teil. Bereits zum 22. Mal wurde am 17. Juli 2010 der Citylauf des TuS Norderney ausgetragen. Es handelt sich dabei um den größten Volkslauf auf einer Ostfriesischen Insel mit weit über 1000 Teilnehmern, die Strecken von fünf oder zehn Kilometern wählen können. Der Lauf führt an der Strandpromenade entlang und durch Teile der Innenstadt. Am 21. August 2010 fand der erste Insel-Triathlon Islandman vor rund 10.000 Zuschauern auf Norderney statt. Etwa 450 Teilnehmer gingen in fünf verschiedenen Wettkampfdistanzen an den Start. Jeweils im September eines Jahres veranstaltet der Reit- und Fahrverein Norderney seit 1960 ein Reitturnier und lädt zur Jagdwoche ein. Im November wird das Fußball-Alt-Herren-Turnier in der Turnhalle des TuS Norderney ausgetragen. Über den Jahreswechsel wird seit 1984 in der Turnhalle des TuS Norderney ein Fußballhallenturnier der Freizeitmannschaften durchgeführt. Traditionell am Neujahrstag findet am Weststrand das Neujahrsbaden statt. In der Konzertmuschel auf dem Kurplatz werden in den Sommermonaten Kurkonzerte aufgeführt. Die touristische Infrastruktur der Insel ist vielseitig gegliedert. Neben dem Inselkino gibt es ein Theater, in dem unter anderem das Inselmusical Hakenhand besucht werden kann sowie kulturelle Angebote für Freizeit, Bildung und Sport für alle Altersschichten.

### Vereine

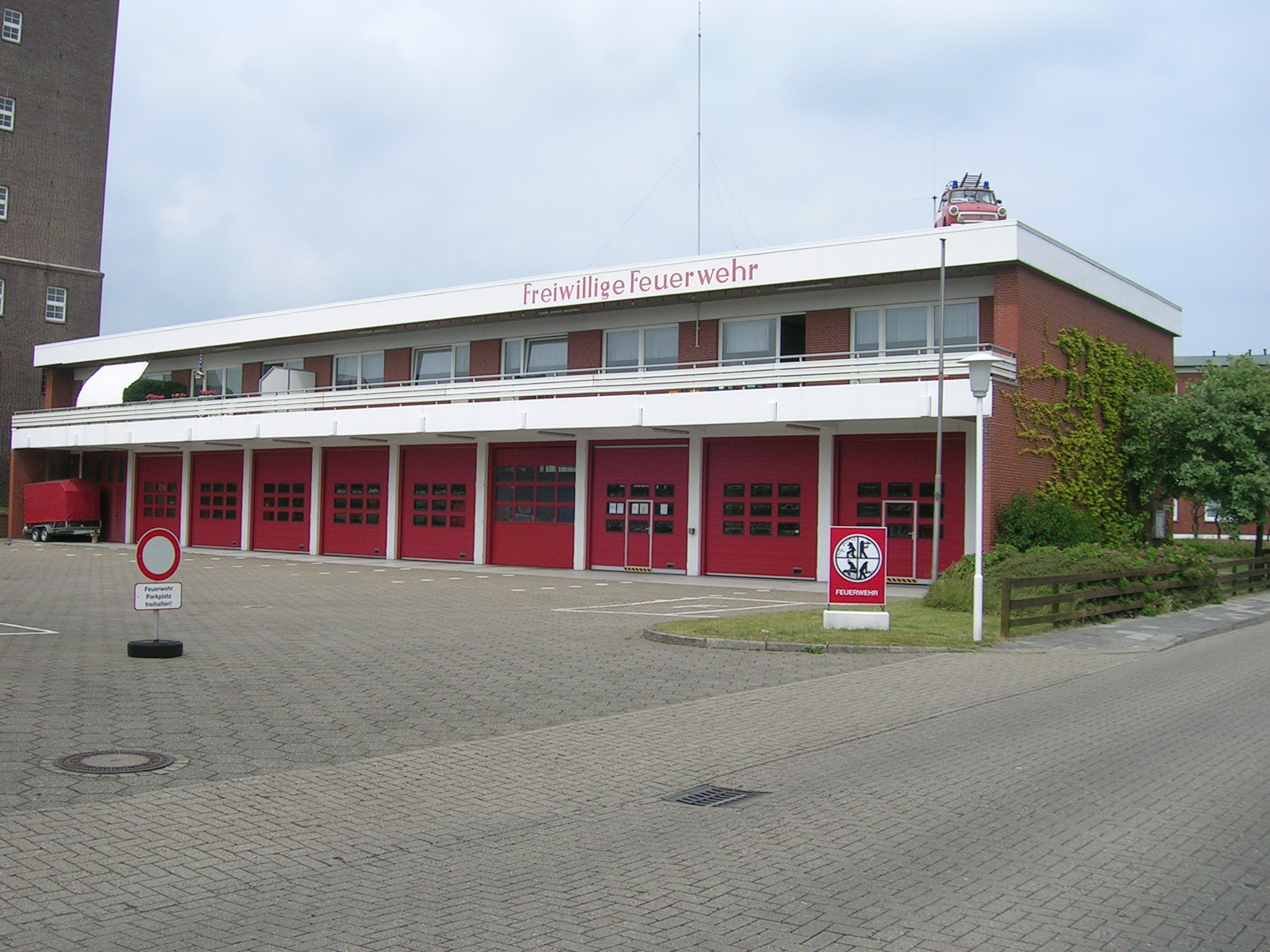
Gebäude der Freiwilligen Feuerwehr Norderney
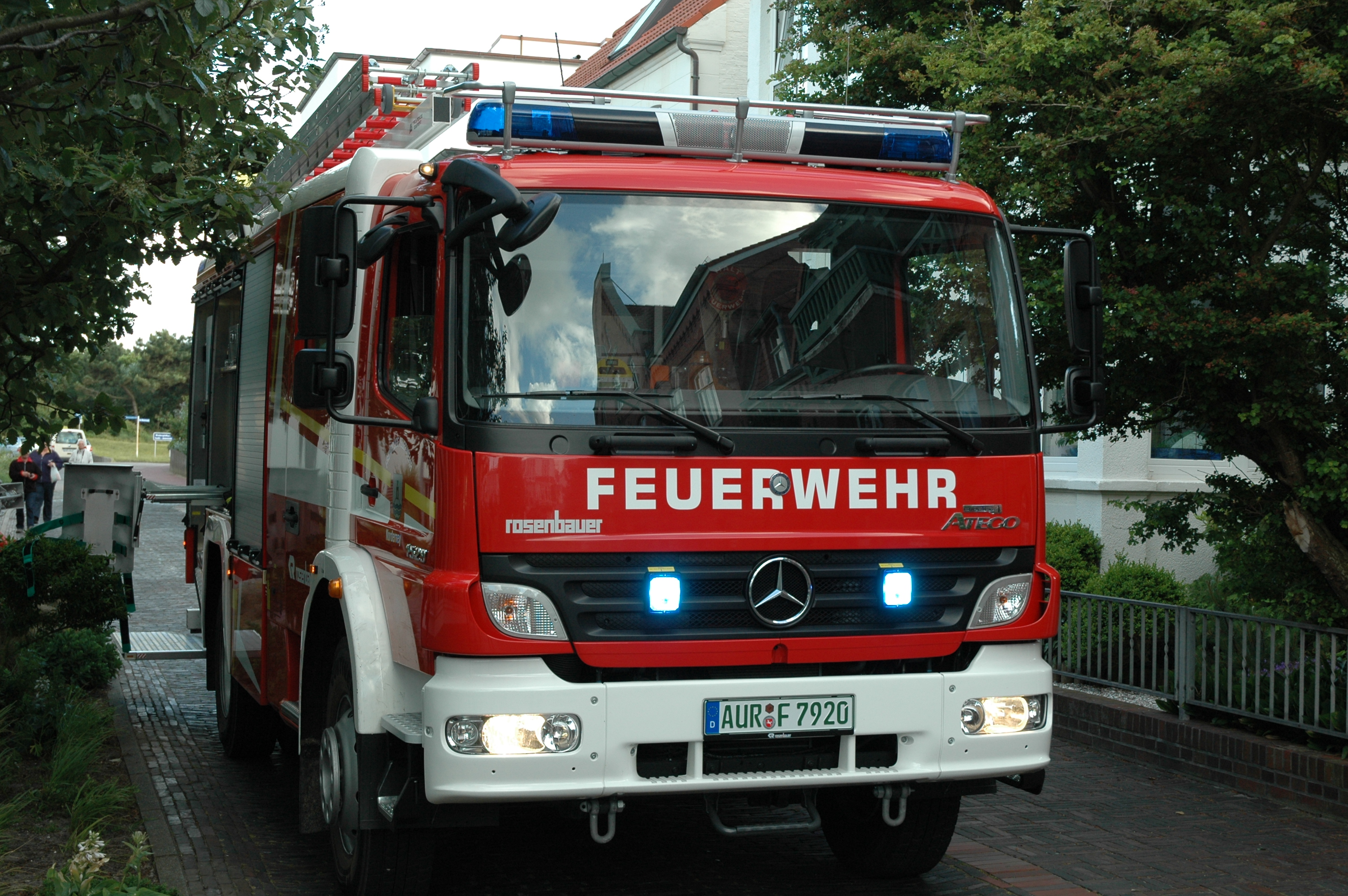
Das HLF 20/20 im Einsatz

Außer Sportvereinen gibt es auf Norderney eine Reihe gemeinnütziger Vereine, wie die Arbeiterwohlfahrt mit dem Kurzentrum in der Benekestraße. Weiterhin zu nennen sind die 2003 gegründete Bürgerstiftung, der Astronomische Arbeitskreis und der 1926 gegründete Heimatverein Norderney, dessen Bestreben es ist, Norderneyer Volksgut, Sitten und Gebräuche in Wort und Schrift zu erhalten.
Die Freiwillige Feuerwehr wurde nach einem Großbrand auf der Insel im Jahr 1884 gegründet. Sie besteht aus einem Löschzug, der über ein Tanklöschfahrzeug (TLF 4000), zwei Hilfeleistungslöschgruppenfahrzeuge (HLF 16-22), zwei Drehleitern (DLAK 23-12), ein Löschgruppenfahrzeug für den Katastrophenschutz (LF 20 KatS), ein Mannschaftstransportfahrzeug (MZF), einen Einsatzleitwagen (ELW 1) und einen Unimog als Löschgruppenfahrzeug (LF 8) verfügt. Zur Ausbildung zukünftiger Kräfte besteht seit 1992 eine Jugendfeuerwehr. Das 125. Jubiläum des Bestehens der Feuerwehr wurde am 17. Januar 2010 mit einem Festakt im Conversationshaus gefeiert.
Im August 2010 feierte der aus etwa 590 Mitgliedern bestehende Norderneyer Seglerverein sein 85-jähriges Bestehen.

### Kulinarische Spezialitäten
Der Norderneyer Seeluftschinken gilt heute als eine kulinarische Spezialität der Insel Norderney, obwohl es sich bei diesem Produkt um keine traditionelle Delikatesse handelt, sondern vielmehr um eine jüngere Vermarktungsinitiative. Der Vertrieb erfolgt über die Sauels AG mit Sitz in Tönisberg bei Kempen am Niederrhein.

## Religion

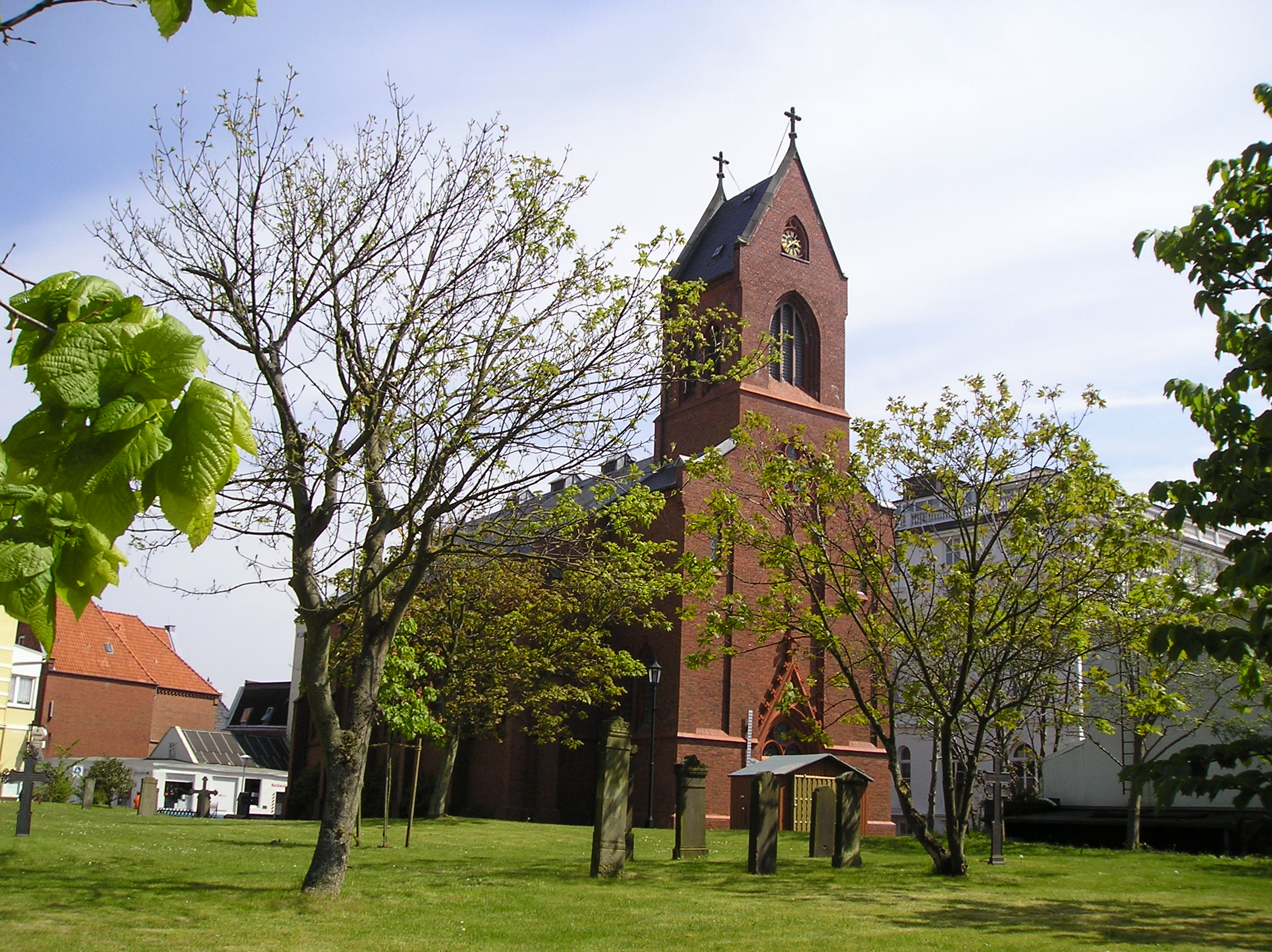
Evangelische Inselkirche mit altem Kirchhof (Friedhof)

### Christentum
Der Großteil der Norderneyer Bevölkerung ist protestantisch. Der Landkreis Aurich, zu dem Norderney zählt, gehört mit einem Anteil von etwa 85 Prozent zu den Gebieten in Deutschland mit dem höchsten Anteil von Lutheranern an der Gesamtbevölkerung. Norderney hat mit 3400 Mitgliedern die größte evangelische Kirchengemeinde im Kirchenkreis Norden. Sie ist Träger eines Inselkindergartens und des neuen Inselfriedhofs. Das Gemeindehaus Martin-Luther-Haus steht in der Kirchstraße gegenüber der evangelischen Inselkirche.

#### Evangelische Inselkirche

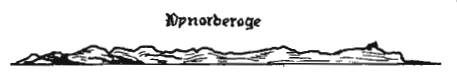
Reliefkarte der Insel Norderney (Nynorderoge) aus einem dänischen Segelhandbuch von 1568. Rechts ist die Inselkirche zu sehen. Die Reliefkarten, auch Vertoonungen, dienten der Peilung.

Über die Ursprünge des christlichen Glaubens liegen wenige Quellen vor. Das erste kirchenartige Gebäude der Insel Norderney entstand bereits kurz nach der Reformation im Jahr 1518, was aus einer Kirchenrechnung der Stadt Norden hervorgeht, wonach 500 Ziegelsteine für die Reparatur eines Kirchenbaus verwendet werden sollten. Dabei handelte es sich um ein einräumiges, rechteckiges Gotteshaus, dessen Innenraum etwa 50 Quadratmeter groß war. Es war auf dem Platz der heutigen evangelischen Inselkirche errichtet worden und bildete zusammen mit dem alten Friedhof den Mittelpunkt des Ortes. Das turmartige Gebäude konnte von den Inselbewohnern als Unterschlupf bei Gefahren wie etwa Sturmfluten oder durch Angriffe von Seeräubern benutzt werden. Auf der Seekarte von Sgrothenthum aus dem Jahr 1564 ist bereits ein höheres Gebäude im Westteil der Insel Nie Norderoghe verzeichnet. Nachdem die Kirche im Laufe der Jahrhunderte zur Seefahrerkirche für die stetig wachsende Einwohnerzahl ausgebaut worden war, entschied man sich 1878 für einen Neubau im neugotischen Stil. Das alte Gebäude aus Holz wurde durch einen Steinbau mit einem 25 m hohen Kirchturm ersetzt. Eingeweiht wurde die Kirche am 11. Juni 1879, dem Tag der goldenen Hochzeit des deutschen Kaiserpaares Wilhelm I. und Augusta, als neue Evangelische Inselkirche an der Kirchstraße. Eine Gedenktafel am Haupteingang erinnert an dieses Datum. Am 23. Mai 2008 wurde die durch Spendengelder finanzierte neue Orgel der Kirche feierlich eingeweiht. Sie wurde von Harm Dieder Kirschner erbaut, verfügt über 30 Register auf drei Manualen und Pedal und weist eine romantische Disposition auf.

#### Evangelische Waldkirche
Seit 1912 befindet sich im Inneren der Napoleonschanze die evangelische Waldkirche. Der damalige Inselpastor Christoph Friedrich Wilhelm Rieschel hatte die Idee, im Schutz des kleinen Wäldchens eine Naturkirche einzurichten. Auf der von den Erdwällen der Schanze umgebenen Fläche werden in den Sommermonaten von Juni bis August Gottesdienste gefeiert.
Daneben gibt es noch die evangelische Genezareth-Kapelle im Kinderkrankenhaus Seehospiz Kaiserin Friedrich, Benekestraße 27.

#### Evangelisch-Freikirchliche Gemeinde (Baptisten)
Auf Norderney gibt es seit 1988 einen Zweig der Evangelisch-Freikirchlichen Gemeinde mit Sitz in Norden. Die Veranstaltungen finden in der Genezareth-Kapelle des Seehospizes statt.

#### Römisch-katholische Inselgemeinde

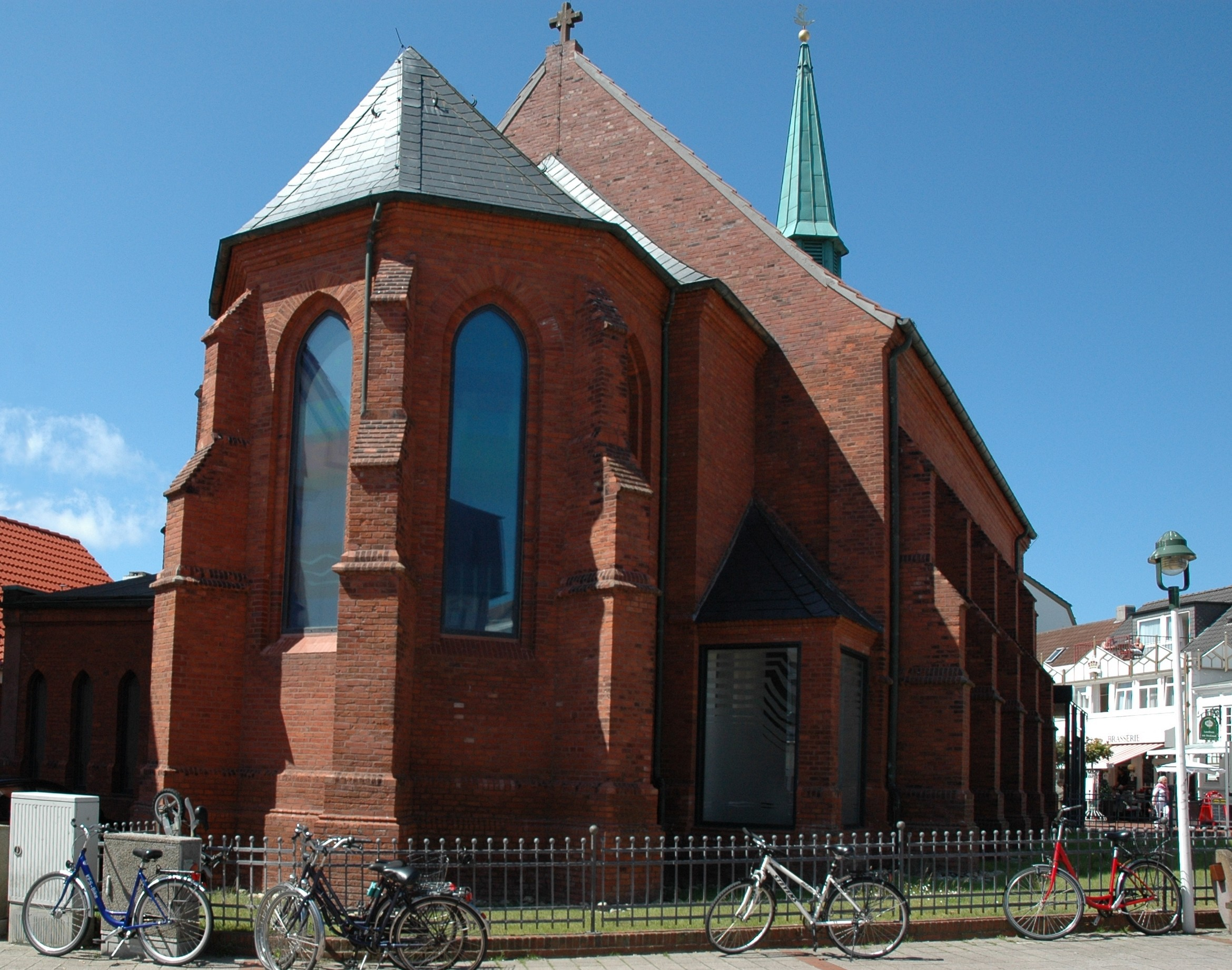
Katholische Inselkirche St. Ludgerus (weitere Bilder)

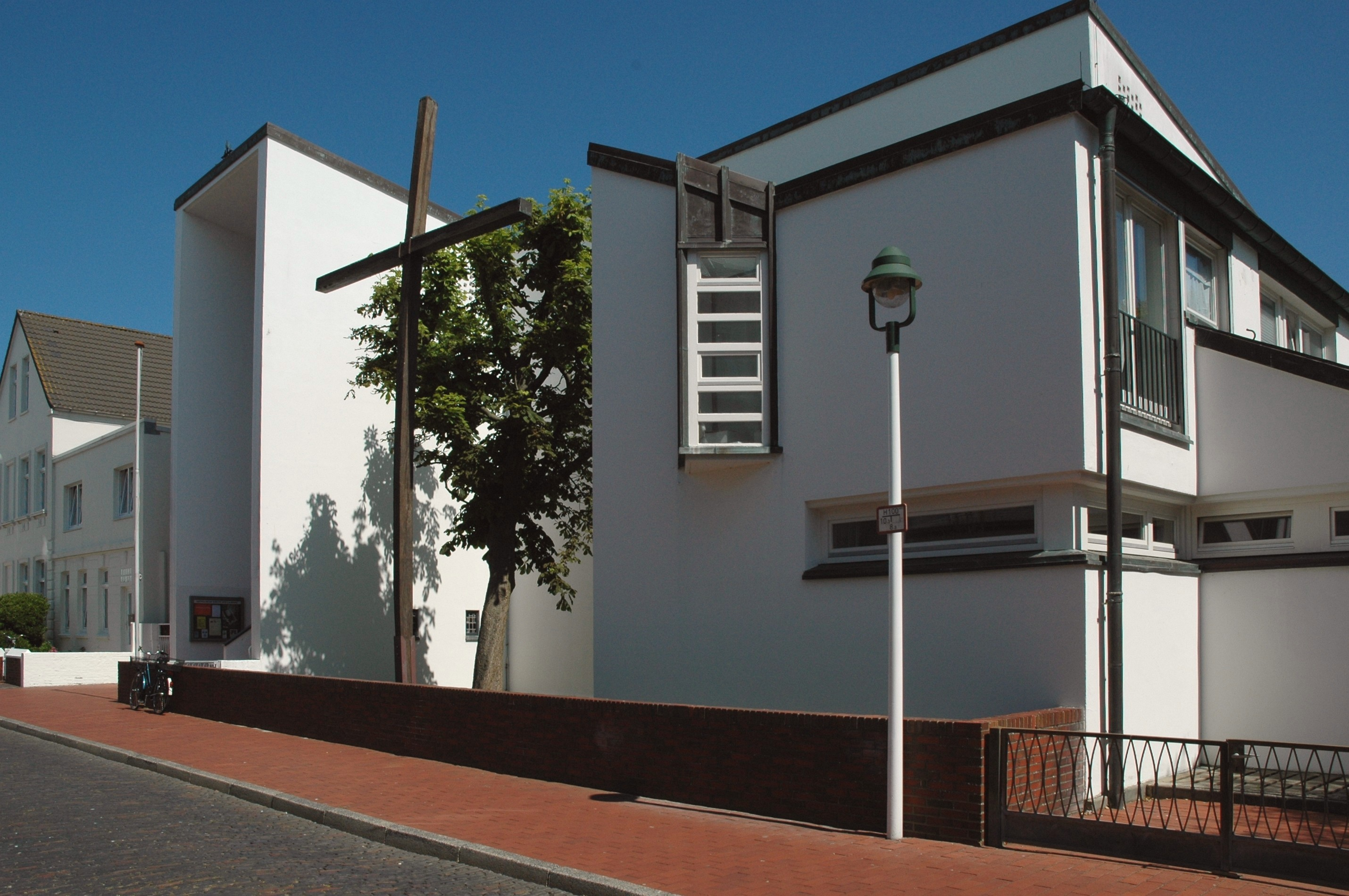
Katholische Sommerkirche Stella Maris (weitere Bilder)

Die römisch-katholische Kirchengemeinde ist nach dem heiligen St. Ludgerus benannt. Sie wurde, nachdem es seit der Reformation keine Katholiken auf der Insel gegeben hatte, 1884 neu gegründet und gehört zum Dekanat Ostfriesland im Bistum Osnabrück.
Die Anfänge der Gemeinde reichen ins Jahr 1840 zurück, als der Norder Pfarrer Heinrich Lackmann beim Bistum Osnabrück um einen Geistlichen für Norderney bat. Aufgrund der kurzen Badesaison und der geringen Zahl katholischer Inselgäste (um das Jahr 1850 etwa 100) wurde die Bitte abgelehnt. Ein Bauunternehmer aus Norden erhielt am 29. Mai 1883 den Auftrag, die Pfarrkirche St. Ludgerus im neogotischen Stil als Saalkirche zu errichten. Das Geld stammte größtenteils aus Spenden der katholischen Kurgäste, die immer zahlreicher auf die Insel strömten. Am 17. Juli 1884 wurde die Kirche geweiht. Zum 1. Januar 1909 wurde der erste Pfarrer auf Norderney eingesetzt, für den im Jahr 1912 an der Westseite des Kirchengebäudes ein eigenes Haus angebaut wurde. 1923 wurde die Kirchengemeinde Norderney zu einer selbstständigen Kuratiegemeinde, 1974 erhielt sie den Status einer Pfarrgemeinde. Bedingt durch den Zuzug von Heimatvertriebenen aus den deutschen Ostgebieten wuchs die Gemeinde in den Nachkriegsjahren zeitweise auf über 800 Mitglieder an. Die Zahl der katholischen Gemeindemitglieder lag im November 2014 bei 1156.
Das zweite Kirchengebäude der Kirchengemeinde St. Ludgerus ist die 1931 nach den Plänen des Architekten Dominikus Böhm im Stil der Neuen Sachlichkeit errichtete Kirche Stella Maris (Meeresstern) an der Goebenstraße. Konzipiert wurde das Gebäude zunächst als Sommerkirche für die katholischen Kurgäste und die in Erholungsheimen untergebrachten Kinder. Ein großes über dem Altar angebrachtes Gemälde von Richard Seewald trägt den Titel Stella Maris und zeigt mit Wellen, Schiffen und einem Leuchtturm maritime Motive. Seit einem Umbau im Jahr 1978, bei dem unter anderem eine Heizungsanlage eingebaut und die Raumaufteilung verändert wurde, wird das Kirchengebäude ganzjährig genutzt. In der größten katholischen Kirche Ostfrieslands finden 700 Besucher Platz. Am 13. Juni 2010 wurde eine neue, aus der Bremer Herz-Jesu-Kirche stammende Orgel in der Stella-Maris-Kirche eingeweiht. Der Gottesdienst wurde von NDR, RBB und WDR übertragen.
An der Roonstraße liegt auf dem Gelände eines Hotels eine kleine Marienkapelle. Sie gehörte zu einem von Ordensschwestern betriebenen Kinderkurheim. Das Hotel unterhält die Kapelle und den daran angeschlossenen Rosengarten weiter.

#### Sonstige Gemeinschaften
Die Neuapostolische Kirche hat ihr Gemeindezentrum seit 1955 am Südwesthörn. Sie gehört zum Ältestenbezirk Emden des Bezirks Norddeutschland der Neuapostolischen Kirche Deutschlands. Für ihre Zusammenkünfte unterhalten die Zeugen Jehovas einen Königreichssaal.

### Judentum

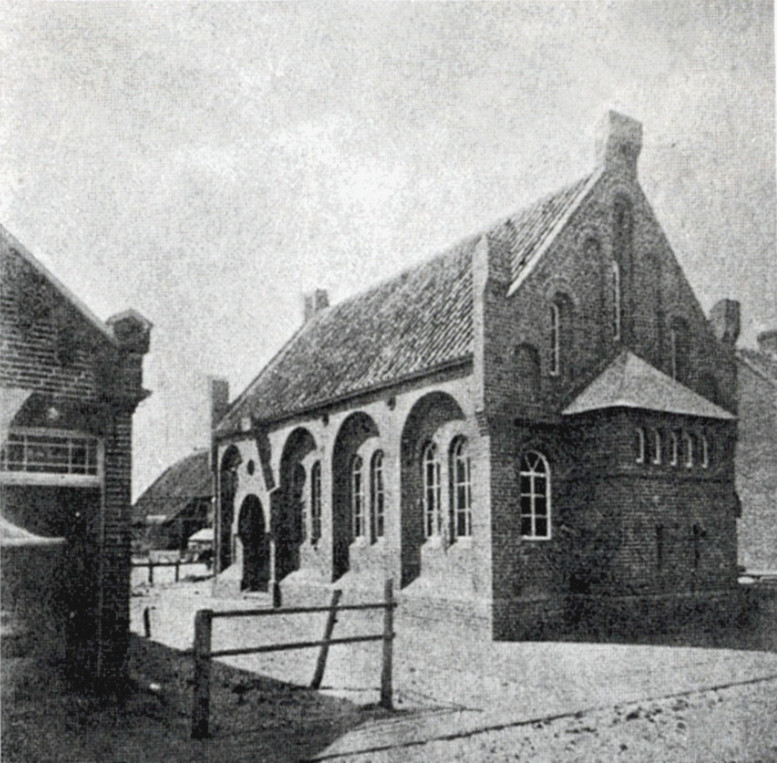
Die Norderneyer Synagoge um 1880

Mit der Entwicklung Norderneys zum ersten deutschen Nordseeheilbad wurde die Insel von einer größeren Zahl Juden besucht. In ihrem Gefolge ließen sich Juden aus Ostfriesland auf der Insel nieder, gründeten jedoch keine eigene Synagogengemeinde, sondern gehörten zu der Synagogengemeinde in Norden. Im Jahr 1878 wurde auf Sondererlass Kaiser Wilhelms I. für die vielen jüdischen Badegäste der Insel eine Synagoge als Ersatz für die zu klein gewordene Privatsynagoge der Familie Abraham von der Wall gebaut. Schon vor dem Ersten Weltkrieg galt Norderney als „reiches Judenbad“, ganz im Gegensatz zu den anderen Inseln, vor allem zu Borkum, auf denen sich der Bäder-Antisemitismus festsetzte. Von 1933 an sollte Norderney ein „deutsches“ Bad werden; damit setzte die Ausgrenzung und Deportation der auf der Insel sesshaften Juden ein. Am 14. Dezember 1933 bezeichnete sich Norderney als judenfrei. Die letzten beiden jüdischen Mitbürger verließen die Insel 1941. Nachdem während der Zeit des Nationalsozialismus immer weniger Juden auf die Insel gekommen waren, wurde die Synagoge, in der seit 1933 kein Gottesdienst mehr stattgefunden hatte, am 11. Juli 1938 an den Norderneyer Eisenwarenhändler Valentin für 3500 Reichsmark unter der Bedingung verkauft, alle Hinweise auf die Synagoge zu entfernen. Dieser Umstand bewahrte das Gebäude vor der Zerstörung in der Reichspogromnacht am 9. November 1938. Heute befindet sich ein Restaurant in dem Gebäude an der Schmiedestraße.

### Friedhöfe

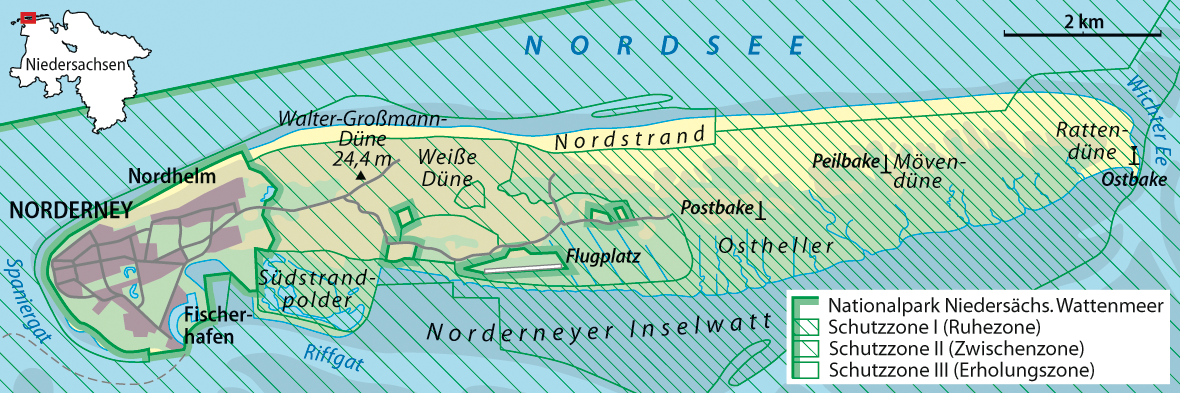
Übersichtskarte der Schutzzonen des Nationalparks Niedersächsisches Wattenmeer auf und um Norderney
----

Auf dem Gelände der evangelischen Inselkirche befindet sich der Friedhof der Kirchengemeinde Norderney, auf dem bis zum Jahr 1875 die Toten der Insel bestattet wurden. Einige Grabdenkmäler aus dem 19. Jahrhundert sind mit besonderen maritimen Ornamenten, wie zum Beispiel mit einem Segelschiff, versehen. Besonders hervorzuheben ist das gusseiserne Grabkreuz des 1864 gestorbenen Giovanni Velcich, einem der Gefallenen des Krieges zwischen dem Deutschen Bund und Dänemark sowie das Grabkreuz mit Umfriedung des 1872 verstorbenen Hillrich Jacobs Rass, welcher Kapitän der Yacht König Georgs V. von Hannover war. Dieser heute so genannte „alte“ Friedhof wurde 1876 durch den neu angelegten und größeren kommunalen Friedhof an der Jann-Berghaus-Straße abgelöst. Auf ihm steht die Auferstehungskapelle „Baptizatus sum!“.
| Stadtfläche Hellerfläche | Dünen Strand |

## Wirtschaft und Infrastruktur
Die Nutzbarkeit der Flächen um die Insel herum und auf ihr für gewerbliche Zwecke wird durch die Einrichtung von Schutzzonen stark eingeschränkt.

### Landwirtschaft
Im Gebiet östlich der Stadt Norderney wird noch Land- und Viehwirtschaft betrieben. Es handelt sich größtenteils um Pferdekoppeln und Weiden, auf denen in den künstlich angelegten Deichgroden unter anderem Galloway-Rinder gehalten werden. Insgesamt bewirtschaften im Mai 2007 acht landwirtschaftliche Betriebe eine Fläche von 147,3 Hektar. Im 19. Jahrhundert wurde versucht, auf den zahlreichen Salzwiesen Gerste und andere Getreidesorten anzubauen. Dies wurde aufgrund des mageren Ertrages, den der sandige Boden hergab, wieder eingestellt. Heutzutage werden auf Norderney wegen der Lage im Nationalpark keine Felder mehr landwirtschaftlich bestellt. Die Domäne Eiland wurde im Jahr 1929 als Bauernhof erbaut, um dort bis 1978 Milchwirtschaft zu betreiben. Aufgrund infrastruktureller Änderungen und Rückgängen im Ertrag wurde der Schwerpunkt auf den Tourismus gesetzt, so dass die Domäne heute als Campingplatz und Stellplatz für Reisemobile genutzt wird.

### Tourismus
| Jahr | Gäste   | Übernachtungen |
| --- | ------- | -------------- |
| 1994 | 167.229 | 1.412.263      |
| 1995 | 174.526 | 1.458.862      |
| 1996 | 172.579 | 1.420.908      |
| 1997 | 181.236 | 1.367.411      |
| 1998 | 177.468 | 1.326.151      |
| 1999 | 192.699 | 1.357.121      |
| 2000 | 198.969 | 1.423.210      |
| 2001 | 200.175 | 1.400.845      |
| 2002 | 195.551 | 1.352.894      |
| 2003 | 203.292 | 1.340.025      |
| 2004 | 201.869 | 1.290.362      |
| 2005 | 195.384 | 1.250.342      |
| 2006 | 203.439 | 1.245.452      |
| 2007 | 214.087 | 1.318.243      |
| 2008 | 221.094 | 1.325.420      |
| 2009 | 231.339 | 1.383.902      |
| 2010 | 234.361 | 1.380.225      |
| 2011 | 236.371 | 1.363.492      |
| 2012 | 234.739 | 1.370.617      |
| 2013 | 241.842 | 1.377.386      |
| 2014 | 248.997 | 1.397.451      |
| 2015 | 249.848 | 1.446.041      |
| 2016 | 265.368 | 1.541.082      |
| 2017 | 274.564 | 1.554.034      |
| 2018 | 273.850 | 1.561.646      |
| 2019 | 283.516 | 1.600.304      |
| In der Statistik erscheinen geöffnete Beherbergungsbetriebe mit mindestens 10 Betten und geöffnete Campingplätze mit mindestens 10 Stellplätzen |         |                |

Logo der Norderneyer Imagekampagne (1997–2011)

Schriftzug seit 2012

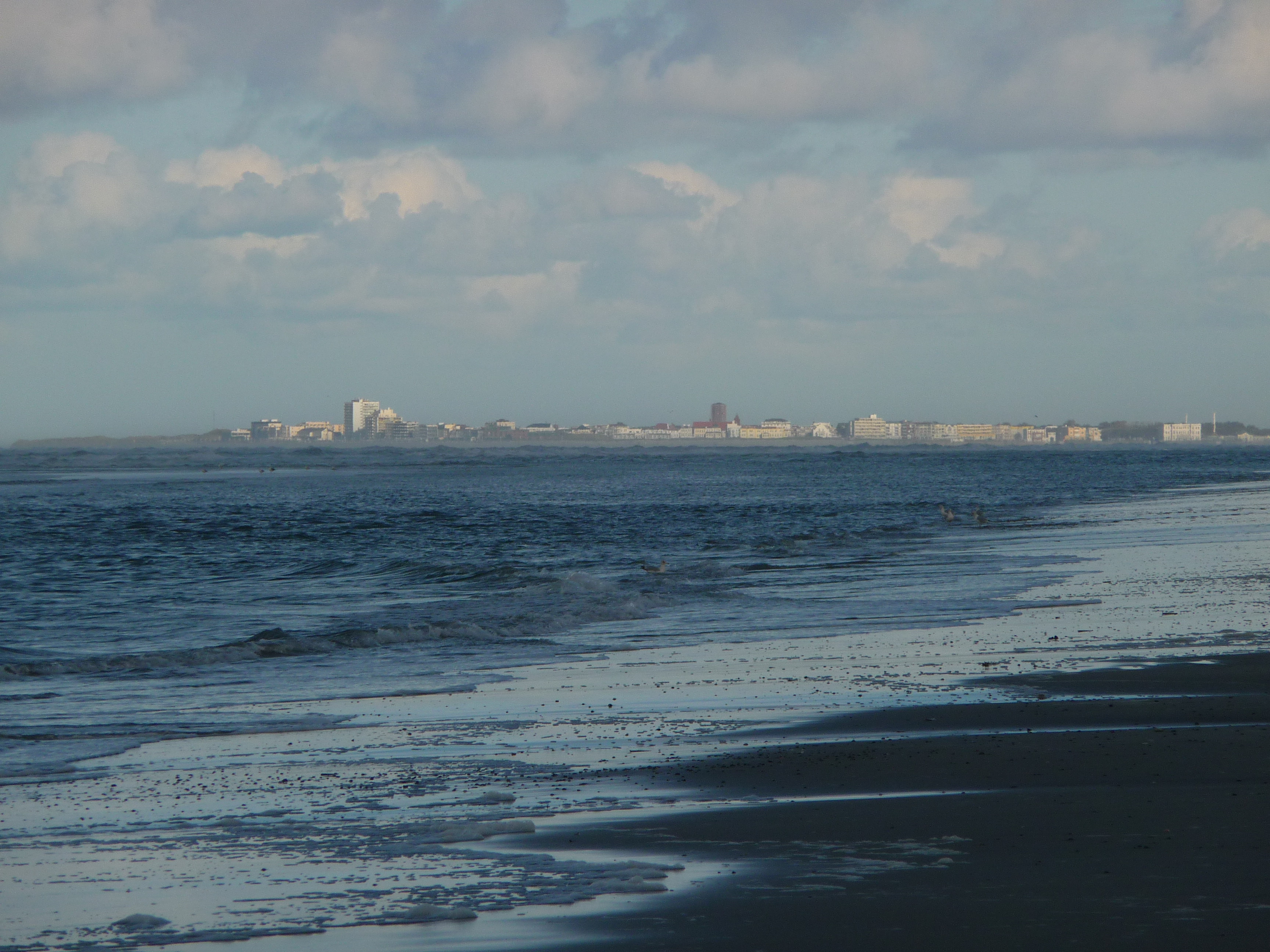
Die Silhouette der Stadt (hier von der Nachbarinsel Juist aus gesehen) …
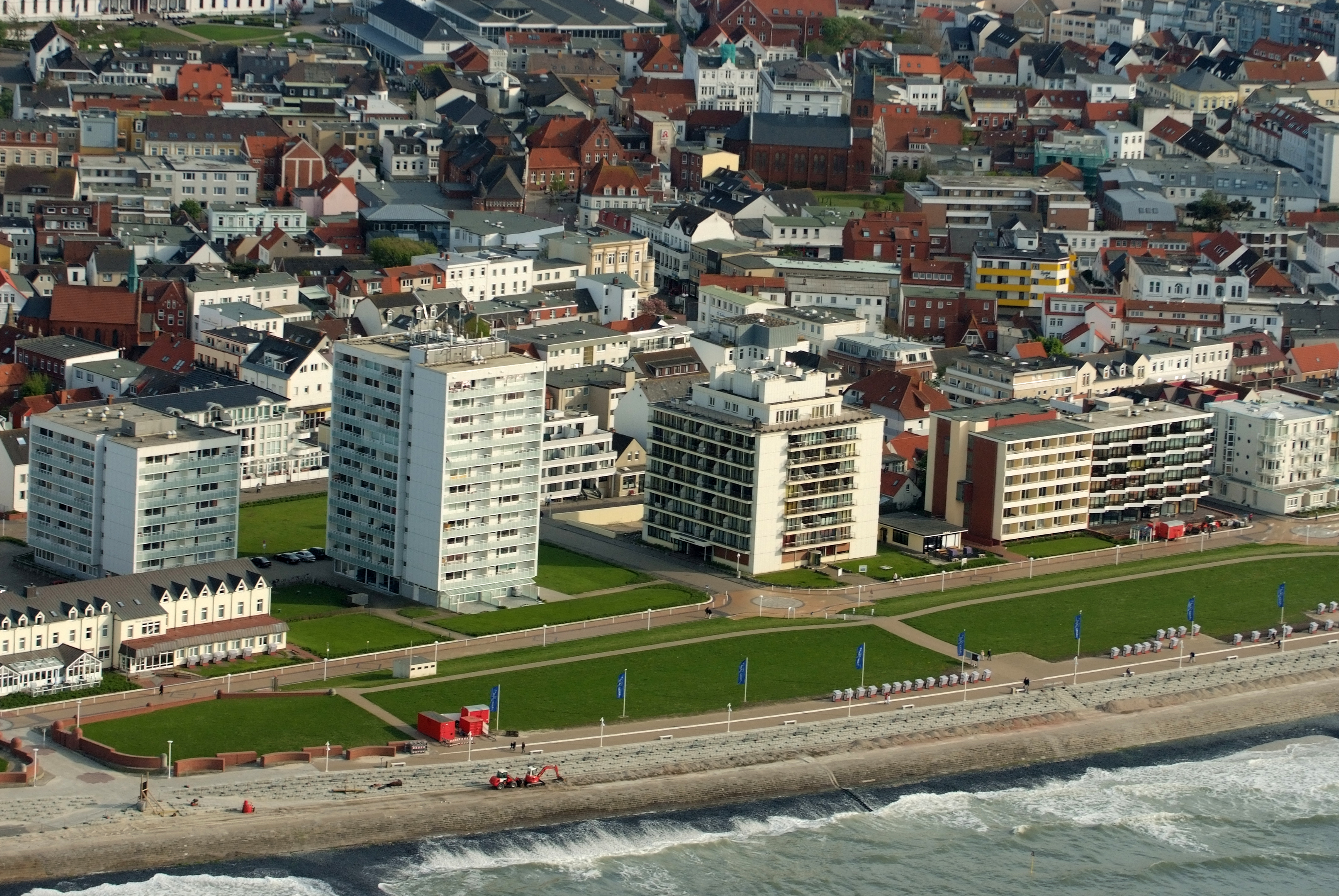
… ist von touristischer Infrastruktur geprägt.

Das Beherbergungs- und Gaststättengewerbe ist vom Beginn des 19. Jahrhunderts an und vor allem seit der Zeit der preußischen Herrschaft in den 1870er Jahren die Haupteinnahmequelle und die Existenzgrundlage eines Großteils der Inselbewohner. Nach dem Zweiten Weltkrieg begünstigte die weitgehend intakt gebliebene Infrastruktur einen rasanten Anstieg der Gästezahlen auf der Insel. Insgesamt waren 2006 56,2 % der Norderneyer Erwerbstätigen im Handel und Gastgewerbe beschäftigt. Im Jahr 2007 gab es auf der Insel durchschnittlich 8146 angebotene Betten in 523 Ferienwohnungen, 57 Hotels, 19 Ferienheimen, 56 Pensionen, 140 Privatzimmern, zwei DJH-Jugendherbergen und 330 sonstigen privaten Einrichtungen. Insgesamt hängen 1127 Betriebe direkt oder indirekt von der Beherbergungsbranche ab, davon 170 Dienstleister und 131 gastronomische Betriebe. Die Gesamtzahl der Gäste lag im Jahr 2007 bei 426.533, bei rund 3,1 Millionen Übernachtungen bedeutet dies einen durchschnittlichen Aufenthalt auf der Insel von 7,2 Tagen. Die Einnahmen der Kurabgabe überstiegen im Jahr 2009 zum ersten Mal sechs Millionen Euro. Die Kurverwaltung ist eine der wenigen deutschen kommunalen Touristikbetriebe, der Gewinne ausweist. Die Stadt Norderney erhebt im Gegensatz zu den anderen Inseln und den angrenzenden Festlandsgemeinden keine Fremdenverkehrsabgabe.
Von 1997 an präsentierten sich Stadt und Kurverwaltung Norderney im Rahmen der Imagekampagne mit einem einheitlichen Logo in Form eines stilisierten N in Printmedien und im Internet. Der Werbeslogan der Insel lautete Norderney: Hier will ich sein. Zur Saison 2012 wurde der Slogan in Meine Insel umgetauft und entsprechend neue Logos und Marketing-Ideen mit einem jährlichen Etat von 200.000 Euro umgesetzt. Ziel der Kurverwaltung ist, bis zum Jahr 2020 die bekannteste Thalasso-Insel Europas zu werden. Mit der NorderneyCard wurde im März 1997 ein elektronisches Kurkartensystem als Weltneuheit eingeführt. Dieses zu dieser Zeit in Deutschland einmalige System verbindet die Abrechnung des Kurbeitrags mit der Möglichkeit, die Inanspruchnahme der einzelnen Dienstleistungen und Kureinrichtungen über die Karte zu erfassen und abzurechnen. Eine Besonderheit ist der Einsatz der Karte für die Parkplatzreservierung in Norddeich und die Überfahrt mit den Fähren der Frisia-Reederei. Die NorderneyCard löste die bisherige Kurkarte ab und dient außerdem der statistischen Auswertung anonymer Nutzerdaten. Durch diese Auswertung der NorderneyCard verfügen Stadt- und Kurverwaltung über konkrete Gästezahlen, die die Bedeutung des Fremdenverkehrs für die Stadt hervorheben. Die Norderneyer Touristinformation ist im Conversationshaus am Kurplatz untergebracht und besteht aus der Service-Stelle für die NorderneyCard, einer Zimmervermittlung, der Strandkorbreservierung, einem Veranstaltungsbüro mit einer Vorverkaufsstelle für die Veranstaltungen im Kurtheater und im Conversationshaus.
Norderney ist zur touristischen Vermarktung der Insel der Marketingorganisation „Die Nordsee“ in Schortens beigetreten. Die Gesellschaft vertritt die sieben Ostfriesischen Inseln sowie 15 niedersächsische Küstenorte. Darüber hinaus ist die GmbH verantwortlich für die gemeinsame Pressearbeit, das Marketing, die Durchführung von Messen und Veranstaltungen, die Erstellung von Printmedien sowie die Klassifizierung von privaten Ferienunterkünften.

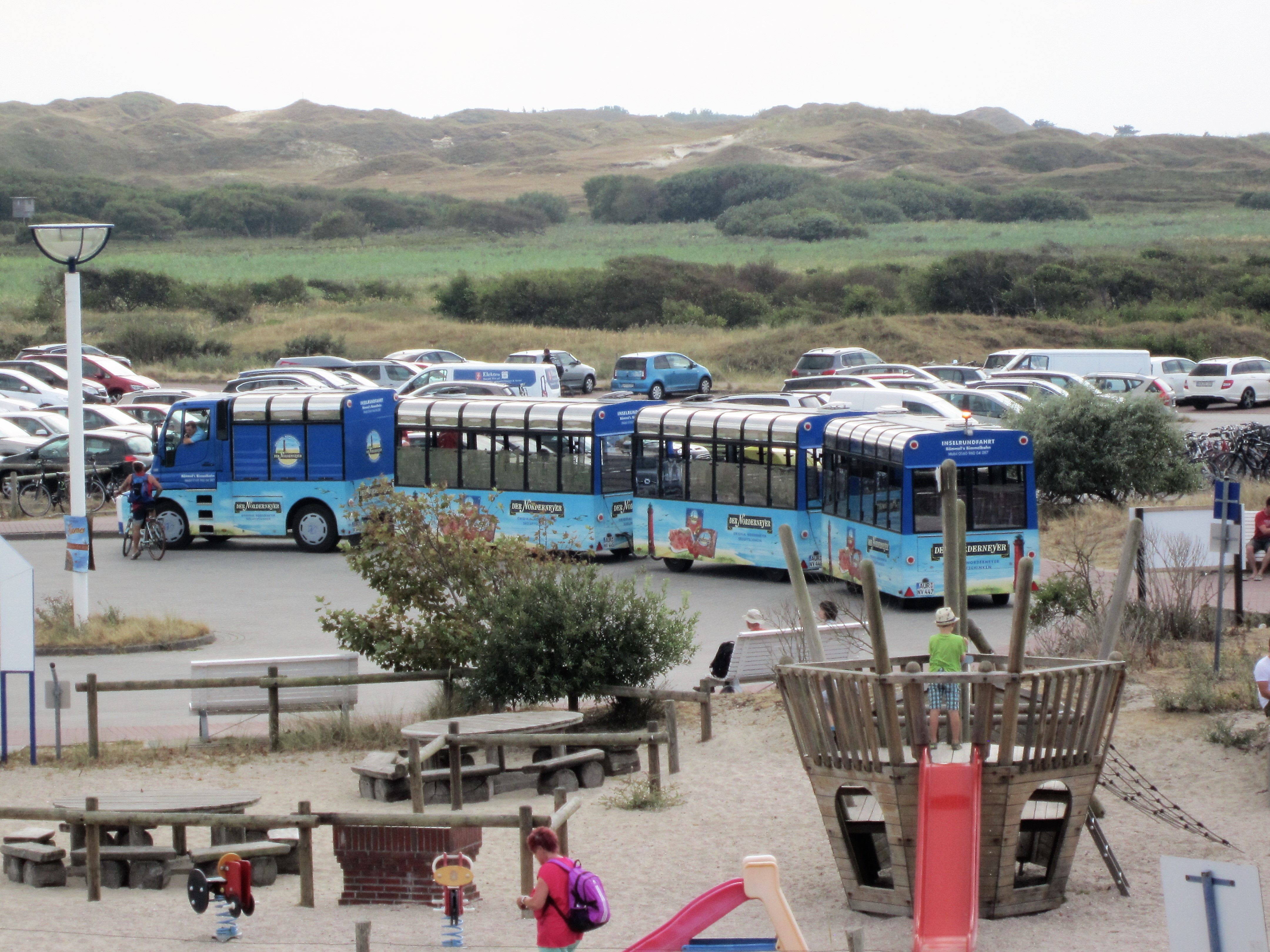
Zugeständnisse an die Bedürfnisse des Tourismus in der Schutzzone I in der nördlichen Inselmitte

Auf Norderney gibt es fünf Badestrände. Der Weststrand und der innerstädtische Nordstrand mit je einem bewachten Badestrand liegen am westlichen und nördlichen Rand des Siedlungskerns. Badewillige können außerhalb der zusammenhängenden Bebauung das Ostbad mit der Weißen Düne und den in der Inselmitte gelegenen Nordstrand mit einem FKK-Bereich und der „Oase“ (einer Strandgastwirtschaft) nutzen. Am Ausgang der Lippestraße wird vom Kreis Lippe ein bewachter Jugend- und Sportstrand unterhalten. An allen Stränden können Strandkörbe gemietet werden. Da zwei Drittel der Inselfläche zum Nationalpark Niedersächsisches Wattenmeer gehören und die unter der Insel befindliche Süßwasserlinse gegen übermäßige Wasserentnahme geschützt werden muss, wird von der Kur- und Stadtverwaltung auf den sanften Tourismus gesetzt, um diese Bereiche der Insel nach Möglichkeit weitgehend sich selbst zu überlassen, sofern eine zu stark zunehmende Kaninchenpopulation in den Dünen nicht Gegenmaßnahmen zur Stabilisierung des Sandes erforderlich macht.
In Eigeninitiative des Astronomischen Arbeitskreises Norderney wurde der Planetenpfad angelegt. Entlang des Wanderweges Alter Postweg von der Stadt in Richtung Leuchtturm finden sich hier die Modelle der neun Planeten des Sonnensystems vor der im Jahr 2006 durch die Internationale Astronomische Union beschlossene Definition, die mit Informationstafeln versehen sind. Der Maßstab der Entfernungen beträgt 1:2 Milliarden, so dass der Abstand der Erde zur Sonne 75 Meter beträgt; der Maßstab der Planeten beträgt 1:1 Milliarde, so dass die Sonnenscheibe 1,4 Meter Durchmesser hat; die Gesamtlänge des Lehrpfades beträgt rund zwei Kilometer.
Ein beliebtes Ausflugsziel befindet sich auf der Othelloplate an der äußersten Ostspitze der Insel. Dort liegt seit Januar 1968 das Wrack des letzten ostfriesischen Schillsaugers (Boot für die Muschelernte) Pionier im Sand. Mit diesem Schiff wurde um die Jahreswende 1967/1968 versucht, den seit dem 2. Dezember 1967 auf einer Sandbank festsitzenden Heringslogger AE 60 Ministerialrat Streil zu befreien. Der Logger kam aus eigener Kraft frei, der Schillsauger strandete jedoch. Eine Befreiungsaktion des Schillsaugers schlug im März 1968 fehl, so dass das Schiff aufgegeben wurde.

### Bildungswesen
Neben einer Frühförderungsgruppe und dem evangelisch-lutherischen Kindergarten Am Kap am östlichen Ortsrand mit 114 Kindern beherbergt (Stand November 2010), gibt es eine Grundschule und eine Kooperative Gesamtschule. Für die Erwachsenenbildung werden Kurse der Kreisvolkshochschule Norden angeboten. Es gibt neben einer Stadtbibliothek ein Stadtarchiv, das seit 1982 hauptamtlich geleitet wird. Im Jahr 1976 wurde durch Initiative der Aktionsgemeinschaft Jugendzentrum Norderney e. V. ein selbstverwaltetes Jugendzentrum auf der Insel gegründet. Seit 1999 ist die Stadt Norderney Träger der Einrichtung. Wie das Stadtarchiv befindet sich das Jugendzentrum im „Haus der Begegnung“ an der Mühle. Das Jugendzentrum dient als Treffpunkt der Norderneyer Jugendlichen zwischen zwölf und 21 Jahren. Neben der Möglichkeit Freizeitaktivitäten in den Aufenthaltsräumen des Gebäudes auszuüben werden über die Einrichtung beispielsweise Fahrten zum Festland und weitere Aktivitäten angeboten.

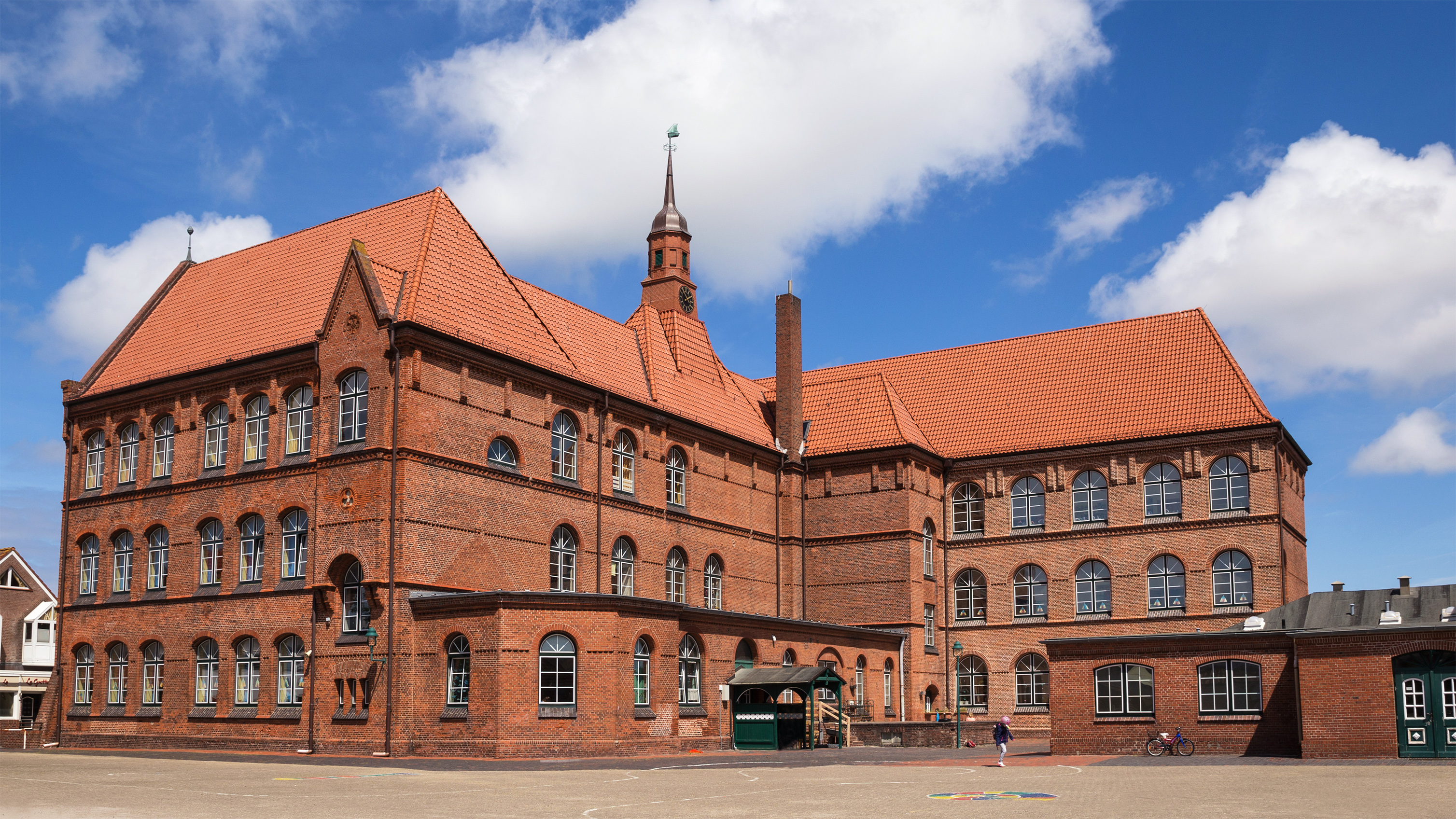
Grundschulgebäude

Auf Norderney bestand bereits im Jahr 1704 die erste Schule, in der der Inselpastor die Schüler unterrichtete. Die heutige Grundschule ist mit den Klassen 1 bis 4 im Centralschulgebäude (im Jahr 1900 als Volksschule erbaut) untergebracht. Die weiterführende Kooperative Gesamtschule (KGS) mit den Klassen 5 bis 10 wurde ab dem 1. Mai 1952 in einem Gebäude der ehemaligen Kasernensiedlung der Wehrmacht in unmittelbarer Nähe der Inselmühle eingerichtet. Sie bietet die Sekundarstufe I mit einem Haupt-, einem Realschul- und einem Gymnasialzweig auch mit Ganztagsbetreuung an. In beiden Norderneyer Schulen werden über 200 Schüler unterrichtet (Stand 2008). Um das Abitur zu erlangen, steht den Schülern nach der 10. Klasse das Niedersächsische Internatsgymnasium in Esens, das Ulrichsgymnasium in Norden oder die Berufsbildenden Schulen Norden (Conerus-Schule) mit einem Fachgymnasium für Wirtschaft sowie einem Fachgymnasium Gesundheit und Soziales zur Verfügung. Seit 1969 existiert der Förderkreis Norderneyer Schulen e. V., ein gemeinnütziger Verein, der unter anderem bedürftigen Familien finanzielle Mittel zur Beschaffung von Lernmitteln und Schulbüchern zur Verfügung stellt. Der Förderkreis gibt seit 1981 jährlich das Schuljahrbuch heraus.

### Verkehr

#### Linienfährverbindung

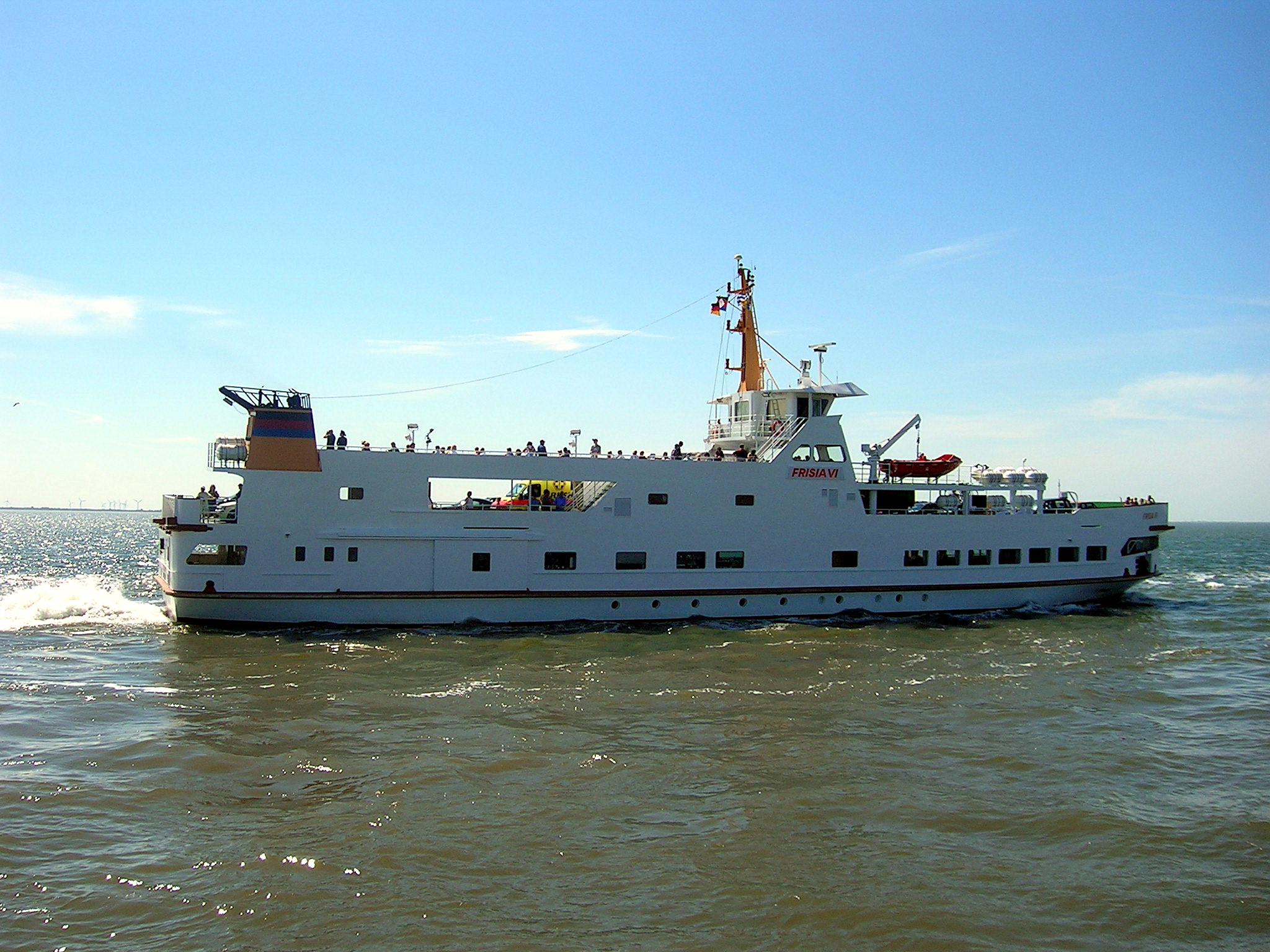
Auto- und Personenfähre Frisia VI der AG Reederei Norden-Frisia

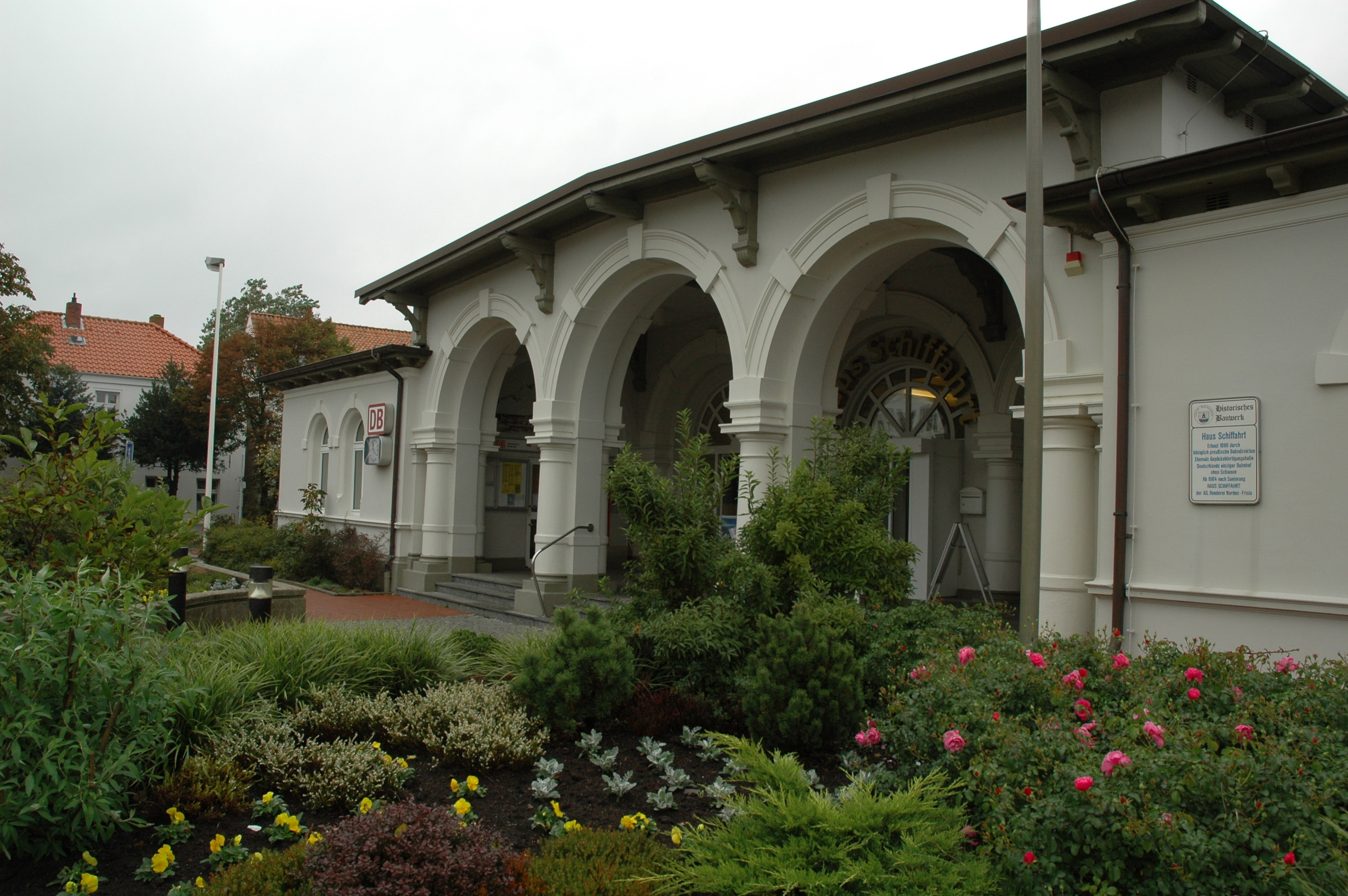
Haus Schiffahrt vor dem Umbau zum HS2

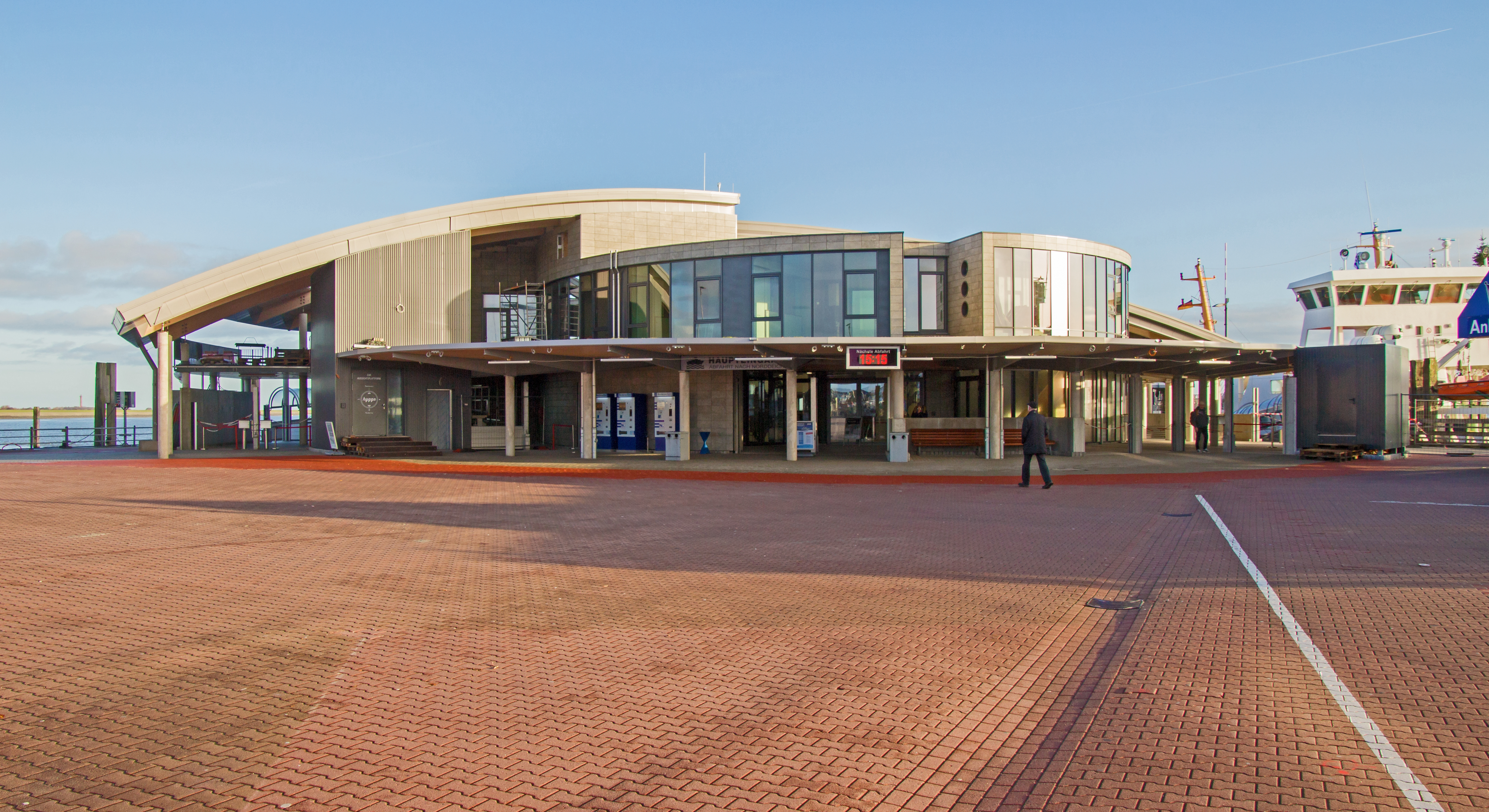
Neues Haus Schiffahrt am Hafen

Vom Hafen Norddeich Mole ist die Insel mit den fünf eingesetzten Frisia-Autofähren der Reederei Norden-Frisia im Linienverkehr tidenunabhängig in knapp 50 Minuten zu erreichen. Die Reederei Norden-Frisia wurde im Jahr 1917 nach Fusion der Dampfschiffsreederei Norden und der Neuen Dampfschiffs-Reederei Frisia zur Aktiengesellschaft Reederei Norden-Frisia gegründet. Anders als bei der Fährverbindung zur Insel Juist kann Norderney mehrmals am Tag angesteuert werden. Der Grund dafür ist, dass die für die Schifffahrt benutzten Fahrrinnen Busetief und Hohe Plate mehrmals jährlich durch Bagger von angeschwemmten Sedimenten befreit werden. Die größtenteils durch Strömungsverhältnisse gebildete Wattfahrwasserrinne bleibt somit bei Niedrigwasser für die Schifffahrt passierbar. Der Fahrplan der Fähren wird saisonal angepasst und ist an den Fahrplan der Bahn vor allem für den Verkehr auf der Bahnstrecke Rheine–Norddeich Mole in und aus Richtung Münster/Ruhrgebiet gebunden. In den Sommermonaten gibt es einen Fahrplan mit kürzeren Taktzeiten mit bis zu 14 Fahrten täglich zur Hauptreisezeit. Befördert wurden im ersten Halbjahr 2004 825.000 Personen und insgesamt 180.000 Kraftfahrzeuge, wonach die Verbindung Norddeich-Mole/Norderney (nach der Vogelfluglinie, mit im Jahr 2010 rund 350.000 Lkw, 1,6 Millionen Pkw und 6,2 Millionen Passagieren) die zweitwichtigste deutsche Fährverbindung ist. Vergleichszahlen aus dem Jahr 2009 ergeben 1,976 Millionen Fahrgäste und rund 146.500 Pkw-Beförderungen.
Im ursprünglichen, nahe dem Ortskern gelegenen, Haus Schiffahrt, konnten bis 2017 Ausflugsfahrten gebucht sowie mitgeführte Fahrzeuge für die Rückfahrt angemeldet werden. Ebenso befand sich hier ein personenbedienter Fahrkartenverkauf der deutschen Bahn sowie ein DB-Fahrkartenautomat. Das Gebäude wurde im Jahr 1896 als Gepäckabfertigungshalle der königlich preußischen Bahndirektion erbaut und war das einzige Bahnhofsgebäude Deutschlands ohne Gleisanschluss. 2017 hat die Reederei ein neues Terminal direkt am Molenkopf von Norderney in Betrieb genommen, welches optisch einer Düne nachempfunden wurde. Das Gebäude, ausgestattet mit Restauration und einer Dachterrasse, wurde am Hafen auf ehemaligen Freiflächen errichtet und ersetzt sowohl die bisherigen, für das gestiegene Touristenaufkommen zu klein gewordenen Wartehallen, als auch alle bisherigen Funktionen des Haus Schifffahrt, wie Reederei-Verwaltung, Fährticketverkauf und DB-Schalter. Folgerichtig wurde auch der Namenszug des „Haus Schiffahrt“ auf das neue Gebäude transferiert. Das alte Gebäude wurde über ein Jahr umgebaut und dann im Frühjahr 2019 unter dem Namen „HS2 Passage Norderney“ als Mini-Mall neu eröffnet.
Die Nachbarinseln Juist, Baltrum, Langeoog, Spiekeroog und die am Ostende Norderneys befindliche Seehundsbank werden mit Ausflugsschiffen der Reederei Cassen-Tours, einer Tochtergesellschaft der Fährreederei Norden-Frisia, angefahren. Auch die etwa 70 Kilometer (etwa 42 Seemeilen) entfernte Insel Helgoland wurde angesteuert. Der Hochgeschwindigkeits-Katamaran MS Polarstern der Wilhelmshaven-Helgoland-Linie (WHL) gehörte bis zum Verkauf im November 2008 der AG Ems und fuhr unter anderem von Emden nach Helgoland über Norderney. In die Schlagzeilen geriet der Katamaran, als es am 5. August 2008 bei einer Fahrt von Helgoland nach Borkum vor Norderney bei schwerem Seegang zu einem Zwischenfall kam, bei dem das Schiff beschädigt wurde und Insassen verletzt wurden. Aufgrund des enormen Energieverbrauchs und der hohen Unterhaltungs- und Beförderungskosten wurde der Katamaran verkauft. Ende 2006 geschah dies auch mit dem Katamaran Cat No. 1 der Reederei Norden-Frisia.
Das weltweit erste seetaugliche Schiff mit Elektroantrieb soll ab September 2024 acht Mal täglich zur Insel pendeln. Die Fahrzeit verkürzt sich mit dem Katamaran, der einen geringen Tiefgang von nur 1,2 Metern aufweist, von 50 auf 30 Minuten. Im gleichen Zeitraum lädt das Schiff in der Spitze mit einer Leistung von 1800 Kilowatt auf, die vom bereits errichteten, größten Ladepark Niedersachsens bereitgestellt werden.

#### Individualverkehr
Borkum und Norderney sind die einzigen der Ostfriesischen Inseln, auf denen private Kraftfahrzeuge fahren dürfen. Sie sind mit einer Plakette gekennzeichnet. Im Jahr 2001 waren auf Norderney 1760 Kfz zugelassen. Gäste können ihre Autos für die Dauer des Aufenthalts auf Norderney entweder in Norddeich in dafür vorgesehenen Garagen oder auf Parkplätzen abstellen oder sie auf die Autofähre mitnehmen. Auf Norderney stehen neun kostenpflichtige Parkplätze zur Verfügung, davon zwei große Kurzzeit- und ein Langzeitparkplatz. Der Kfz-Verkehr ist seit 1953 während der Monate April bis Oktober (im Normalfall vom Anfang der Oster- bis zum Ende der Herbstferien) und zwischen Weihnachten und Neujahr (Winterferien) saisonal bedingt stark eingeschränkt, um die Kurgäste vor Verkehrslärm zu schützen. Das Stadtgebiet der Insel wird in der Saison für den Individualverkehr in drei Verkehrszonen eingeteilt. Die Zonen I und II sind der Stadtkern, die Verkehrszone III umfasst die Straßen der Insel am Stadtrand bis zur Linie Deichstraße, Karl-Rieger-Weg und Lippestraße (welche bereits außerhalb der Zone III liegen). Im restlichen Inselgebiet, also im Wesentlichen dem Hafengelände, dem Gewerbegebiet und den Straßen in Richtung Inselosten, bestehen keine entsprechenden Beschränkungen. In die Zone I und II darf mit dem Auto nach dem Anlegen der Fähre gefahren werden, um das Gepäck auszuladen, danach muss das Fahrzeug auf einem der Stellplätze geparkt werden. In den Zonen I und II ist das Fahren mit Kraftfahrrädern nicht erlaubt, in der Zone III nur von 8 bis 20 Uhr. Bei der Abreise darf das Fahrzeug wiederum nur vom Parkplatz zur Unterkunft und von dort zum Hafen gefahren werden (Ausnahmegenehmigung von einer Stunde). In der Verkehrszone III gilt ein Tempolimit von 30 km/h oder 50 km/h sowie seit 1958 ein Nachtfahrverbot von 20 Uhr abends bis 6 Uhr morgens. Innerstädtisch, in den Zonen I und II, gilt die Höchstgeschwindigkeit von 30 km/h.
Der komplette Ostteil der Insel (ab Parkplatz Ostheller) liegt in der Ruhezone des Nationalparks Niedersächsisches Wattenmeer und darf weder mit dem Kfz noch mit dem Fahrrad befahren werden. Fußgänger dürfen die markierten Wanderpfade am Strand, in den Dünen und an der Wattseite nicht verlassen, damit die Tier- und Pflanzenwelt nicht gestört wird.

#### Schienenverkehr
Zwischen 1915 und 1947 fuhr die normalspurige Inselbahn Norderney, die jedoch primär für die Marine verkehrte.

#### Öffentlicher Personennahverkehr
Der Öffentliche Personennahverkehr (ÖPNV) ist auf Norderney bedarfsgerecht ausgebaut. Neben Omnibussen stehen für die Personenbeförderung Taxis zur Verfügung. Insgesamt gibt es fünf Buslinien: Die Linien 1, 2 und 3 befördern Fahrgäste auf unterschiedlichen Routen zwischen Hafen, Stadt und zurück. Die Abfahrtszeiten der Busse am Hafen sind auf den Fahrplan des Fährverkehrs der Reederei Norden-Frisia abgestimmt. Bei Bedarf werden zusätzliche Fahrten eingesetzt. Die Linie 5 verkehrt zwischen dem Busbahnhof am Rosengarten in der Stadt, dem Leuchtturm und der Weißen Düne. Die Linie 6 nimmt den gleichen Verlauf wie die Linie 5, allerdings vom Hafen aus.
Der außerdem fahrende NC-Bus (NorderneyCard-Bus) ist zwischen Innenstadt (Haltestelle Rosengarten am Kurhotel) und dem Stadtteil Nordhelm unterwegs. Diese Verbindung ist eine Serviceleistung der Norderneyer Stadtverwaltung, die mit gültiger elektronischer Kurkarte (NorderneyCard) im Vergleich zum normalen Fahrpreis etwas kostengünstiger ist.
Nach den Plänen der SPD-Fraktion im Stadtrat soll der ÖPNV auf der Insel langfristig ausgebaut und die vorhandenen Busse durch abgasarme Fahrzeuge ersetzt werden.

#### Flugverkehr

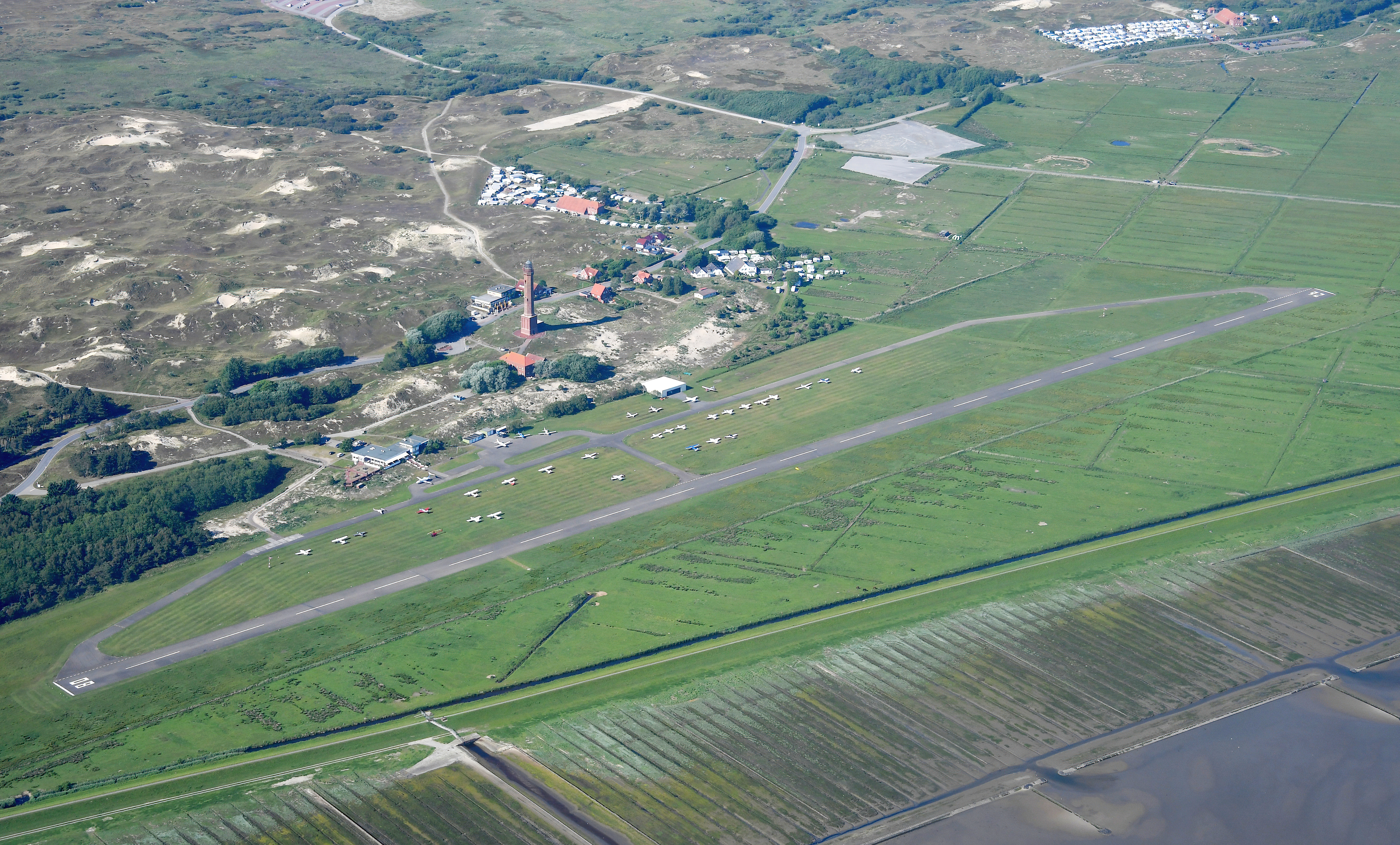
Flugplatz

Norderney besitzt auf der Inselmitte in der Nähe des Leuchtturms einen gut ausgebauten Verkehrslandeplatz für die allgemeine Luftfahrt mit einer 1000 Meter langen Asphaltlandebahn. Mit Linien- und Charterflügen von Air Hamburg, FLN Frisia-Luftverkehr, Luftverkehr Friesland Harle und OLT Express werden Ziele in Schleswig-Holstein, auf den anderen ostfriesischen Inseln sowie auf dem niedersächsischen Festland erreicht.

### Offshore-Windpark

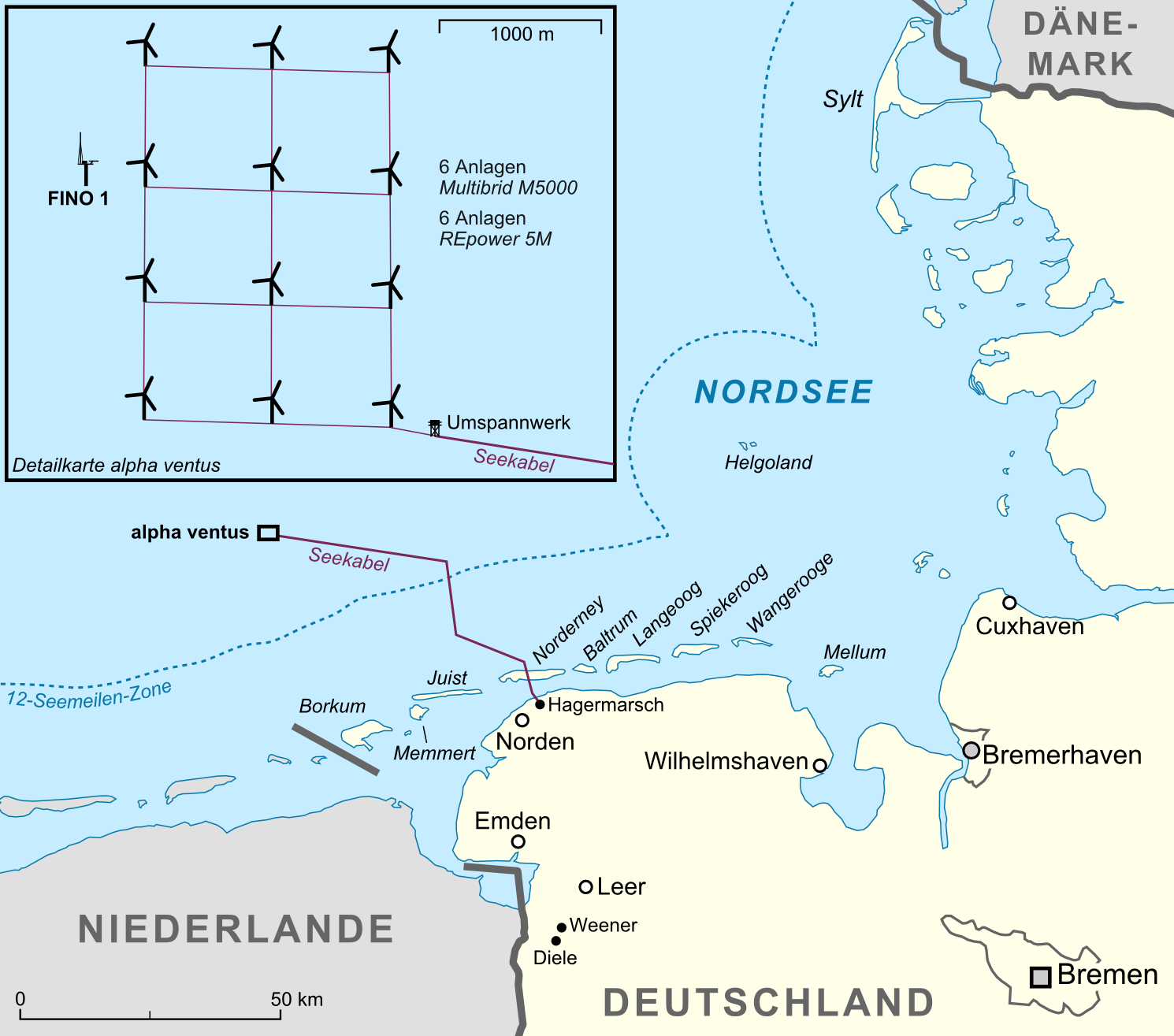
Übersichtskarte des Offshore-Windparks alpha ventus in der Nordsee

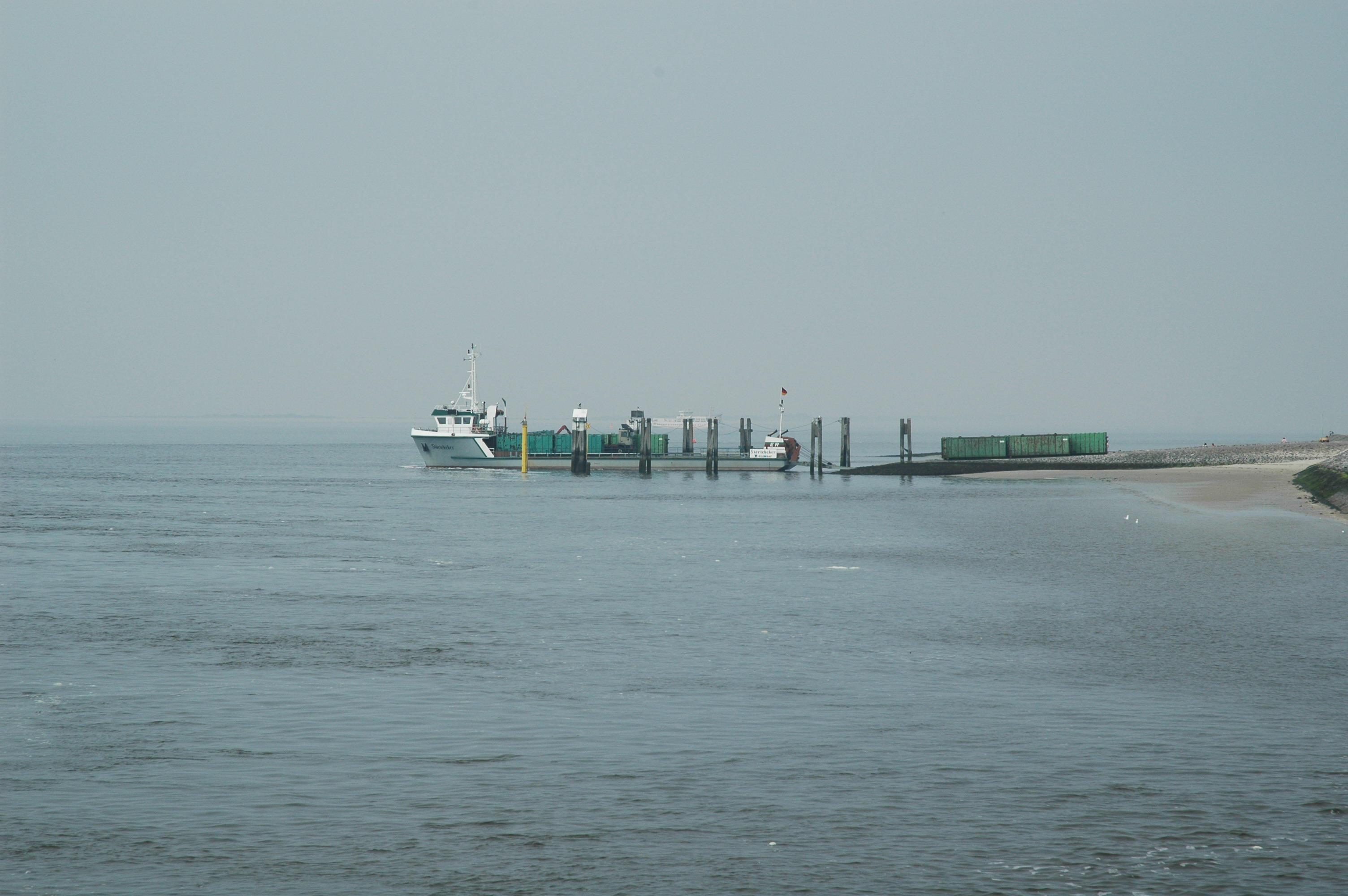
Das Entsorgungsschiff Störtebeker – hier am Güterfähranleger in der Nähe des Weststrandes – übernimmt Ver- und Entsorgungsfahrten zwischen Norddeich-Mole und Norderney

Im September 2006 wurde durch das Bundesamt für Seeschifffahrt und Hydrographie (BSH) der erste Offshore-Windpark im deutschen Teil der Nordsee Gode Wind genehmigt. Die Bauherren des Projekts waren E.ON, Vattenfall und die in Oldenburg ansässige EWE AG, die bereits das Norderneyer Versorgungsnetz betreibt. Das Projekt wurde in Offshore-Windpark alpha ventus umbenannt und rund 33 Kilometer nordwestlich von Norderney weitere Windenergieanlagen der 5-MW-Klasse errichtet. Der Offshore-Windpark erbringt eine Nennleistung von rund 400 Megawatt. Die Einspeisung des erzeugten Stroms in das Netz am Festland geschieht über eine Kabeltrasse, die auf einer Länge von 1,5 Kilometern durch die Inselmitte Norderneys führt.
Gegen die Planungen für die Kabeltrasse unter der Insel und durch das sich südlich der Insel erstreckende Watt regte sich im Vorfeld der Bauarbeiten Widerstand, da befürchtet wurde, die Verlegung des Kabels durch das Wattenmeer und die Insel beeinträchtigte die natürlichen Bodenverhältnisse. Die Arbeiten wurden deshalb von Spezialisten begleitet, die die Einhaltung der hohen Umweltschutzauflagen kontrollierten. Dennoch stieß das Projekt bei Umweltschutzorganisationen wie dem BUND, Greenpeace und WWF auf Kritik.

### Energie- und Wasserversorgung
Ab 1914 wurde Strom vom Torfkraftwerk Wiesmoor aus per Seekabel auf die Insel geleitet und in das Stadtnetz eingespeist. Das 5-kV-Seekabel wurde im Jahr 1953 durch zwei im Wattboden verlegte Kabel mit je 20 kV ersetzt. Seitdem wird die Stromversorgung der Insel über ein Umspannwerk bei Norddeich geregelt. Die Seekabel wurden 1998 altersbedingt ausgetauscht; zusätzlich wurde ein weiteres Kabel verlegt. Das Stromnetz hat auf der Insel eine Gesamtlänge von 150 Kilometern mit 51 Umspannstationen und gehört den Stadtwerken Norderney. Auf der Insel wird eine Fläche von 10 Quadratkilometern mit Strom versorgt. Als Pilotprojekt des ehemaligen Bundesministeriums für Forschung und Technik wurden 1986 am Klärwerk zwei Windenergieanlagen der Firma Enercon aufgebaut, mit denen bis 1992 die Erzeugung von Strom durch Windkraft getestet wurde. In der Solarbundesliga lag Norderney 2010 bundesweit auf Platz 544 und im Landkreis Aurich auf Platz 1.
Nachdem bereits 1888 einzelne Hoteliers auf der Insel ihre Hotels mit Strom versorgten, richtete die Königliche Badeverwaltung 1889 ein Kraftwerk ein, um die Kurhausbetriebe und die Strandpromenade mit gasbetriebenen Leuchten zu versehen. Seit 1966 ist die Insel über zwei Gaspipelines, die durch das Wattenmeer verlegt wurden, vom Festland aus an das Gasnetz angeschlossen. Die Länge des Gasnetzes auf der Insel beträgt 81 Kilometer mit über 1980 Hausanschlüssen.
Die autarke Wasserversorgung der Insel Norderney wurde ab 1884 durch den preußischen Regierungsrat in Auftrag gegeben. Als Grundlage dienten die Erkenntnisse aus dem Entwässerungs- und Wasserversorgungs-Project im Inseldorfe Norderney zwischen 1885 und 1887. Im Jahr 1888 wurden der erste Brunnen errichtet, der das in der Süßwasserlinse im Sediment der Insel befindliche Wasser fördert. Zusätzlich wurde das erste Kanalisationsnetz nach dem Vorbild der Danziger Kanalisation gebaut und eine zentrale Trinkwasserversorgung geschaffen. Das Kanalnetz zur „Entwässerung und Wasserversorgung im Inseldorfe Norderney“ war 1889 zehn Kilometer lang. Heute erfolgt die Wassergewinnung über die beiden Wasserwerke Ort und Weiße Düne, in denen das aus 30 Brunnen geförderte Wasser aufbereitet wird. Der Wasserturm dient mit seinem 500.000 Liter fassenden Wasservorratsbehälter als Gegendruckanlage für das Wasserversorgungsnetz. Die Süßwasserlinse hat ein Fassungsvermögen von 33 Millionen Kubikmetern. Die Entnahmemenge beträgt jährlich etwa 900.000 Kubikmeter.
1989 wurde auf Norderney ein gasbetriebenes Blockheizkraftwerk in der Nähe des Weststrands errichtet, um Belastungsspitzen im Stromverbrauch vorzubeugen. Mit ihm werden das Schwimmbad und sonstige Einrichtungen der Stadt beheizt, unter anderem das Conversationshaus und Gebäude der Stadtverwaltung. Neben dem Blockheizkraftwerk werden drei Heizzentralen für die Nahwärmeversorgung betrieben, die öffentliche Gebäude, und die Wohnungen der Norderneyer Wohnungsgesellschaft (WGN) mit Wärme sowohl für die Heizung als auch zur Warmwasserbereitung versorgen. Daneben gibt es noch andere Bereiche im Stadtgebiet, die mit Nahwärme versorgt werden. In erster Linie handelt es sich um städtische Gebäude, wie das Krankenhaus, die Schule, das Altersheim und Gebäude der städtischen Wohnungsbaugesellschaft. Als Pilotprojekt wurde 2007 eine Solarthermie-Anlage auf dem Dach des städtischen Bauhofes am Gorch-Fock-Weg installiert, die an das Nahwärmenetz der Insel angeschlossen ist.
In der Telekommunikation wurden auf Norderney alle Elemente moderner Kommunikationstechnik eingerichtet. Ein durch das Wattenmeer verlegtes Telefonkabel aus der ersten Hälfte des 20. Jahrhunderts wurde 1983 von der Bundespost gegen ein Breitbandkabel ausgetauscht, das digitale Übertragungen für Telefon (ISDN) und Internet (DSL) ermöglicht. Daneben wird Kabelfernsehen eingespeist, sowie seit dem 22. Mai 2006 das öffentlich-rechtliche Fernsehprogramm über DVB-T vom Grundnetzsender Ostfriesland in Aurich-Popens.

#### Norderney glühlampenfrei
Vom 27. April 2009 bis Jahresende 2009 lief auf Norderney ein Pilotprojekt unter der Leitung der Wirtschaftsbetriebe Norderney und der Firma Philips Lighting, wonach Norderney zur glühlampenfreien Insel und zum ersten Ort Deutschlands, der dies umsetzt, werden sollte. Die Haushalte sollten nur noch mit Energiesparlampen als Leuchtmittel beleuchtet werden. Das Projekt war von vornherein bis zum Jahresende 2009 angesetzt. Den Status zeigte eine durch den aus Hamburg stammenden Lichtkünstler Michael Batz am Wasserturm installierte LED-Beleuchtung an. Während der Wasserturm zu Beginn des Projekts ausschließlich grün beleuchtet wurde, sollte, wenn mindestens 80 Prozent der Haushalte auf Energiesparlampen gewechselt haben, die Beleuchtung zum Abschluss auf blau, der Farbe der Insel, umgestellt werden. Ausgediente Leuchtmittel konnten im Conversationshaus abgegeben werden, die in einer ebenfalls illuminierten Plexiglassäule bis zum Abschluss des Projekts aufbewahrt wurden. Die Resonanz verlief jedoch bis zum Jahresende schleppend, so waren es im September lediglich 105 und im Dezember 150 der 2000 Norderneyer Haushalte, die komplett auf energiesparende Beleuchtung umgestellt hatten.

### Entsorgung

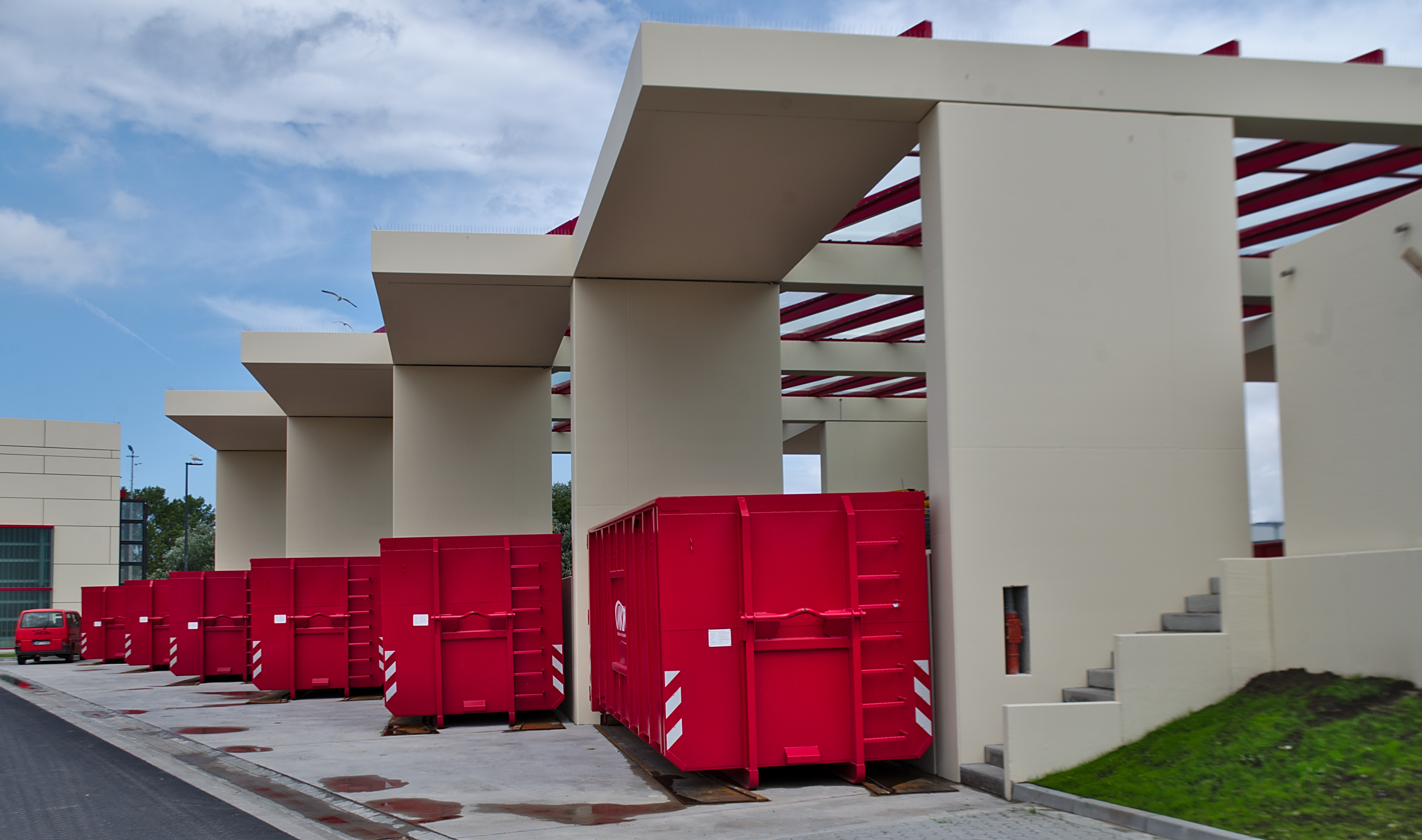
Innenhof der Wertstoffsammelstelle an der Hafenstraße

Da auf der Insel keine Möglichkeit besteht, eine große Mülldeponie einzurichten, wird der hier anfallende Abfall seit 1984 über eine dafür eingerichtete Umschlagstation am Hafen mit den Schiffen Frisia VII, Frisia VIII und seit 1991 mit dem Entsorgungsschiff Störtebeker zum Festland transportiert. Die bis zum Jahr 1989 genutzte Müll-Abladefläche am östlichen Stadtrand wurde im Jahr 2006 renaturiert und ist seitdem Bestandteil des Nationalparks Niedersächsisches Wattenmeer. Dennoch existiert noch ein über 20 m hoher Deponieberg am Südstrandpolder. Dort werden nutzbare Werkstoffe zwischengelagert. So wird zum Beispiel der anfallende Grünschnitt kompostiert und dem Wirtschaftskreislauf wieder zugeführt.
An das Recycling- und Zwischenlager ist die biologische Kläranlage der Stadt Norderney angeschlossen. Die auf der Kläranlage errichtete Lysimeteranlage ist Bestandteil eines durch die Deutsche Bundesstiftung Umwelt geförderten Forschungsprojektes.
Im Jahr 1991 wurde am südwestlichen Teil des Südstrandpolders eine Vererdungsanlage, als eine der ersten dieser Art in Deutschland errichtet. Jedes Jahr werden in der Norderneyer Kläranlage 900.000 Kubikmeter Abwasser gereinigt. Dabei fallen 25.000 Kubikmeter Klärschlamm an. Dieser Klärschlamm wird durch mehrere Verfahren in neun wasserdicht gebauten Schilfbeeten entwässert, wodurch er vererdet. Das dabei entstehende Abwasser wird über eine Drainage unter den Beeten wieder zur Kläranlage zurück geleitet. Während das im Schilf gebundene Wasser verdunstet werden Kleinstlebewesen mit Sauerstoff versorgt, die den übrig gebliebenen Klärschlamm biologisch umbauen und reduzieren. Die in der Pilotanlage auf der Insel gewonnenen Erfahrungen in der Klärschlammvererdung wurden inzwischen erfolgreich auf Anlagen im gesamten Bundesgebiet übertragen.
Auf kommunaler Ebene übernehmen die Technischen Dienste Norderney (TDN) als Eigenbetrieb der Stadt Norderney Reinigungs-, Garten- und Instandsetzungs-Arbeiten.

### Messstationen
Auf Norderney befindet sich eine von rund 1800 Messstellen des Radioaktivitätsmessnetzes des Bundesamts für Strahlenschutz (BfS). Die Messstation misst die Gamma-Ortsdosisleistung (ODL) am Messort und sendet die Daten an das Messnetz. Die über 24 Stunden gemittelten Daten können direkt im Internet abgerufen werden.
In der Straße Am Wasserwerk II befindet sich die Station Ostfriesische Inseln (Kennung NYNO) des Lufthygienischen Überwachungssystems Niedersachsen (LÜN). Die Station ist eine von 25 Messstationen in Niedersachsen und misst neben meteorologischen Daten Feinstaub, Ozon sowie Stickoxide in der Luft. Die Messwerte werden stündlich automatisch gemessen und an die Messnetz-Zentrale in Hannover gesendet. Nach der Datenaufbereitung stehen sie im Internet zur Verfügung.
Der Deutsche Wetterdienst unterhält auf Norderney eine Wetterstation mit der Stations-Kennziffer 10113. Die Station
liegt bei 53° 42′ N, 07° 09′ O und liefert seit 1947 frei verfügbare Daten zur Wetter- und Klima-Beobachtung.

### Rettungsstation der DGzRS
Seit 1882 existiert auf Norderney eine Station zur Seenotrettung. Vor dem neuen Stationsgebäude im Hafen hat die Deutsche Gesellschaft zur Rettung Schiffbrüchiger den Seenotrettungskreuzer Eugen stationiert.

### Klinik Norderney
Auf der Insel betreibt die Deutsche Rentenversicherung Westfalen die Rehaklinik Norderney. Hier werden Patienten mit Erkrankungen der Atmungsorgane und Allergien sowie Erkrankungen des Muskel- und Skelettapparates rehabilitiert.

## Medien

### Zeitungen

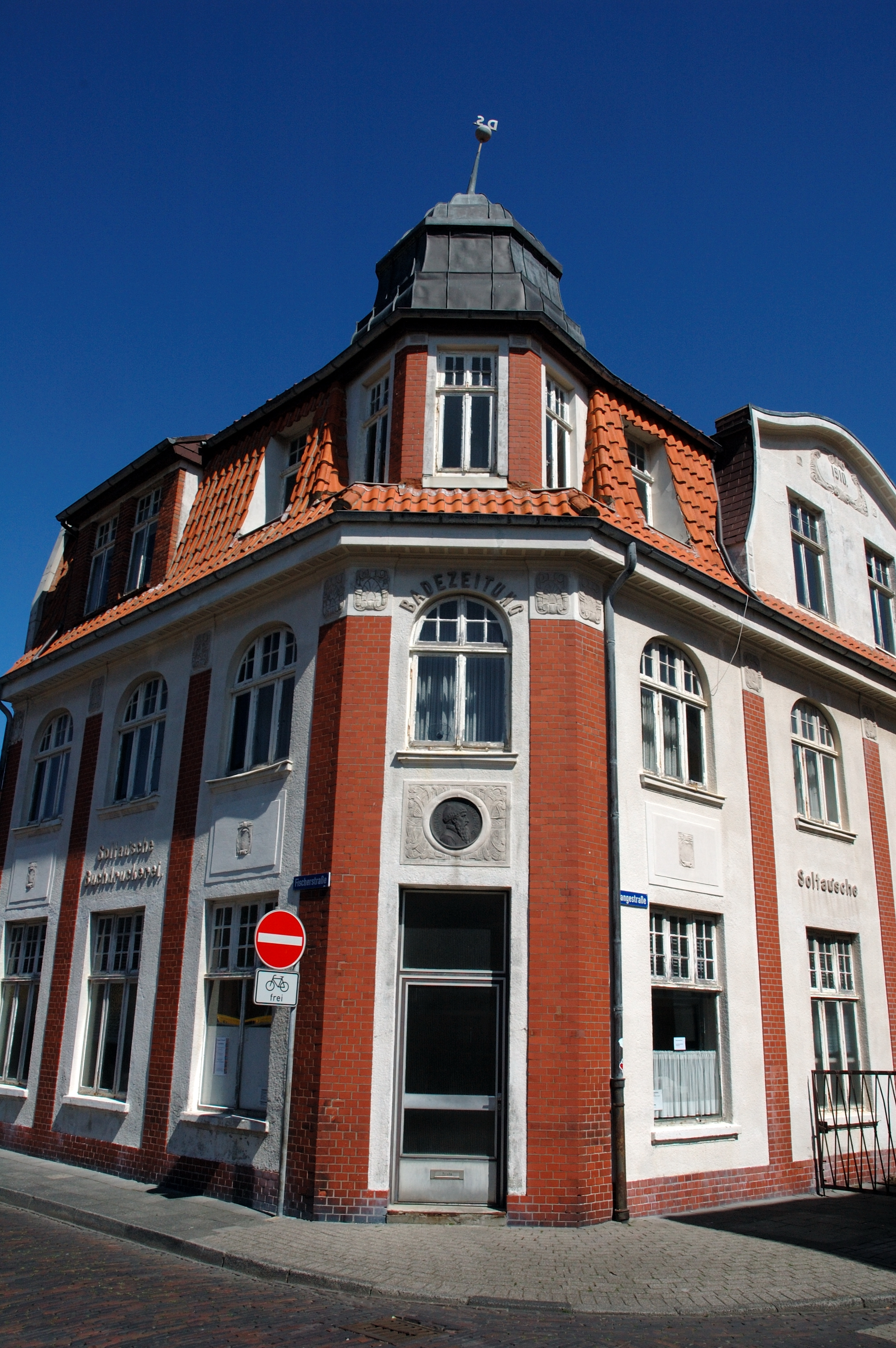
1910 im Jugendstil erbautes ehemaliges Verlagshaus der Soltauschen Buchdruckerei

Alle Printmedien werden morgens mit der ersten Fähre von Norddeich Mole auf die Insel gebracht. Die Norderneyer Badezeitung, die von Montag bis Samstag täglich erscheint, wurde von 1922 bis zum 11. Februar 2004 auf der Insel in der Soltauschen Buchdruckerei mit einer Rotationsdruckmaschine der Firma MAN gedruckt. Die neun Tonnen schwere Maschine wurde an das Gutenberg-Museum in Mainz übergeben und druckt dort einmal wöchentlich die Museumszeitung. Seit August 2004 wird die kleinste selbstständige Tageszeitung Deutschlands auf dem Festland in der Druckerei Otto G. Soltau in Norden gedruckt. Die Norderneyer Badezeitung erschien erstmals 1868 als Norderneyer Bade – Zeitung und Anzeiger und ist somit eine der am längsten erscheinenden Zeitungen in Deutschland und eine der kleinsten täglich erscheinenden mit einer Auflagenzahl von 1767 Exemplaren im III. Quartal 2008. Am 15. Oktober 2008 wurden die Verlagsrechte der Zeitung an die Zeitungsgruppe Ostfriesland mit Sitz in Leer verkauft. Damit endete nach 140 Jahren die Eigenständigkeit der Norderneyer Badezeitung. Die Badezeitung erschien am 7. November 2009 zum ersten Mal nach 141 Jahren mit farbigen Fotos.
Der Verlag Fischpresse gibt seit dem 29. Oktober 2005 die einmal im Monat erscheinende Norderneyer Rundschau als Online-Ausgabe und seit dem 1. November 2008 den kostenlos ausliegenden täglichen Norderneyer Morgen aus. Die Startauflage betrug täglich 2500 Exemplare. Diese Auflage wurde aufgrund der saisonalen Einschränkungen im Winter im Dezember 2008 auf 2200 Exemplare reduziert. Im Sommer 2010 waren es in der Spitze 4000 Exemplare täglich. Das Tagesblatt informiert über Neuigkeiten aus städtischer Politik, Sport, Gesellschaft und Kultur. Gedruckt wird es in der hauseigenen Druckerei und ist damit nach dem Verkauf der Verlagsrechte der Norderneyer Badezeitung das letzte täglich erscheinende Presseerzeugnis das vollständig auf der Insel hergestellt wird.
Seit dem 9. Januar 2009 gibt der Verlag Soltau Kurier in Norden, neben dem Ostfriesischen Kurier den freitags erscheinenden Norderney Kurier heraus, der sich ausschließlich mit dem Geschehen auf der Insel befasst.

### Hörfunk
Auf Norderney gab es den SturmWellenSender Radio SWS, zunächst ab August 1986 als Piratensender. Dabei wurden täglich mehrere Stunden Musik gesendet. Ab Pfingsten 1994 besaß der Sender eine offizielle Sendegenehmigung für die Sommersaison und sendete von 2003 bis zum 30. April 2015 rund um die Uhr aus dem einzigen Strandstudio Deutschlands direkt an der Promenade am Nordstrand.
Seit dem 30. April 2015 wird mit Radio Nordseewelle privates Hörfunkprogramm aus der Stadt Norden für die ostfriesische Küste ausgestrahlt; der Sender ist unter der Frequenz 104,0 MHz auf Norderney und über Live-Stream weltweit zu hören. Seit Ende 2019 gibt es den Sturmwellensender Retro.

### Fernsehen
Norderney diente mehreren TV-Produktionen als Drehort. Die Außenaufnahmen für das Fernsehspiel Einer fehlt beim Kurkonzert aus dem Jahr 1968 sowie für Folge Strandkorb 421 aus der Reihe Stahlnetz im Jahr 1963 entstanden auf der Insel. Die Fernsehserie Das Rätsel der Sandbank wurde 1984 unter anderem auf Norderney gedreht. In der zweiten Folge der TV-Krimiserie Pfarrer Braun mit dem Titel Das Skelett in den Dünen aus dem Jahr 2003 spielen Szenen auf der Insel. Allerdings wird die Insel dort mit Nordersand bezeichnet. Ebenfalls wurden Teile der dritten Folge der Fernsehreihe Friesland, Klootschießen (2016), auf der Insel gedreht, allerdings spielt die Handlung im Kreis Leer. Im Tatort Tödliche Flut (2021) spielt ein großer Teil der Handlung auf Norderney. Die Wilsberg-Folgen Morderney (2018) und Wellenbrecher (2020) spielen auf der Insel. Auch Teile der TV-Serie Sløborn wurden auf der Insel gedreht.
Weiterhin strahlt der Norddeutsche Rundfunk mehrmals im Jahr Sendungen aus, die die Insel zum Thema haben, so zum Beispiel Inselgeschichten, Nordtour, Inas Norden, Bilderbuch Deutschland sowie im Rahmen des Regionalprogramms NDR Niedersachsen. In der NDR-Dokumentation Rettet die Glühbirne: Vom Unsinn der Energiesparlampe wurde die Entsorgungsproblematik des durch die Europäische Union verordneten Wechsels hin zur Energiesparlampe im Zuge des Projekts Norderney Glühbirnenfrei thematisiert. Die Folge über Norderney im Reisemagazin Wunderschön! des WDR wurde am 10. Juli 2011 ausgestrahlt. Im Verbrauchermagazin „Ausgerechnet“ des WDR wurde 2019 der Kostenaspekt eines Urlaubs von Daniel Aßmann unter die Lupe genommen.
Der Roman Urlaub mit Papa, der auf Norderney spielt, wurde vom ZDF auf Sylt verfilmt, was zu Kontroversen auf beiden Inseln führte.

### Inselblogger
Das Staatsbad Norderney, die lokale Tourismus-Organisation der Insel, hat seit 2018 die Stelle eines „Inselbloggers“ eingerichtet. Geboten werden ein Jahr lang eine kleine möblierte Wohnung und 450 Euro Taschengeld im Monat sowie leihweise die notwendige gute medientechnische Ausrüstung. Gefordert wird, mit eigenen Initiativen, Fotos, Glossen, Veranstaltungsberichten und beständiger Präsenz vor Ort und im Internet über die Insel und das Geschehen dort zu bloggen, inklusive Videobotschaften, Interviews und Fotos. Pflicht ist auch aktive Begeisterung für Social Media aller Art. Bestandteil des Arbeitsvertrags ist eine „flexible Arbeitszeit von durchschnittlich 30 Stunden im Monat“. Wo beim herkömmlichen Modell „Stadtschreiber“ andernorts nur Schriftsteller begünstigt sind, dürfen sich für diesen „Job“ ganz normale Leute bewerben, wenn sie nur hinreichend kommunikativ, sympathisch und authentisch erscheinen. Während beim ersten Mal rund 70 Bewerbungen eingingen, waren es beim zweiten Wettbewerb bereits rund 300.

## Persönlichkeiten

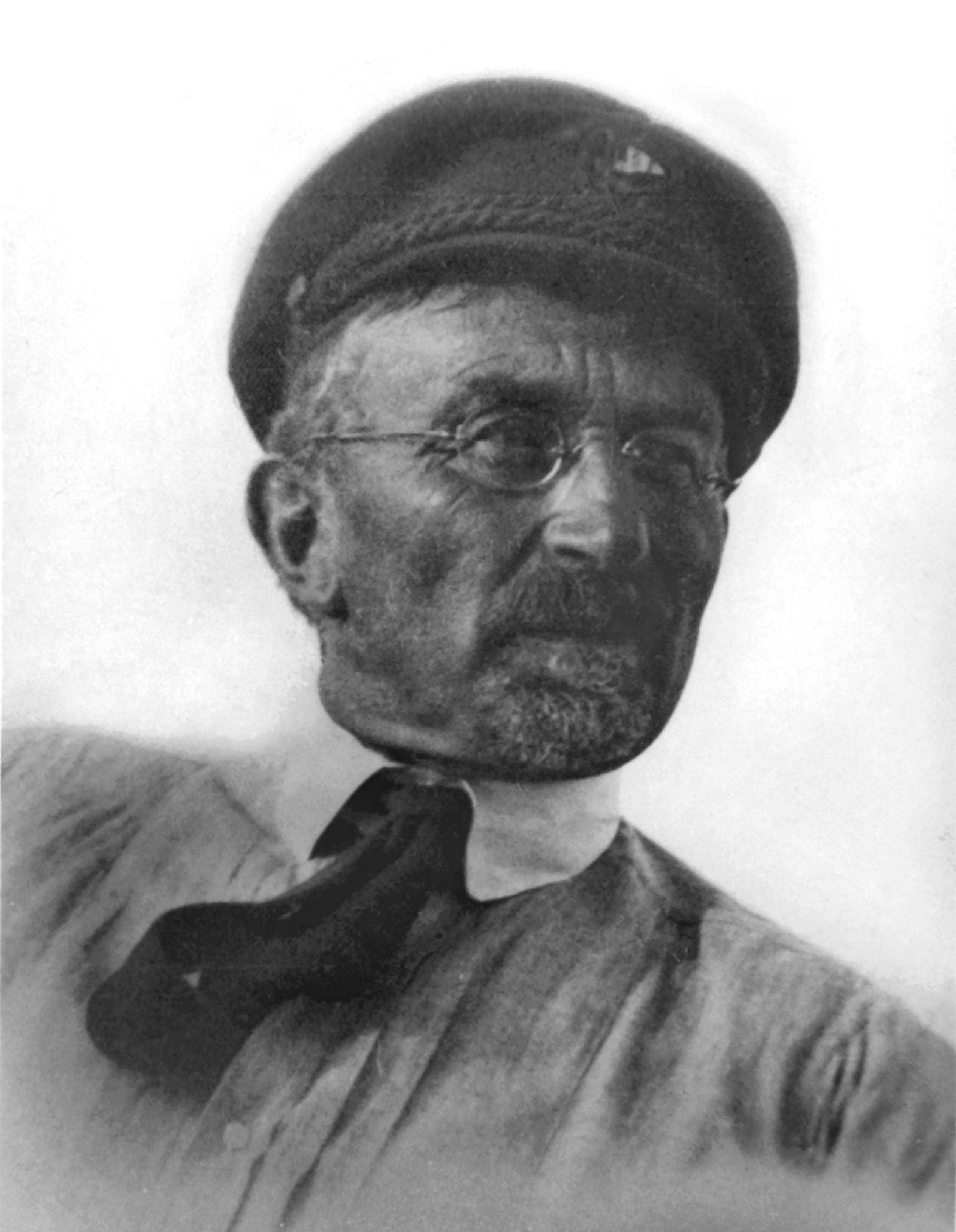
Gebürtiger Norderneyer: Poppe Folkerts

Einige der auf Norderney geborenen Personen haben nationale und internationale Bekanntheit erlangt. Zu erwähnen sind die SPD-Politikerin Elvira Drobinski-Weiß, der mehrfache Deutsche Meister im Windsurfen Bernd Flessner und der Ehrenpräsident des Deutschen Brauer-Bundes Hans-Georg Eils.
Personen, die auf Norderney nachhaltig gewirkt haben, waren zum Beispiel der Bürgermeister Jann Berghaus, der nach dem Ersten Weltkrieg einen Weg fand, die der ausbleibenden Kurgäste halber kümmerliche finanzielle Situation der Stadt mit Hilfe von Fördergeldern deutlich zu verbessern; auf Grund seiner Verdienste um die Stadt Norderney wurde der langjährige Bürgermeister Remmer Harms zum bislang einzigen Ehrenbürger der Stadt ernannt; als bildende Künstler sind der gebürtige Norderneyer Poppe Folkerts, der Bildhauer Wilhelm Krieger und der aus Wedel stammende Kunstmaler Ole West zu nennen, der fast zweieinhalb Jahrzehnte lang auf Norderney gelebt hat und dessen Besonderheit maritime Gemälde mit einer Seekarte als Hintergrund sind.

## Literarisches
Erwähnung findet die Insel auch im Gedicht Logik von Joachim Ringelnatz. Der Roman Die Inselhebamme von Emma Jacobsen spielt auf der Insel.

## Film
- mareTV: Norderney – Raue Schönheit im Wind. NDR, 17. Februar 2022. (45 Minuten)[297]